# Valdavido

Valdavido (en cabreirés Valdaviéu o Valdaviáu) es una pedanía del municipio español de Truchas, Comarca de La Cabrera, provincia de León (comunidad autónoma de Castilla y León). El término de Valdavido abarca más de tres mil hectáreas, siendo la mayor parte de ellas tierras comunales que gestiona el propio pueblo a través de su Junta Vecinal.
Su población, como en el resto de pueblos de la comarca, ha ido decreciendo sobre todo a partir de los años 70. En la actualidad hay menos de 10 vecinos empadronados, aunque la población aumenta sensiblemente (120 personas) durante los períodos vacacionales.
En 2020 es seleccionado como uno de los 10 pueblos tilenenses más bonitos.

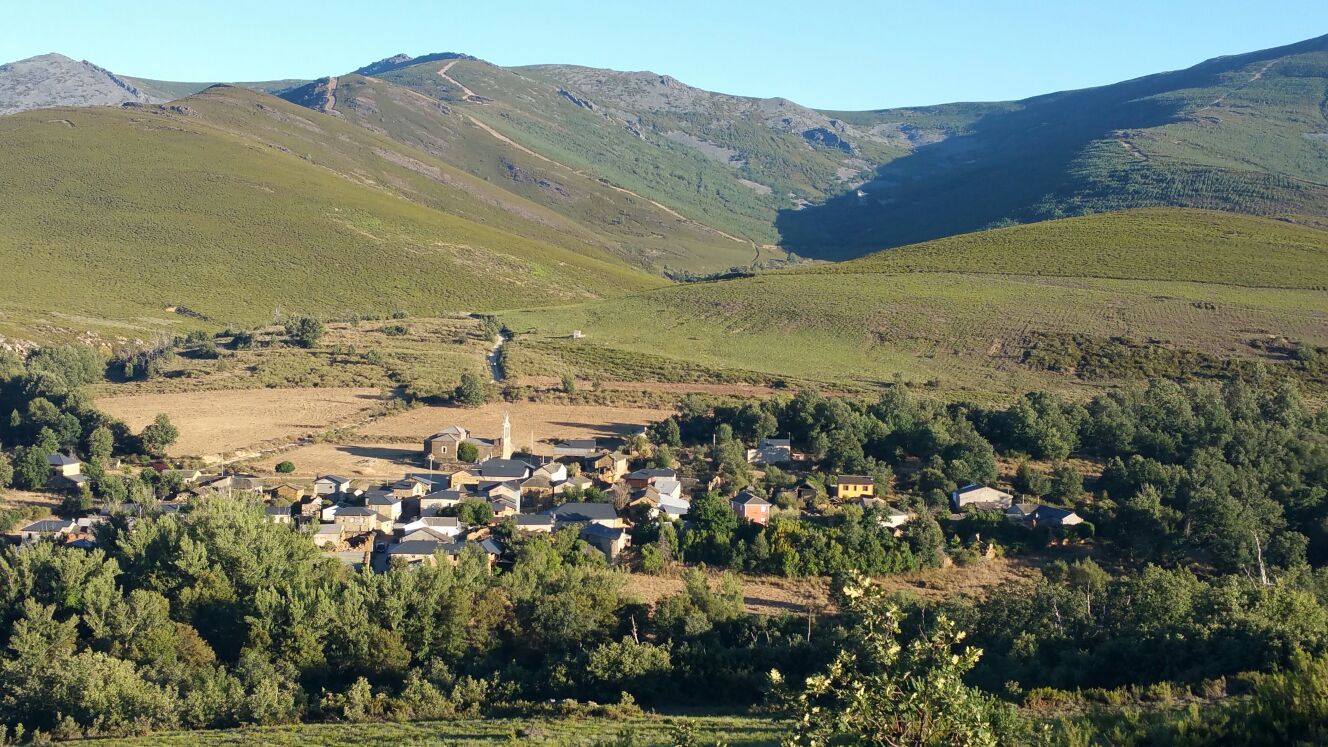
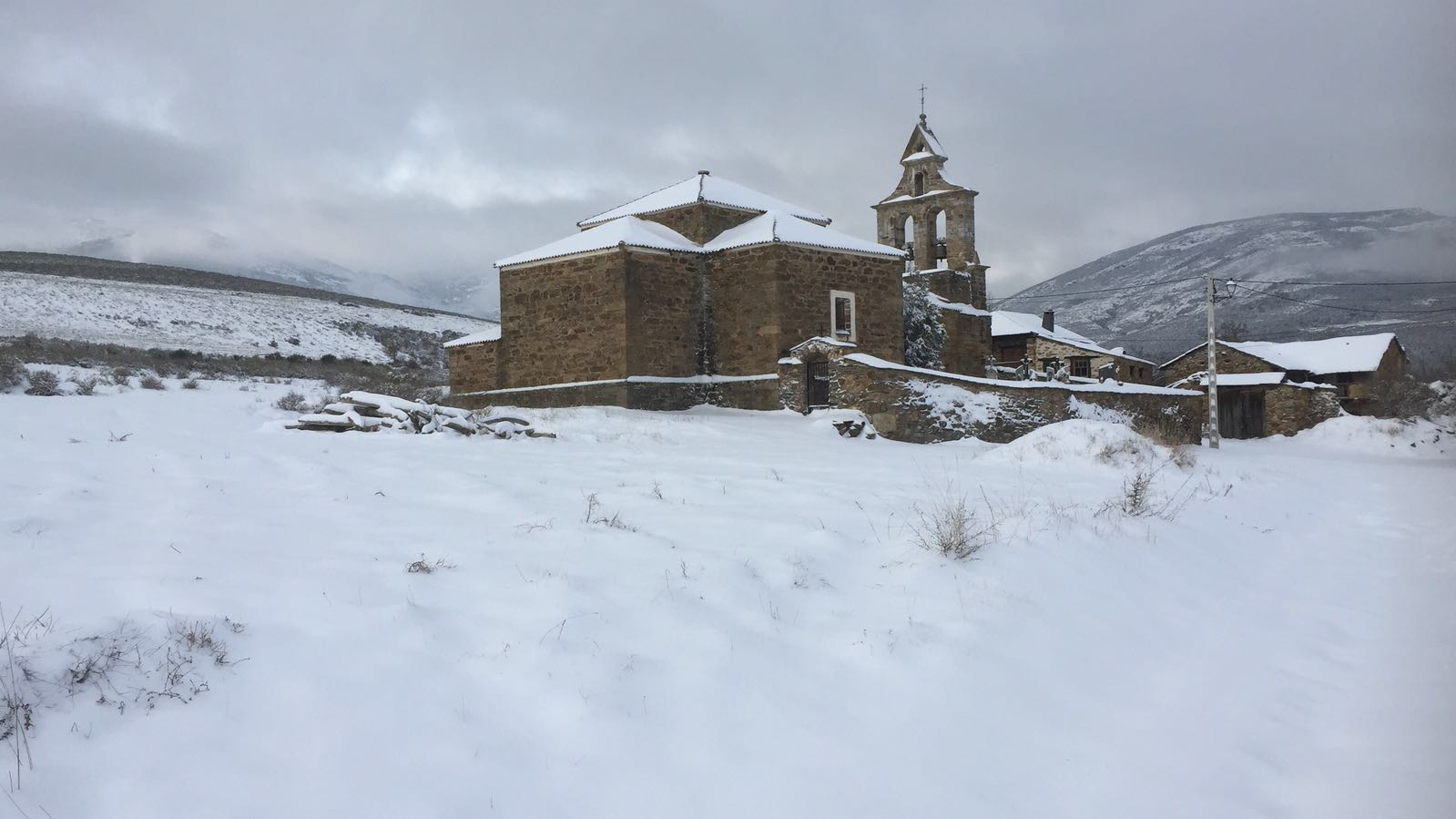

## Toponimia
Valdaviéu o Valdaviáu . Del latín Valle valle + preposición de + el nombre del posesor romano Avitus. <>

## Fauna y flora

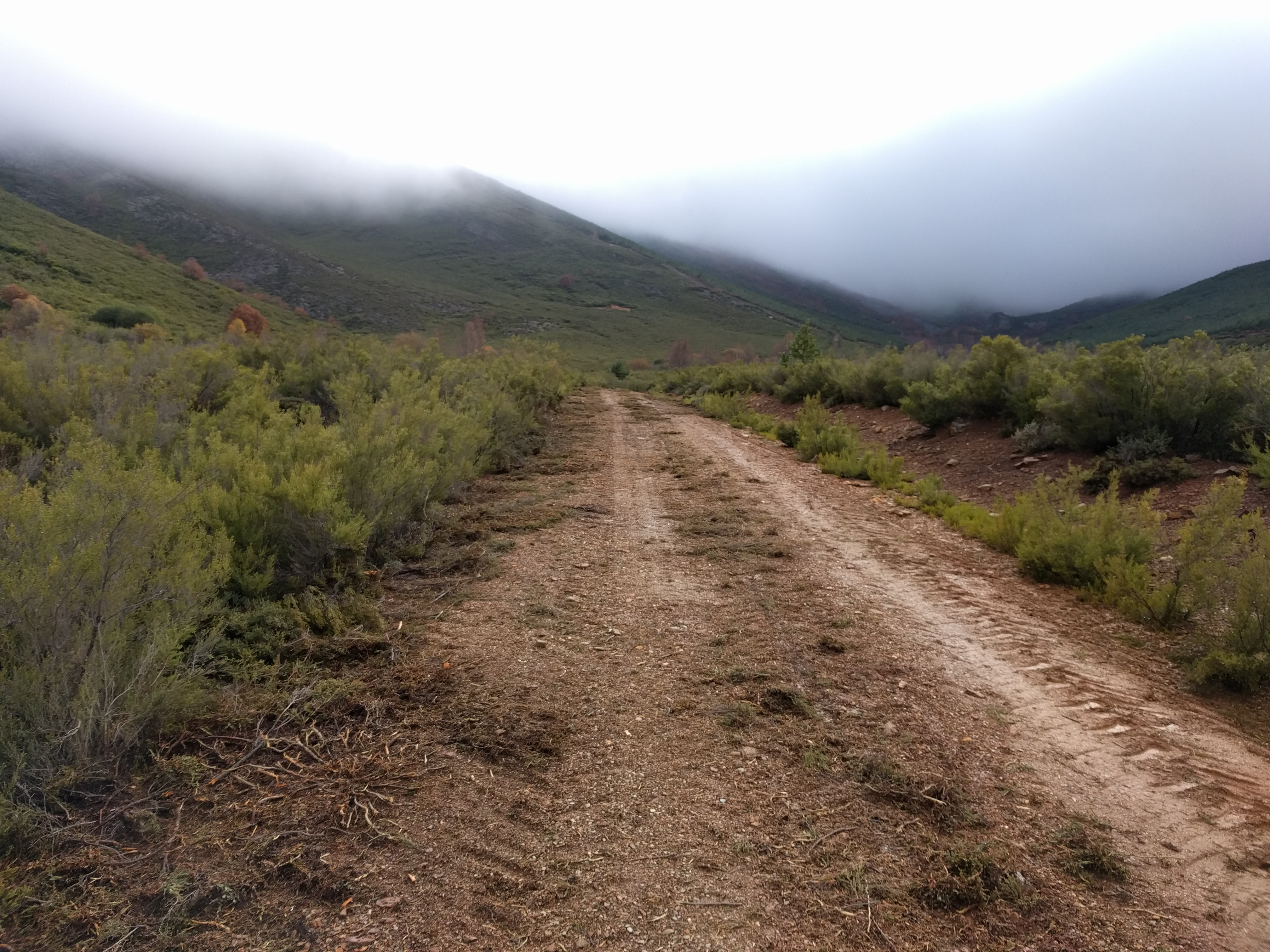
Entorno de Valdavido
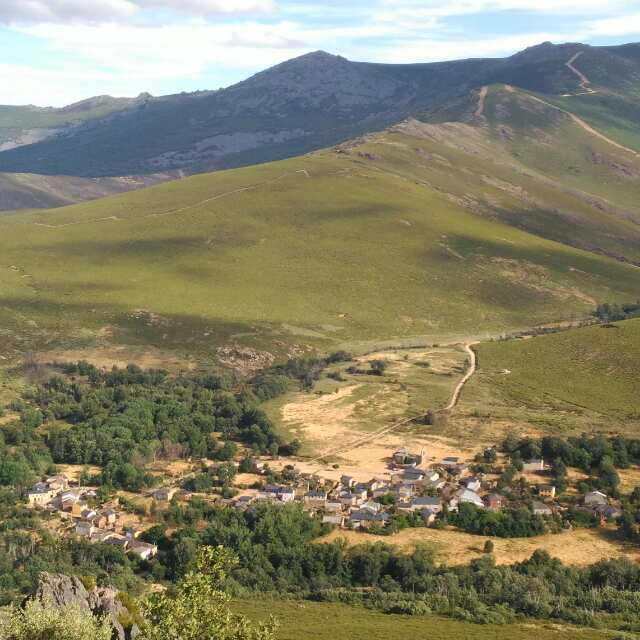
Entorno de Valdavido
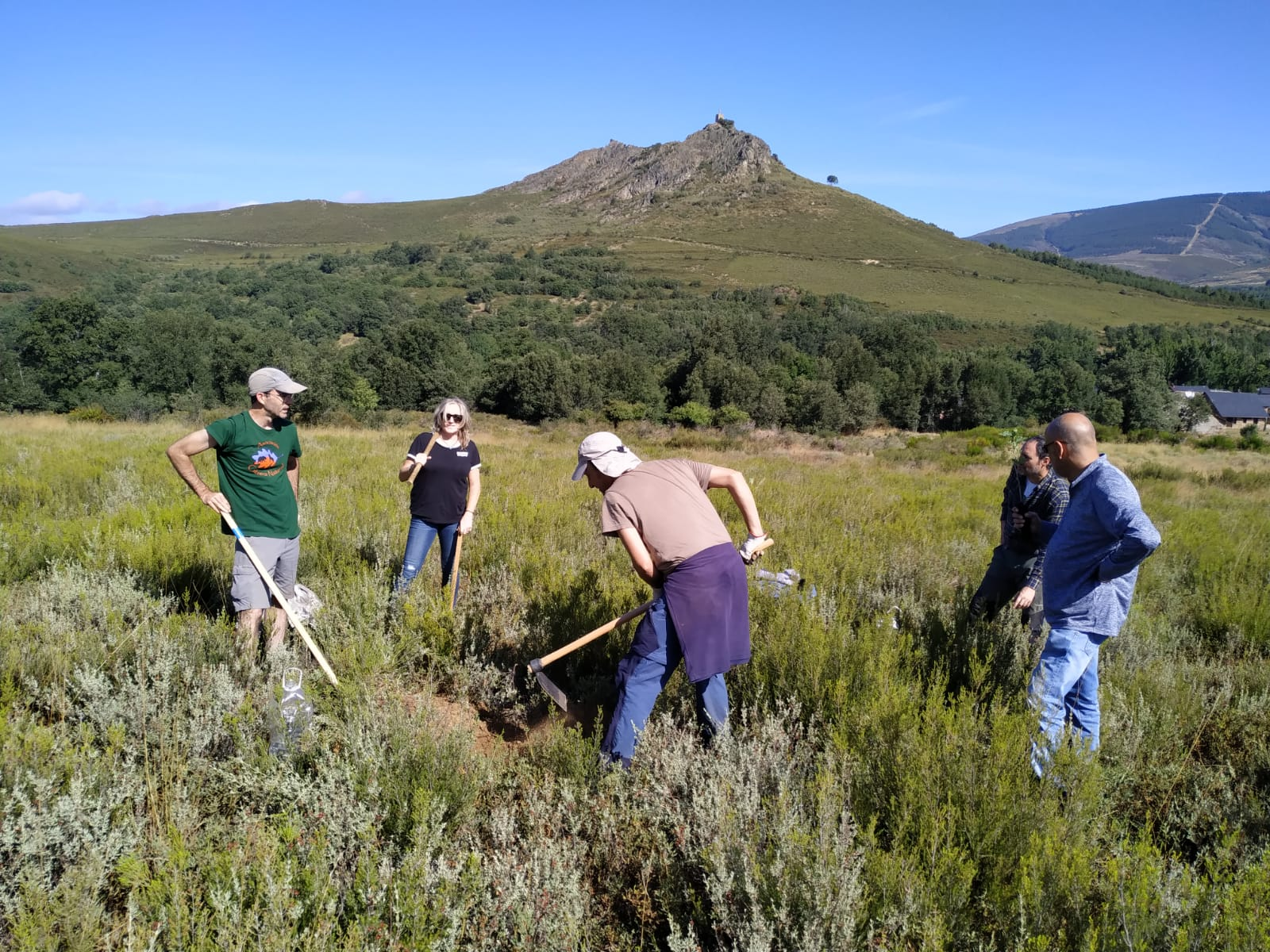
Plantación de árboles en Valdavido
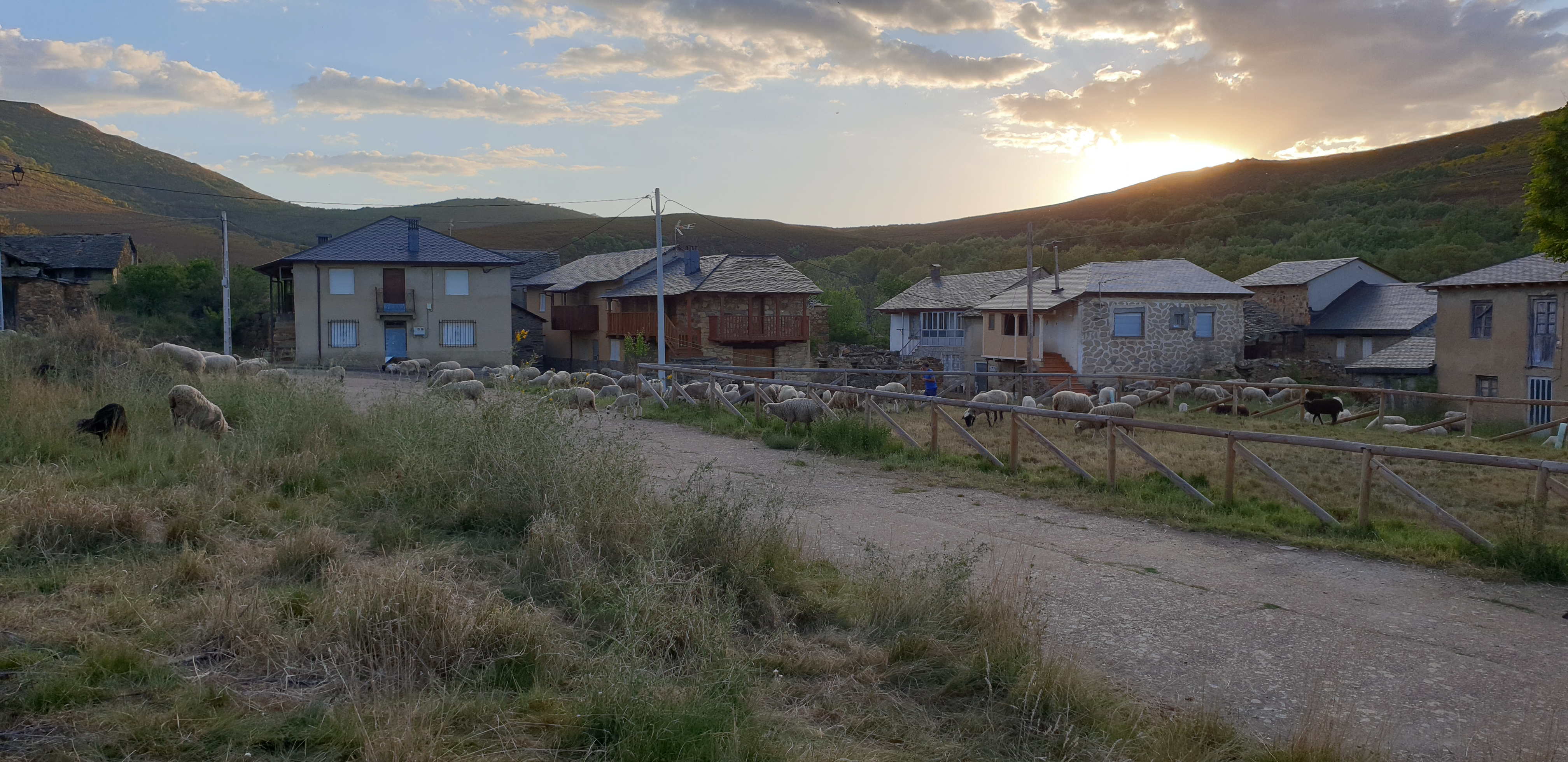
Ovejas desbrozando en Valdavido
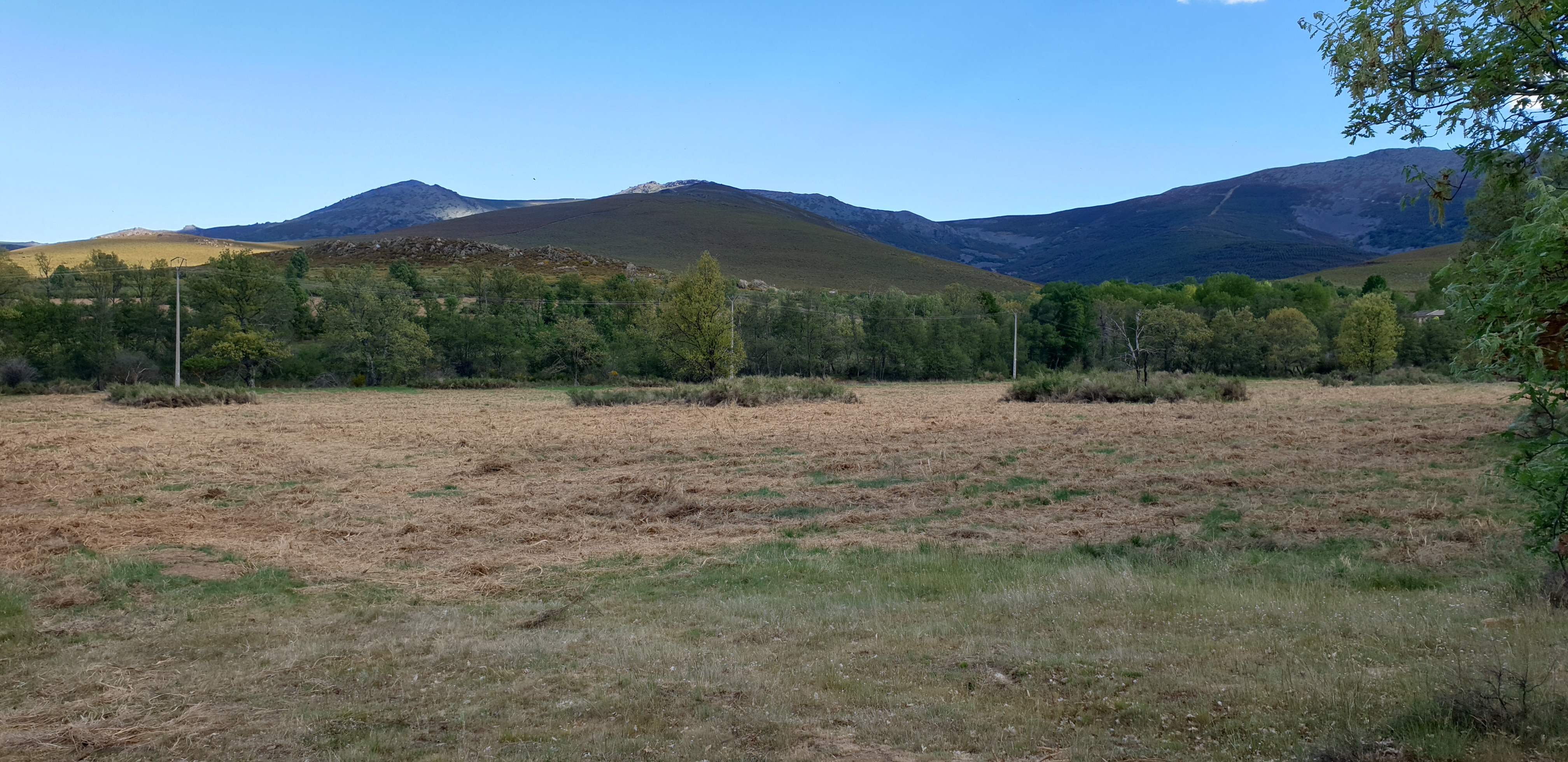
Desbroces en Valdavido

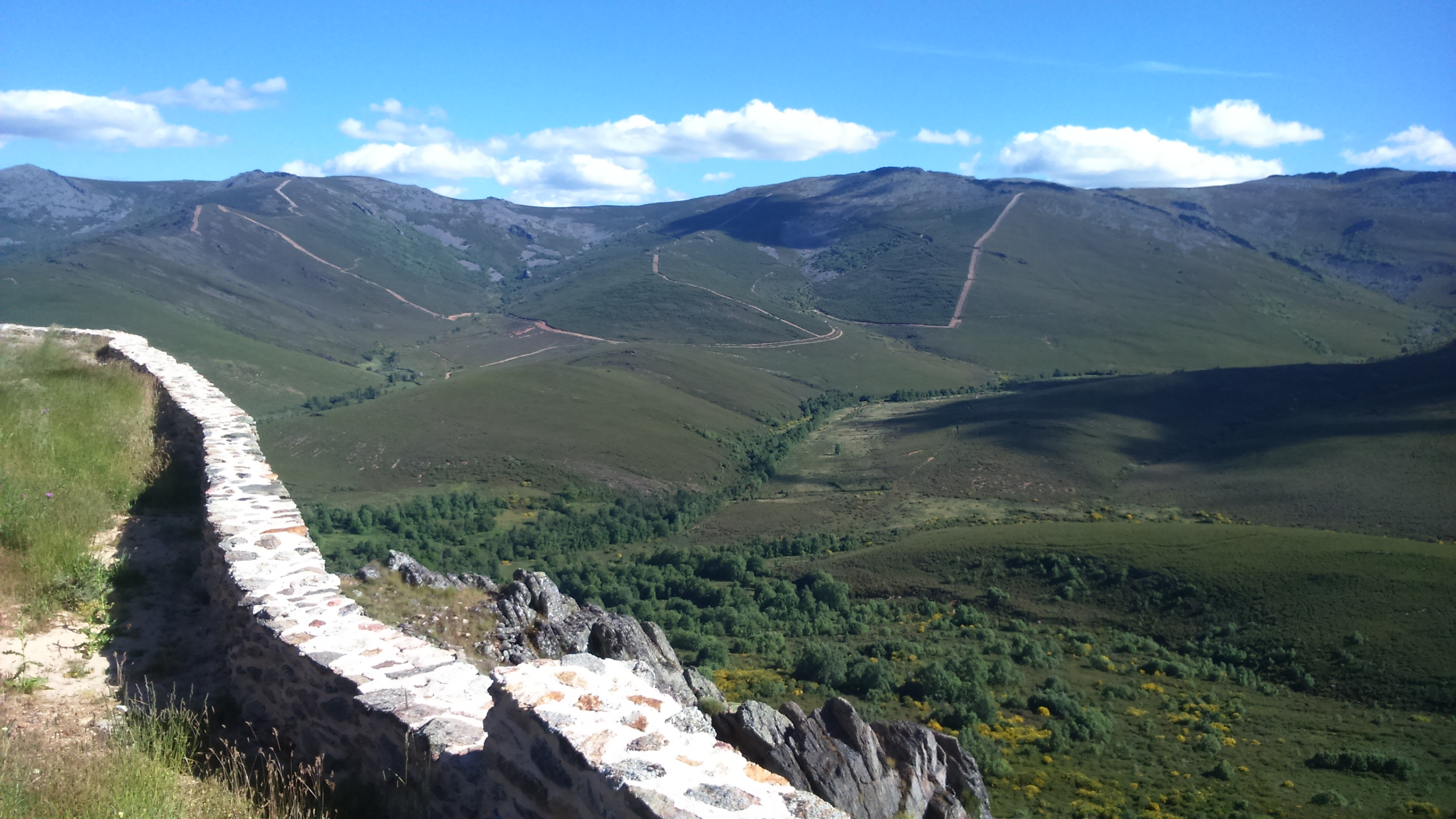
Entorno de Valdavido

El paisaje de Valdavido es muy diverso. Incluye una amplia zona de cumbres que superan los 2000 m s. n. m., donde dominan los peñascos y praderas. Las especies más emblemáticas de estos parajes son la perdiz pardilla (Perdix perdix), roquero rojo (Monticola saxicola) y el águila real (Aquila chrysaetos). Esta zona de cumbres está catalogada como Zona de Especial Protección para las Aves (ZEPA).
Los brezales dominan la mayor parte de las laderas, desde la zona de cumbres hasta los fondos de valle.  Componen un paisaje de gran valor plástico y que acoge a una variada fauna, entre la que destacan los aguiluchos pálido (Circus cyaneus) y cenizo (Circus pygargus).
Los paisajes forestales incluyen tres grandes tipos; robledales, bosques de ribera y pinares de repoblación. Los robledales (Quercus pyrenaica) ocupan los canchales de media montañas y los valles. Parte de su hábitat potencial ha sido ocupado durante los últimos años por repoblaciones dominadas por los pinos silvestres (Pinus sylvestris). Estas manchas forestales dan cobijo a una variada representación de rapaces forestales como el ratonero (Buteo buteo), águila calzada (Hieraaetus pennatus), águila culebrera (Circaetus gallicus), halcón abejero (Pernis apivorus), milano negro (Milvus migrans), alcotán (Falco subbuteo), gavilán (Accipiter nisus).
Los bosques de ribera se asocian a los dos ríos (Del Valle y Llastres) que discurren por el pueblo y que tributan al río Eria. Se trata de formaciones de gran valor ecológico que han sido catalogadas como Lugar de Interés Comunitario (LIC). Abedules (Betula alba), alisos (Alnus glutinosa) y álamo temblón (Populus tremula) son las especies arbóreas más comunes que cobijan a una importante fauna de mamíferos, como la nutria (Lutra lutra), turón (Mustela putorius), desmán ibérico (Galemys pyrenaicus), aves como el azor (Accipiter gentilis), mirlo acuático (Cinclus cinclus), anfibios como la salamandra común (Salamandra salamandra), tritón jaspeado (Triturus marmoratus) y peces como la trucha (Salmo trutta). 
Las especies de mamíferos de mayor tamaño como los ungulados, incluidos el jabalí (Sus scrofa), Ciervo (Cervus elaphus) y corzo (Capreolus capreolus), utilizan estos paisajes de forma diferencial como hábitats donde alimentarse (brezales y pastos) y refugiarse (bosques). 
No obstante, el animal más singular que recorre estos parajes es el lobo (Canis lupus). La comarca acoge una de las mejores poblaciones de lobo de Europa Occidental, y Valdavido es uno de los lugares más querenciosos para este cazador. 
En los últimos años se ha llevado a cabo una política de protección y de información sobre el lobo ibérico, con charlas, coloquios y actividades para acercar este animal a los vecinos.

### Reserva ornitológica[4]
En 2021, la Sociedad Española de Ornitología, SeoBird Life, incorpora a Valdavido a su red de reservas ornitológicas, por su interés natural y ornitológico. Con esta inclusión, se busca la conservación de especies concretas de aves, mejorar hábitats, mantener la diversidad biológica, potenciar el desarrollo sostenible y promover la investigación científica.

### Plantación de árboles

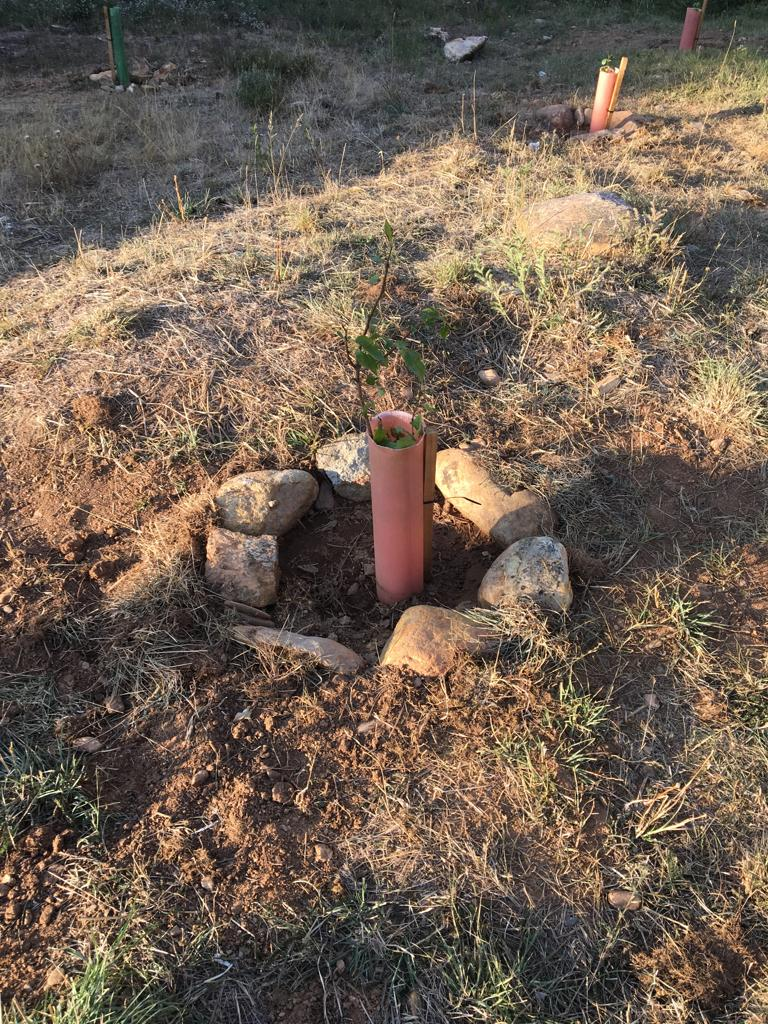
Plantación de árboles en Valdavido

Desde 2017 los vecinos de Valdavido realizan plantaciones de árboles autóctonos en distintas zonas del monte. Fundamentalmente robles, aunque también se han incluido frutales y otras especies.
Además, se llevan a cabo una serie de desbroces a lo largo del año, y especialmente en primavera, para intentar prevenir en la medida de lo posible los incendios o su expansión. Estos desbroces se realizan de tres formas:
- Desbroces mecánicos: realizados con tractor y financiados por la Junta Vecinal
- Desbroces manuales: realizados con desbrozadoras manuales, a través de operarios proporcionados por el Ayuntamiento de Truchas o siendo los propios vecinos los que realizan estos trabajos.
- Ovejas "bombero"

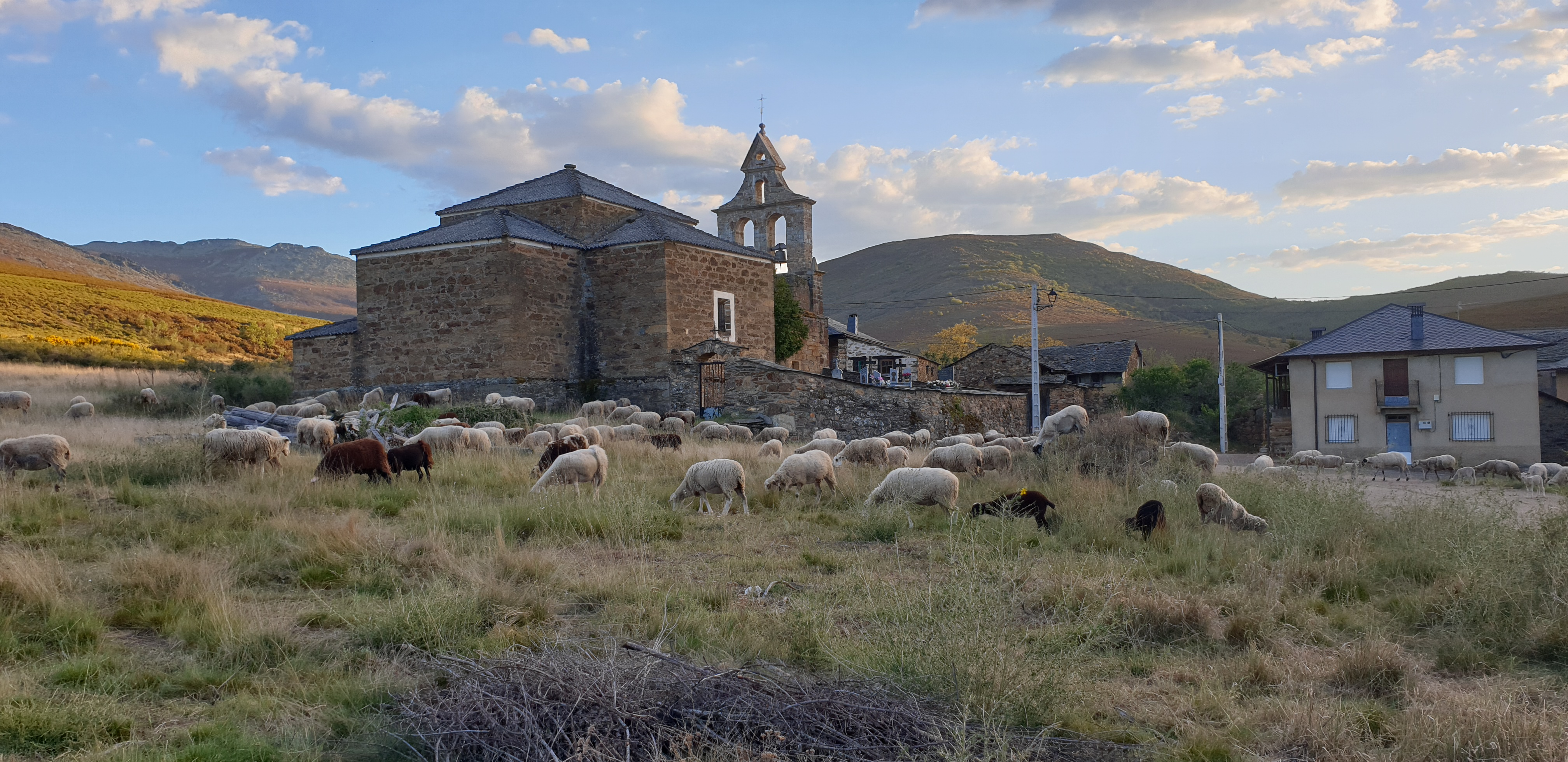
Ovejas desbrozando en Valdavido

En 2019 se comenzó con una iniciativa consistente en desbrozar las zonas con vegetación del entorno urbano de Valdavido y el perímetro del pueblo (hasta donde comienza la zona de caza) mediante el pastoreo de ovejas. Este ganado se alimenta de la vegetación, limpiando las zonas acordadas sin necesidad de recurrir a maquinaria. De esta forma se benefician tanto el pueblo de Valdavido, que desbroza parte de su territorio a coste cero, y el pastor correspondiente, que alimenta a su rebaño de forma gratuita.

## Ríos
La Cabrera Alta se sitúa en la parte alta de la cuenca del río Eria y su principal afluente el río Truchillas. Es de también relevancia el aporte de agua que le proporcionan el río Llastres junto con su tributario el río del Valle, ambos situados en el término de Valdavido.

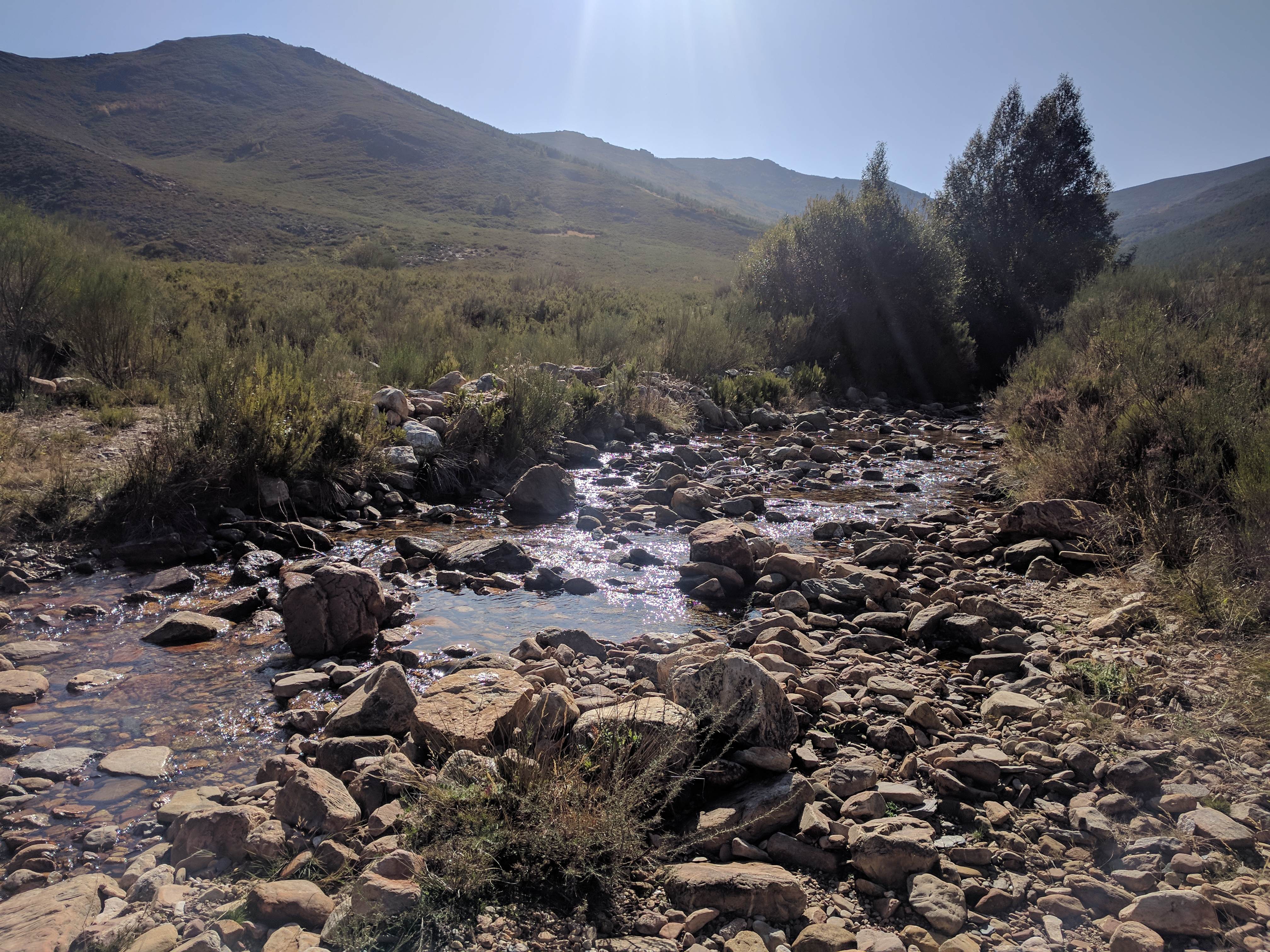
Río del Valle en Valdavido

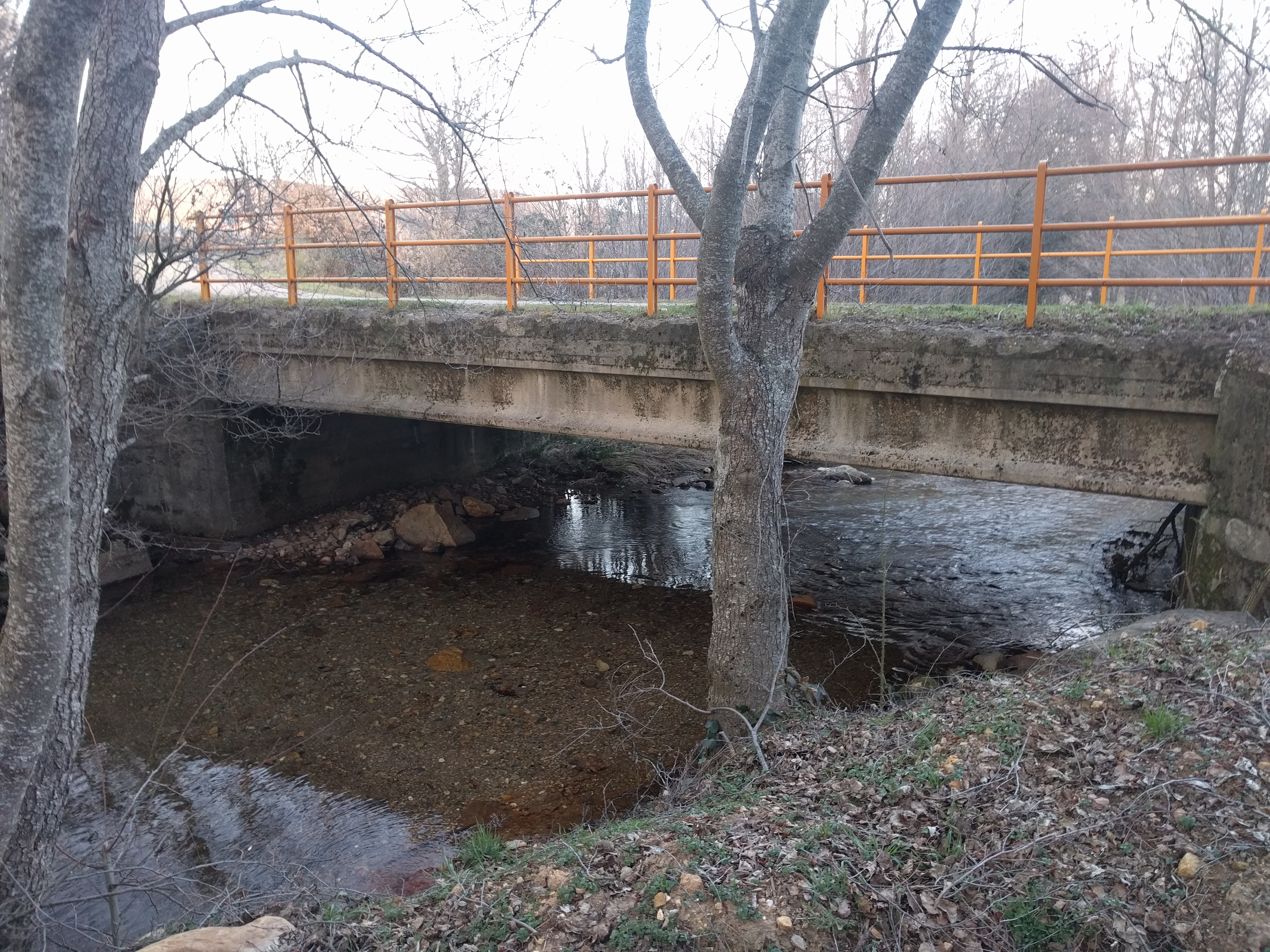
Puente de "el cura" en Valdavido

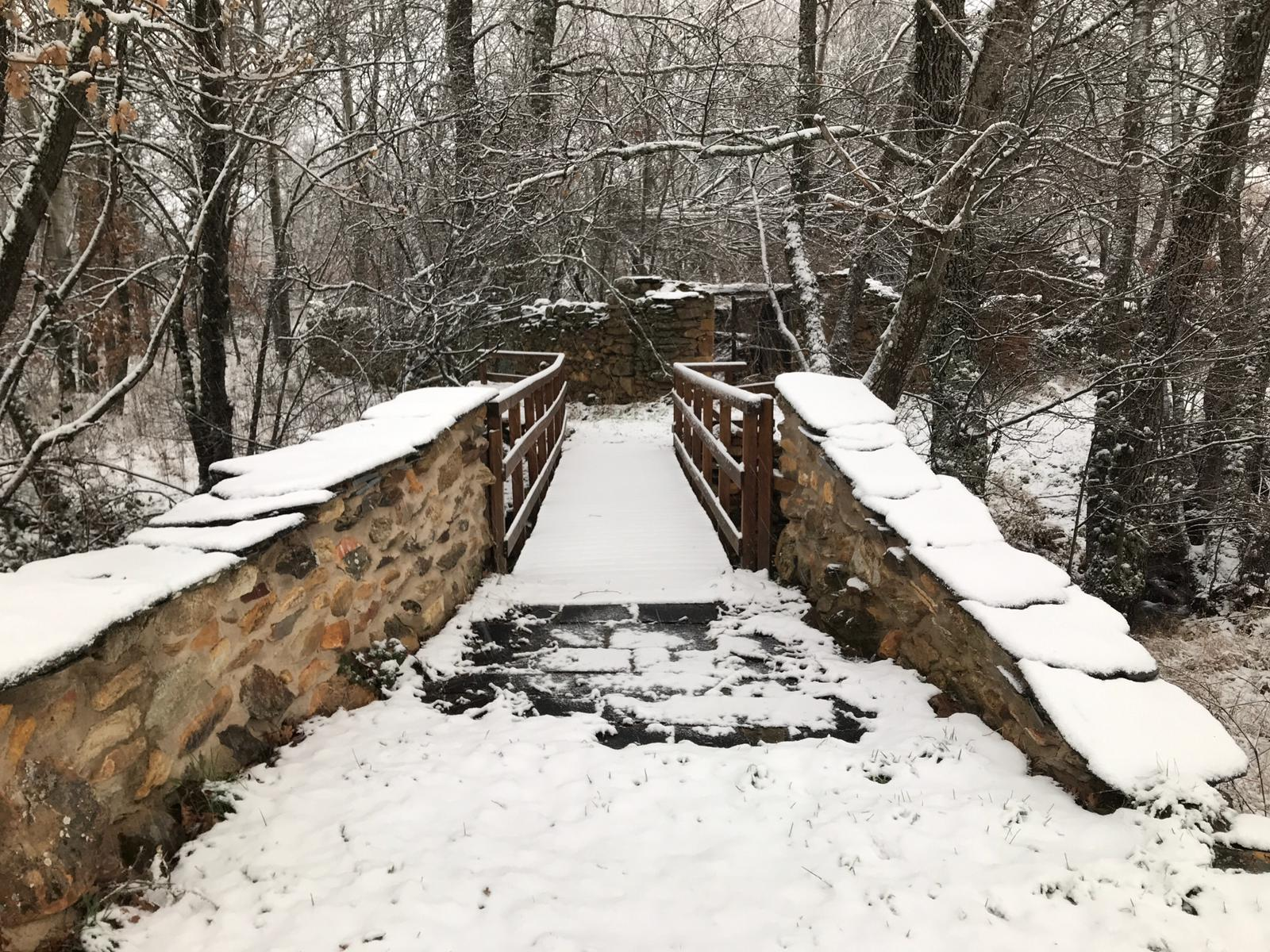

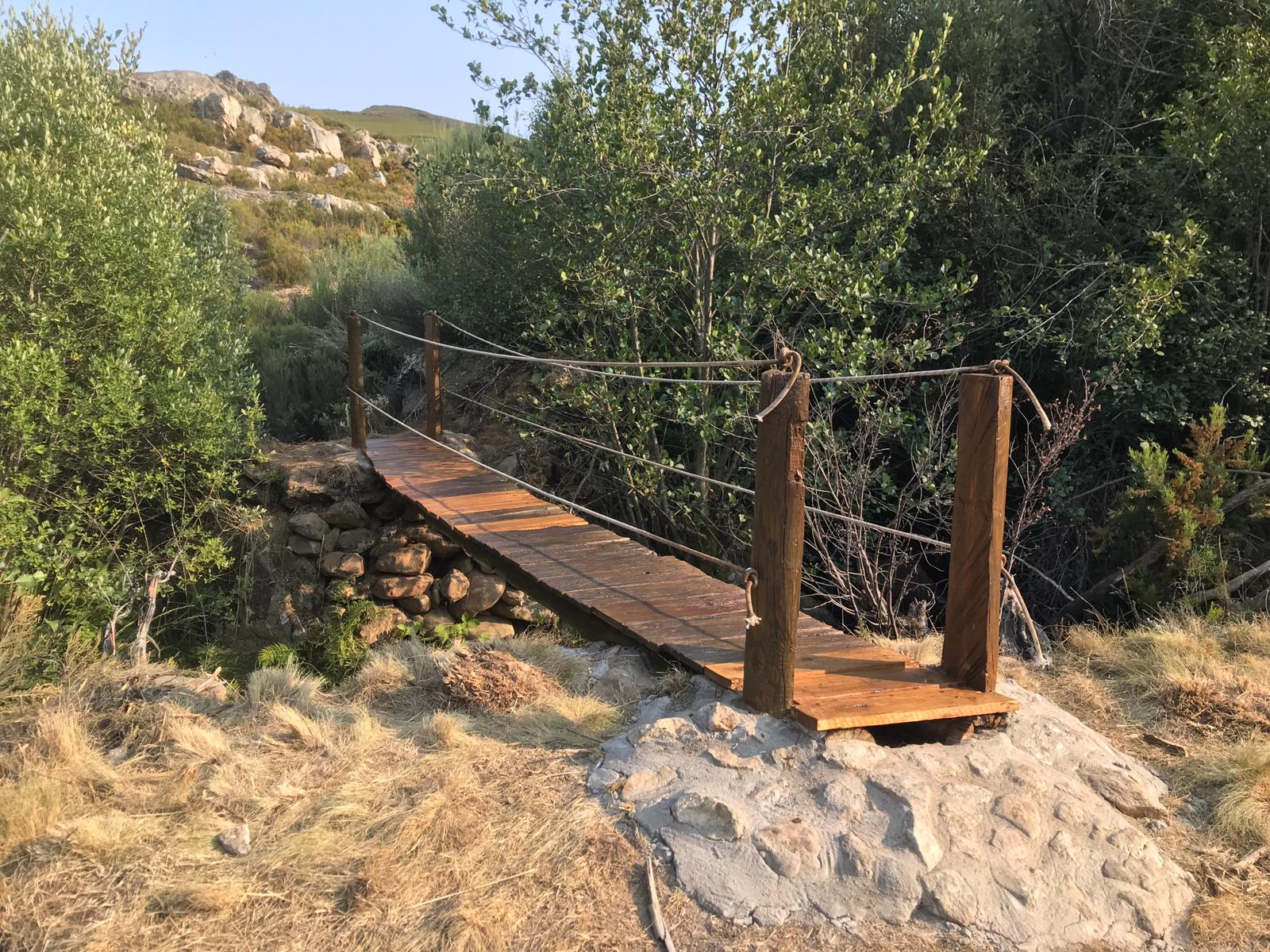

El abandono que esta comarca ha tenido por parte de la administración hace que todo este sistema fluvial haya llegado hasta nuestros días en  un estado ecológico muy bueno, ya que al no estar sometidos a ninguna infraestructura hidráulica de importancia como grandes presas o minicentrales hidroeléctricas, estos ríos fluyen libremente sin obstáculos que impidan la conectividad longitudinal de los mismos garantizando el libre movimiento de peces en época reproductiva y de sedimentos agua abajo.

La calidad de sus aguas cristalinas alberga una población de truchas de gran pureza genética  ya que nunca se han visto sometidas a repoblaciones externas. Esta genética  otorga una gran resistencia a estos peces frente a condiciones extremas como sequías o grandes riadas ya que conservan intactos sus genes adaptativos, resultados de miles de años de evolución. Hoy en día hay muy pocos ríos de la península ibérica que puedan presumir de tener un 100% de pureza genética, lo que hace de estas poblaciones de peces una auténtica joya biológica a preservar.

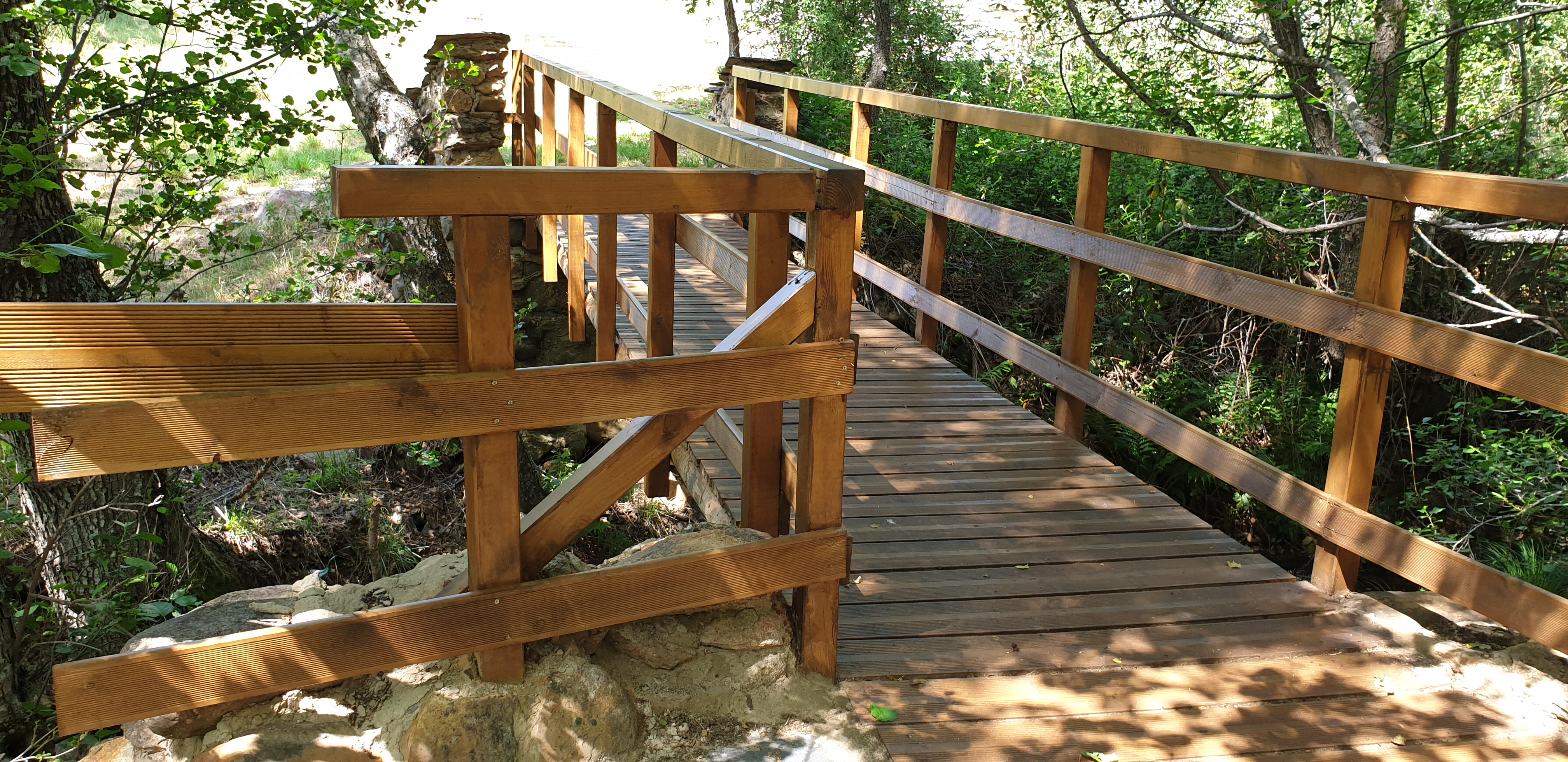
Puente de "el Pisón" en Valdavido

El bosque de ribera de estos ríos también se encuentra en un  estado muy saludable, compuesto principalmente por alisos, muchos de ellos centenarios. Este túnel de vegetación no solo da cohesión a las orillas evitando su erosión  sino que también sirve de refugio a una multitud de aves y pequeños mamíferos entre los que cabe destacar las poblaciones de nutrias que allí habitan. 
Asimismo es llamativa la limpieza de los fondos de estos ríos, compuestos de gravas y guijarros de cantos rodados, sin ninguna colmatación de sedimentos, lo que permite albergar una riquísima fauna de insectos acuáticos que sirven de base de la cadena alimentaria del ecosistema fluvial. Este lecho del río también es idóneo para la puesta de huevos de las truchas durante su época reproductiva.

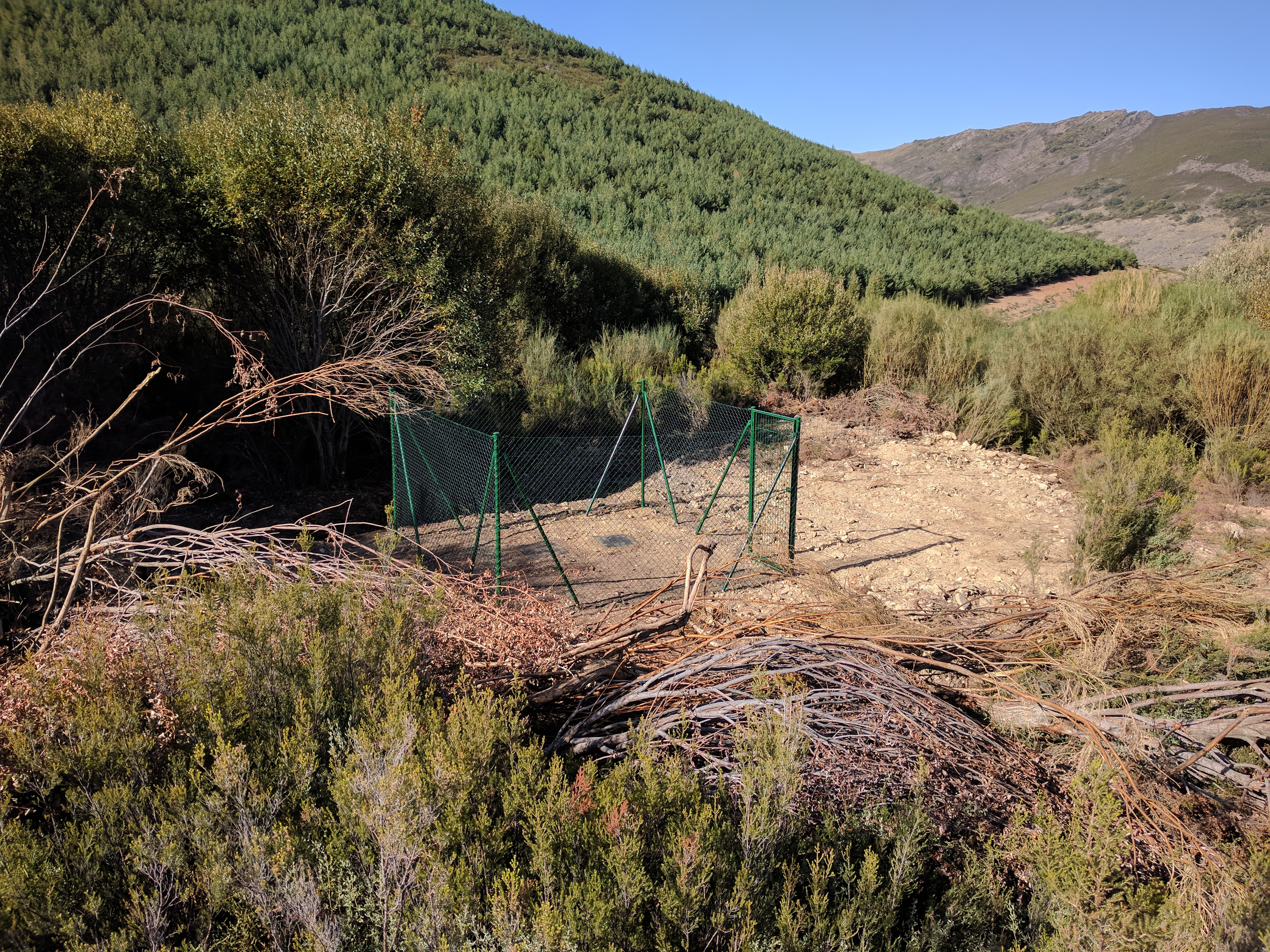
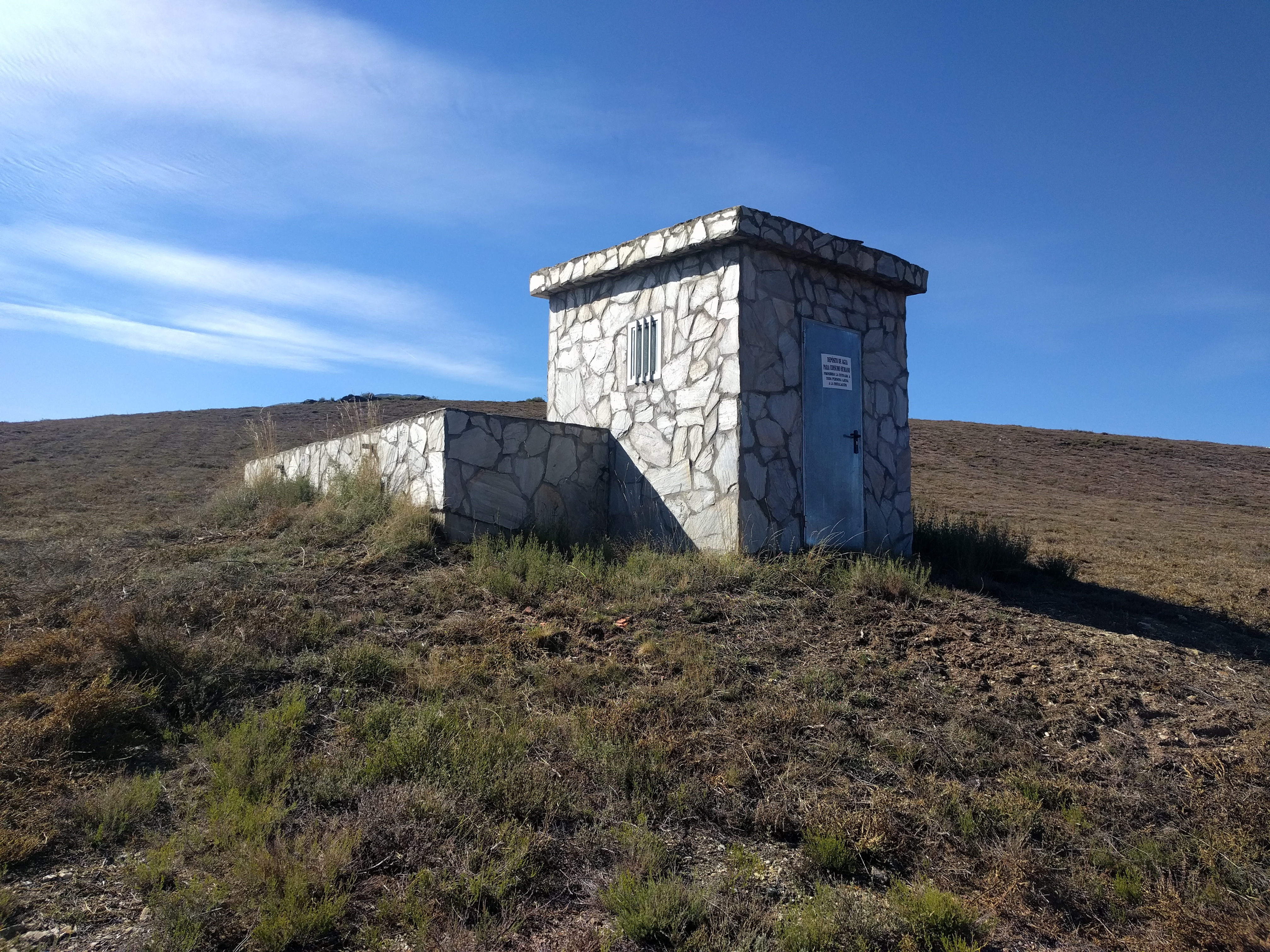
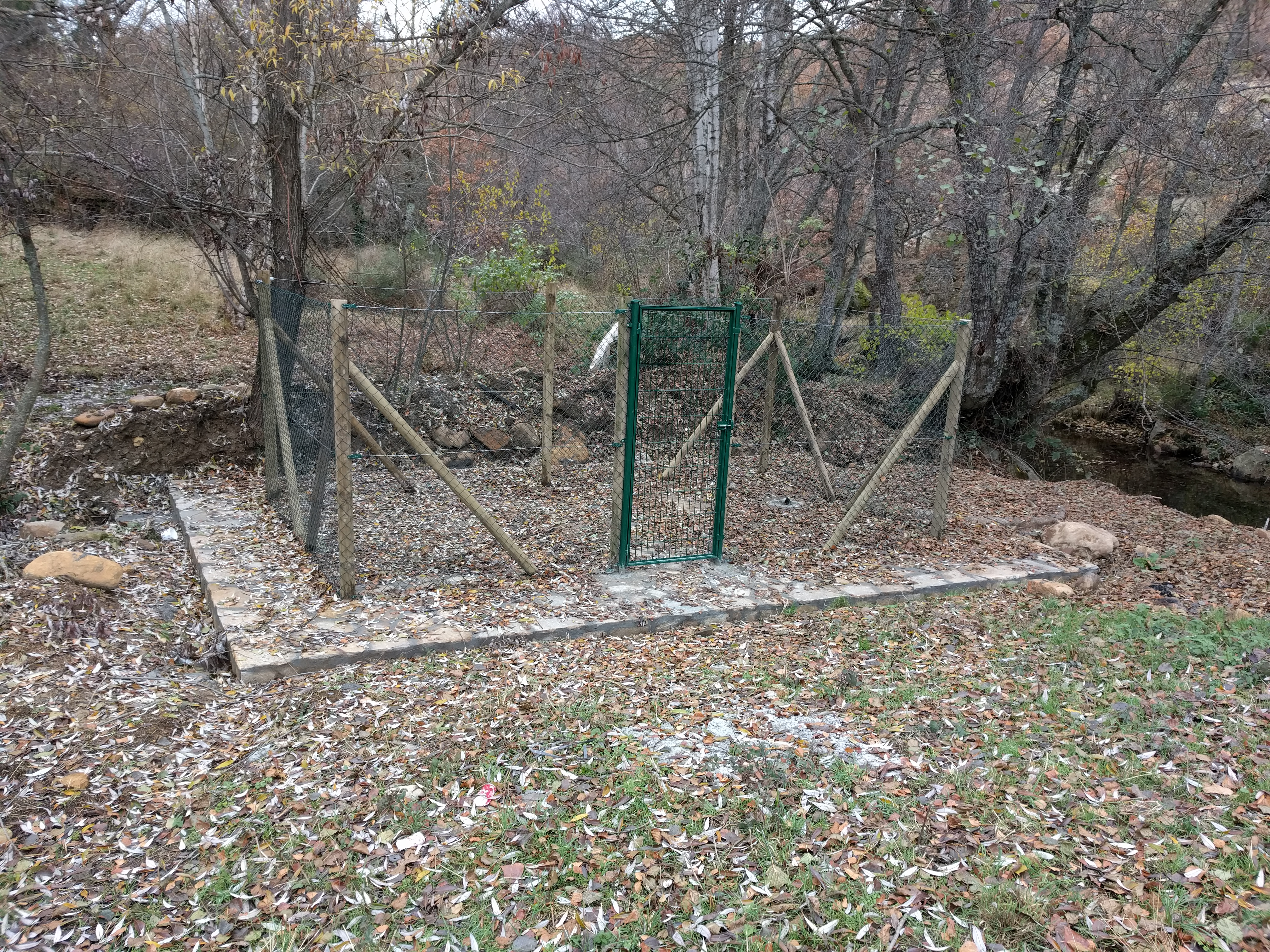

### Uso de jabones ecológicos

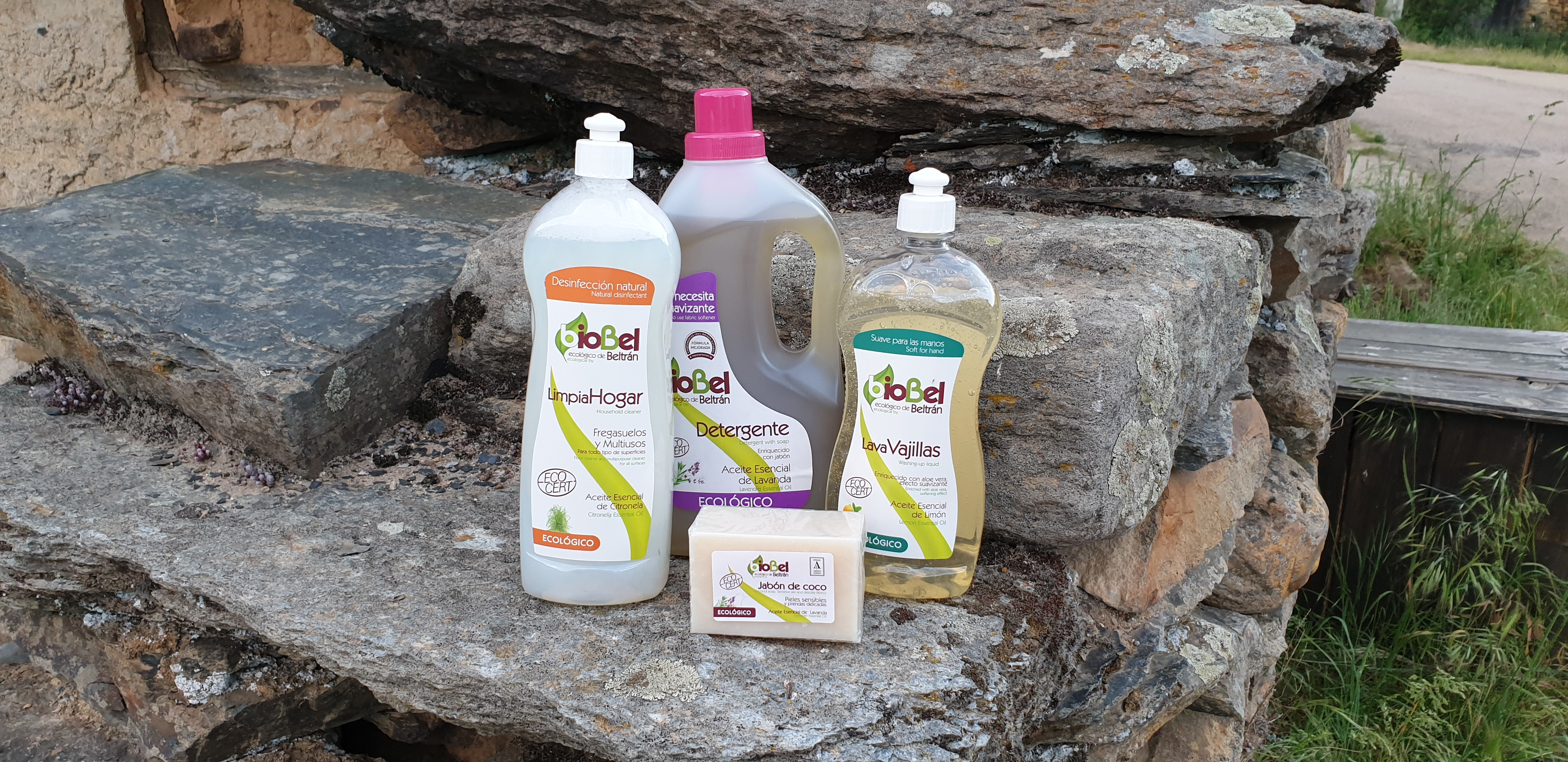
Jabones ecológicos en Valdavido

Valdavido está rodeado por dos ríos: el río Valle y el Llastres. Ambos tienen su menor caudal del año el mes de agosto, que es el de mayor ocupación de gente en el pueblo.
El incremento del uso de jabones y detergentes durante ese mes supone un impacto grande en los ríos que no pueden absorberlo debido al escaso caudal de agua. Esto resulta en una contaminación del río, que puede llegar a producir malos olores, incremento indeseable de algas, y un descenso importante en el oxígeno disponible en el agua lo que puede llevar a la mortandad entre los peces. Es un problema clásico que se ve muchos veranos en una gran cantidad de ríos españoles.
Para intentar paliar esta situación, desde 2017, muchos vecinos de Valdavido adquieren a través de la Junta Vecinal packs de jabones y detergentes ecológicos, compuestos por detergente para lavadora, jabón corporal, limpiahogar y lavavajillas manual.

### Restauración de presas tradicionales

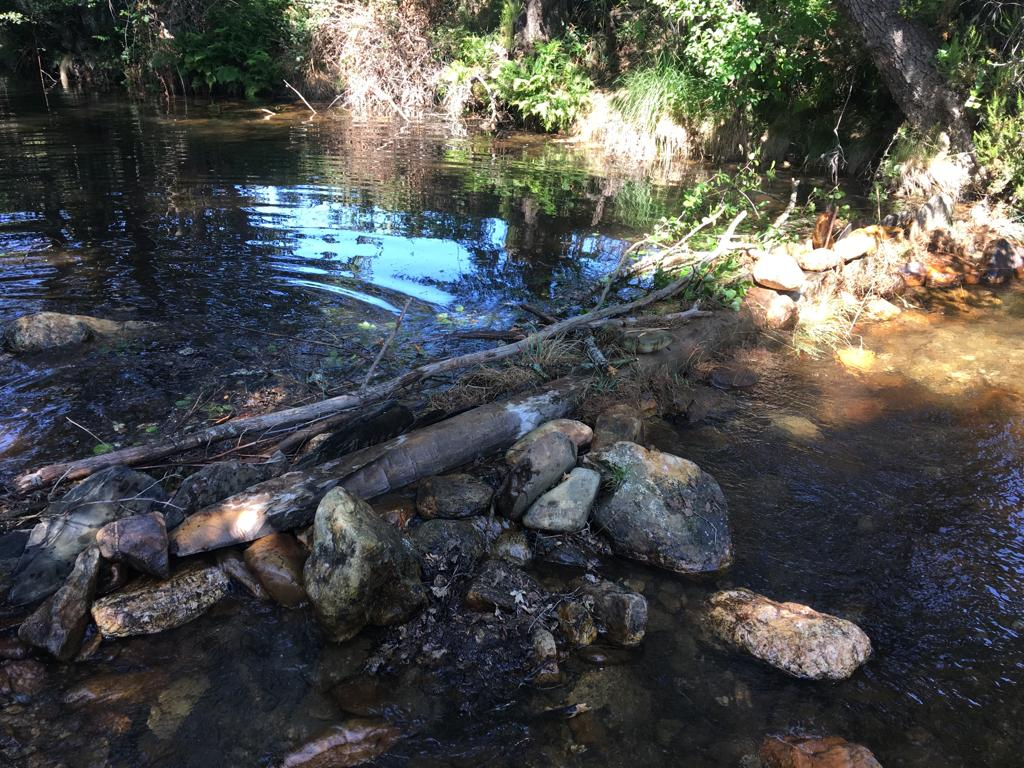
Restauración presa tradicional en Valdavido

También desde 2017 se solicita anualmente a la Confederación Hidrográfica del Duero permiso para rehabilitar la antigua presa situada en la confluencia del río Llastres y su afluente el río del Valle.
La presa se elaborara de forma artesanal, usando troncos, barro, terrones y ramas, de forma que las aguas pueden romperlas y atravesarlas con facilidad al llegar las lluvias y riadas otoñales, garantizando la conectividad longitudinal del río en momentos de mayor caudal.
La solicitud se realiza por el bajo caudal del río en verano, lo que conlleva la existencia de pocas zonas de refugio a la trucha común. Es una forma de facilitar un refugio para la fauna piscícola en época de estiaje y de conseguir una zona con unas características muy beneficiosas para la cría de la trucha, que en la zona de Cabrera posee una pureza genética excepcional al no haber sido objeto de repoblaciones.

## Arquitectura

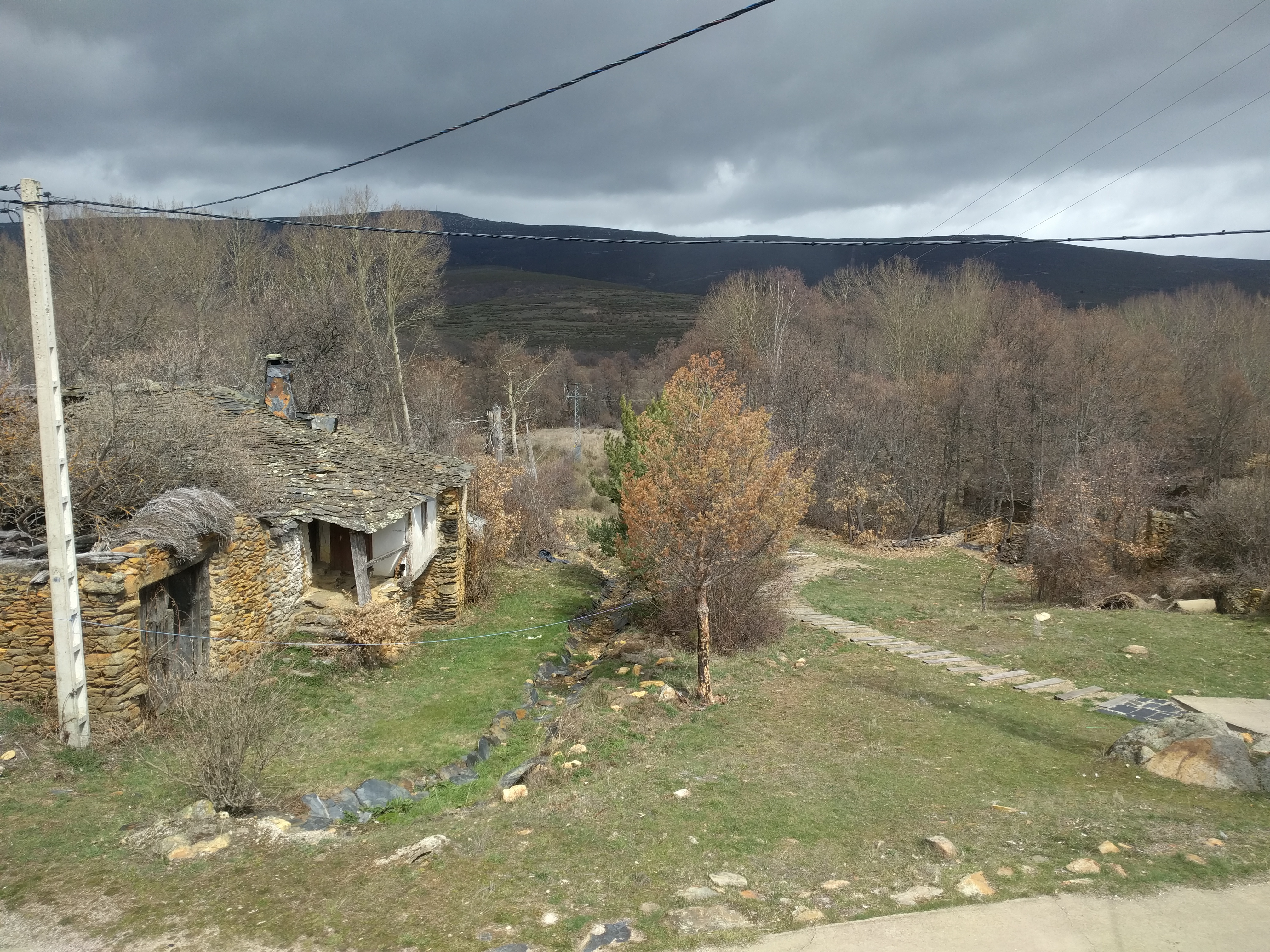
Arquitectura tradicional en Valdavido

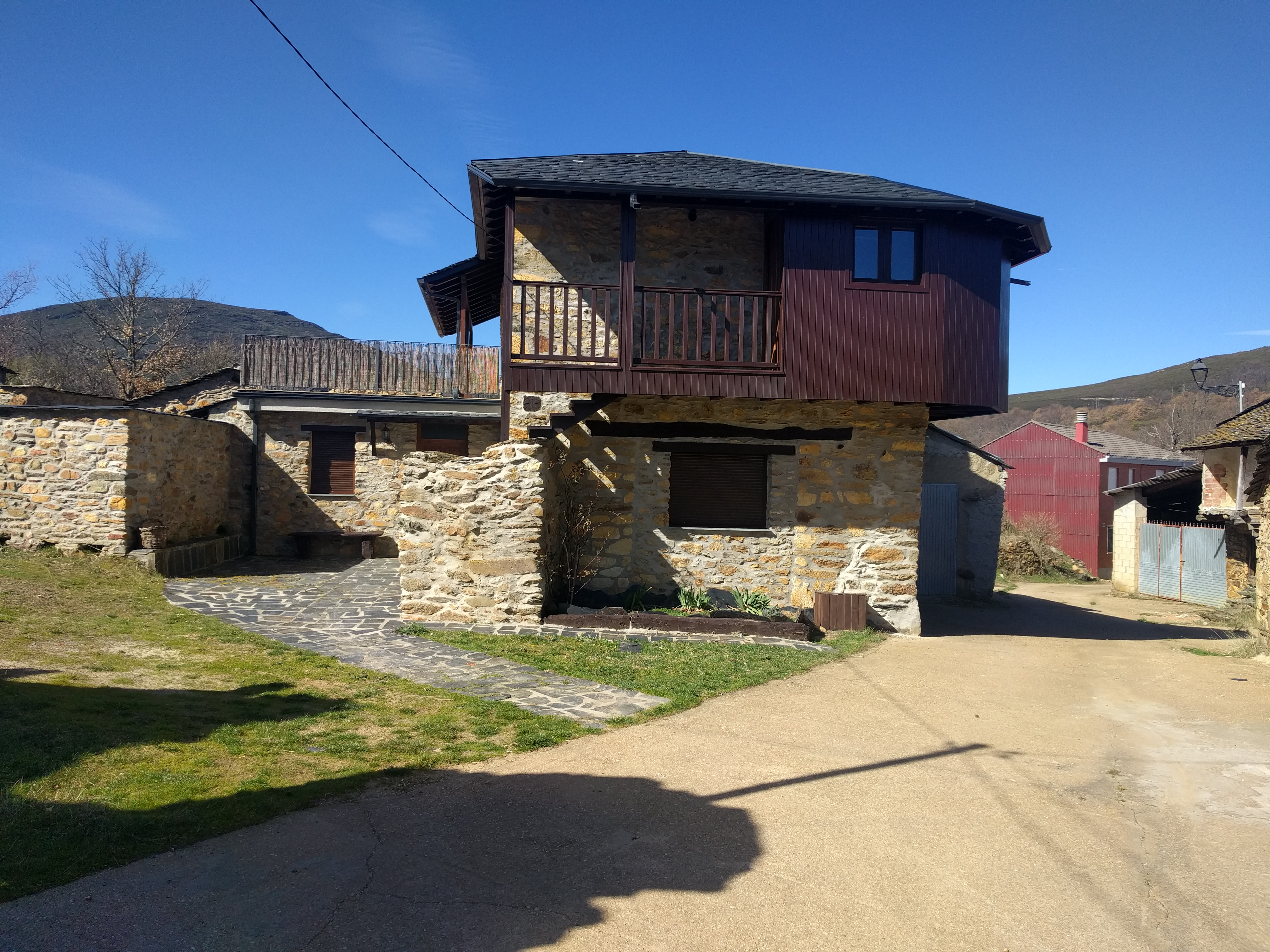
Restauración de arquitectura tradicional en Valdavido

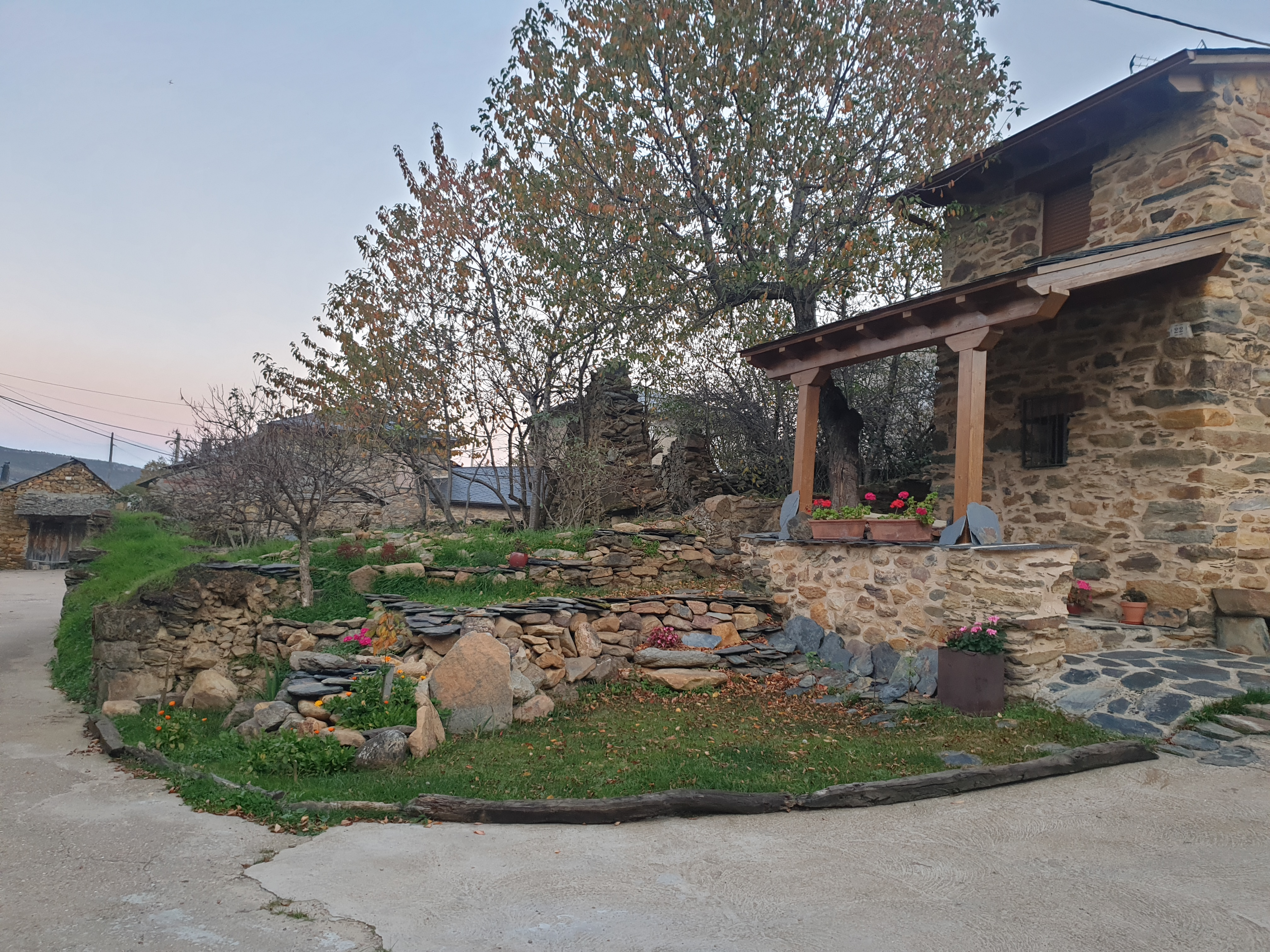

La arquitectura es la propia de la comarca, basada en elementos como la piedra, pizarra y madera. Buena parte de las edificaciones se encuentran en estado de ruina o grave deterioro, aunque en la última década ha habido una importante cantidad de restauraciones.

### Viviendas particulares

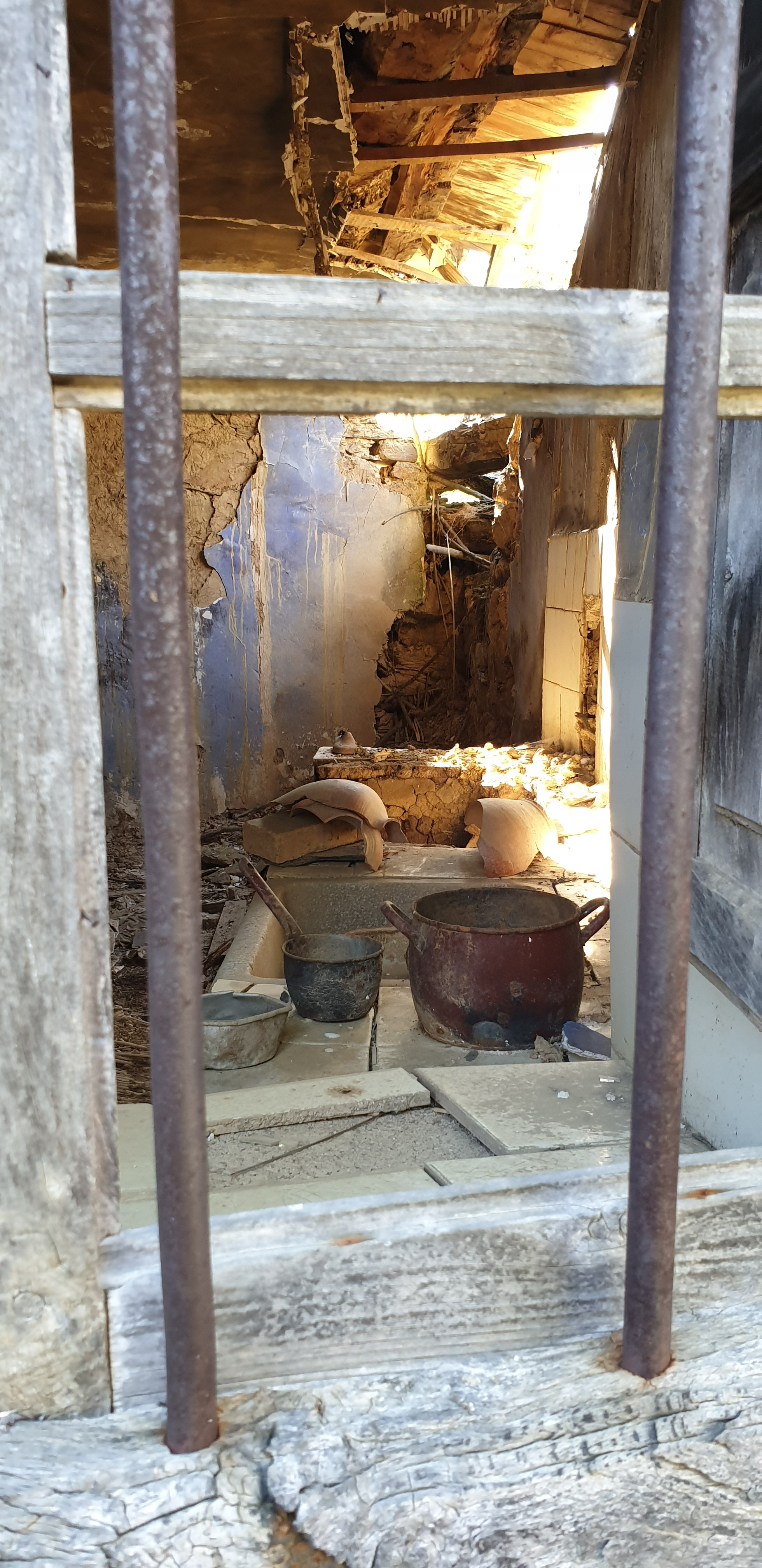
Valdavido y su entorno

La Cabrera se caracterizaba por viviendas rurales, con cubierta realizada con losas de pizarra, con un corredor o galería externos característicos con una escalera de acceso exterior. Este corredor era un elemento fundamental de la vivienda, ya que actuaba como colector solar.
En la planta baja de la casa se disponían las cuadras, y en caso de que el ganado fuese muy numeroso se separaba de la casa junto al pajar. Habitualmente había un espacio de almacenaje para un carro.
En la planta superior se encontraba la cocina con su despensa, y los cuartos o habitaciones.

### Fragua
La labor del herrero era imprescindible para el desarrollo de la vida en los pueblos: arreglaba herramientas, aperos de labranza, etc. Y esta labor se realizaba en la fragua. El edificio de la fragua se sitúa próximo a una corriente de agua, y se ubica habitualmente aislado para evitar los peligros derivados del uso del fuego. Presenta una planta rectangular, con tejado de pizarra y estructura de la cubierta de madera. Normalmente tienen una ventana y chimenea para la salida de humos y ventilación, aunque la de Valdavido originariamente no disponía de ellos.

 

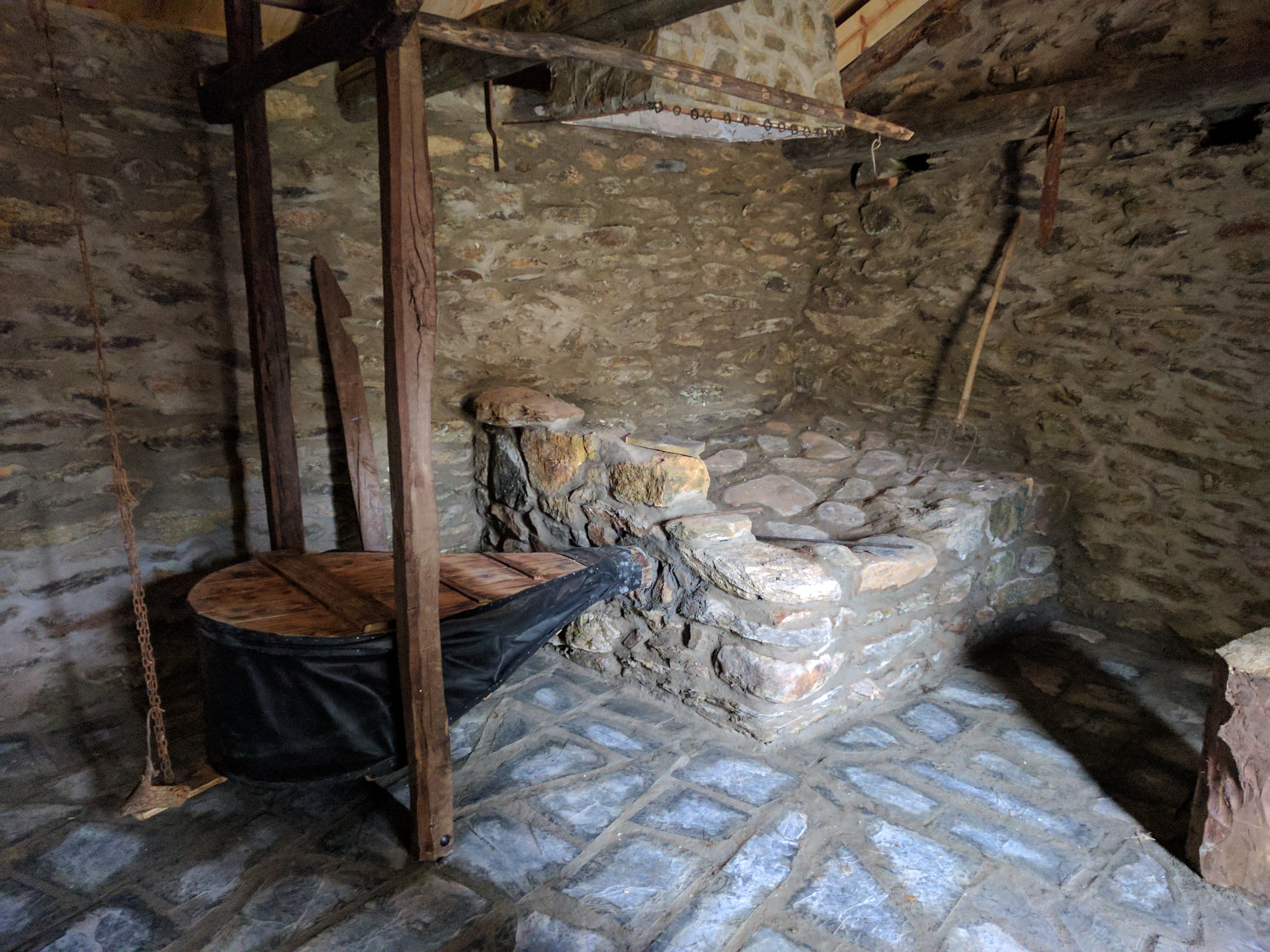
Interior de la fragua de Valdavido

En 2017 la fragua sufre una profunda restauración, financiada mediante fondos propios de la Junta Vecinal y subvenciones de Diputación. Se recupera el edificio por completo, que se encontraba completamente derruido,  incluyendo los elementos interiores necesarios para poder realizar los trabajos propios del edificio. Desde entonces se han realizado diversas demostraciones a cargo de herreros de la zona. 

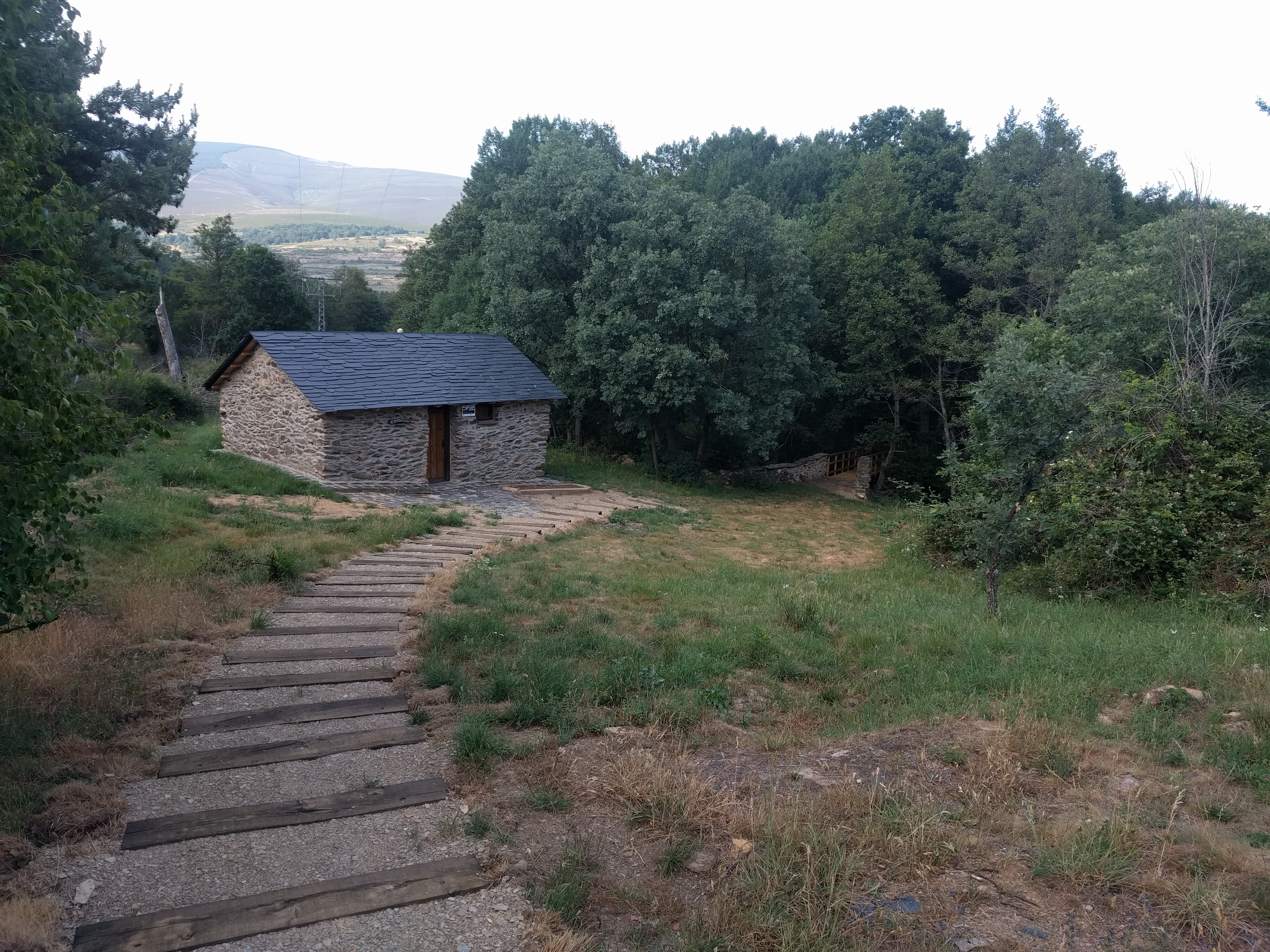
Fragua de Valdavido

En 2019 la fragua recibe el premio a mejor inmueble restaurado en la sexta edición del concurso provincial a la restauración y rehabilitación de la arquitectura tradicional de León, organizado por el Instituto Leonés de Cultura y Diputación de León. El jurado valoró «el esfuerzo realizado para recuperar un edificio tradicional que estaba perdido, rescatando el valor etnográfico principal de la fragua antigua», al tiempo que se hace hincapié «en la recuperación de la tipología y de la función primigenia del edificio, así como el tratamiento urbanístico del entorno».

### Molinos, pajares y hornos
Molinos
Los molinos harineros eran uno de los elementos más característicos del paisaje de Cabrera Alta. A mediados del siglo XVIII llegaron a existir más de 80 molinos en Cabrera Alta, lo que demuestra que era un pilar básico para el campesino. En Valdavido han llegado a utilizarse cuatro molinos de forma simultánea, uno de ellos funcionando hasta principios de los años 90. Los vecinos se organizaban por turnos o velías para su uso, normalmente la producción de harina para consumo animal, aunque a veces también para consumo humano. Actualmente todos los de Valdavido se encuentran en un estado de completa ruina.
Pajares
Los pajares son recintos donde se almacenaba la paja en seco. Se encontraban normalmente en las afueras del pueblo, debido al peligro que podía suponer la paja seca en caso de incendiarse.
Eran construcciones rectangulares, con una de sus paredes junto a la calle, donde se situaba la puerta de entrada. Los carros con hierba se descargaban por la pared trasera.
Los pajares eran un elemento esencial en la vida de los cabreireses, siendo sus teitus un elemento característico de la arquitectura tradicional cabreiresa. En Valdavido actualmente no hay ningún pajar en buen estado de conservación. 
En 2021, la Junta Vecinal de Valdavido adquiere un pajar en ruinas para su restauración.
Hornos

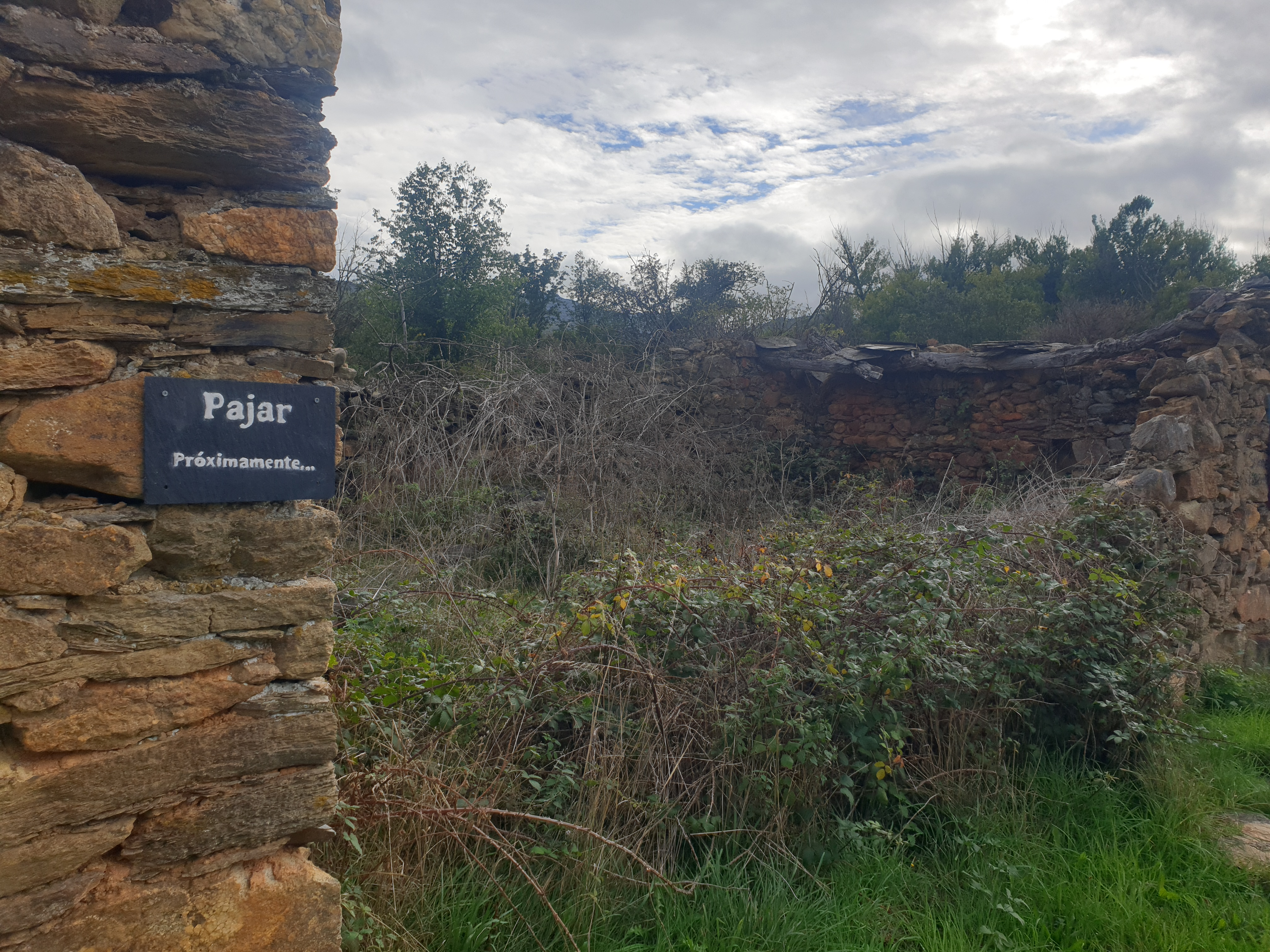

Los hornos eran un elemento común en Cabrera, pudiendo estar  añadidos a  la cocina de una vivienda, o en un edificio aislado. Según el sistema para recoger las cenizas, se podían distinguir dos tipos de horno en Cabrera: uno caracterizado por la presencia de una pequeña apertura al lado de la boca principal, cuya finalidad es limpiar la ceniza, y otro, por disponer de un agujero al que cae directamente la ceniza.

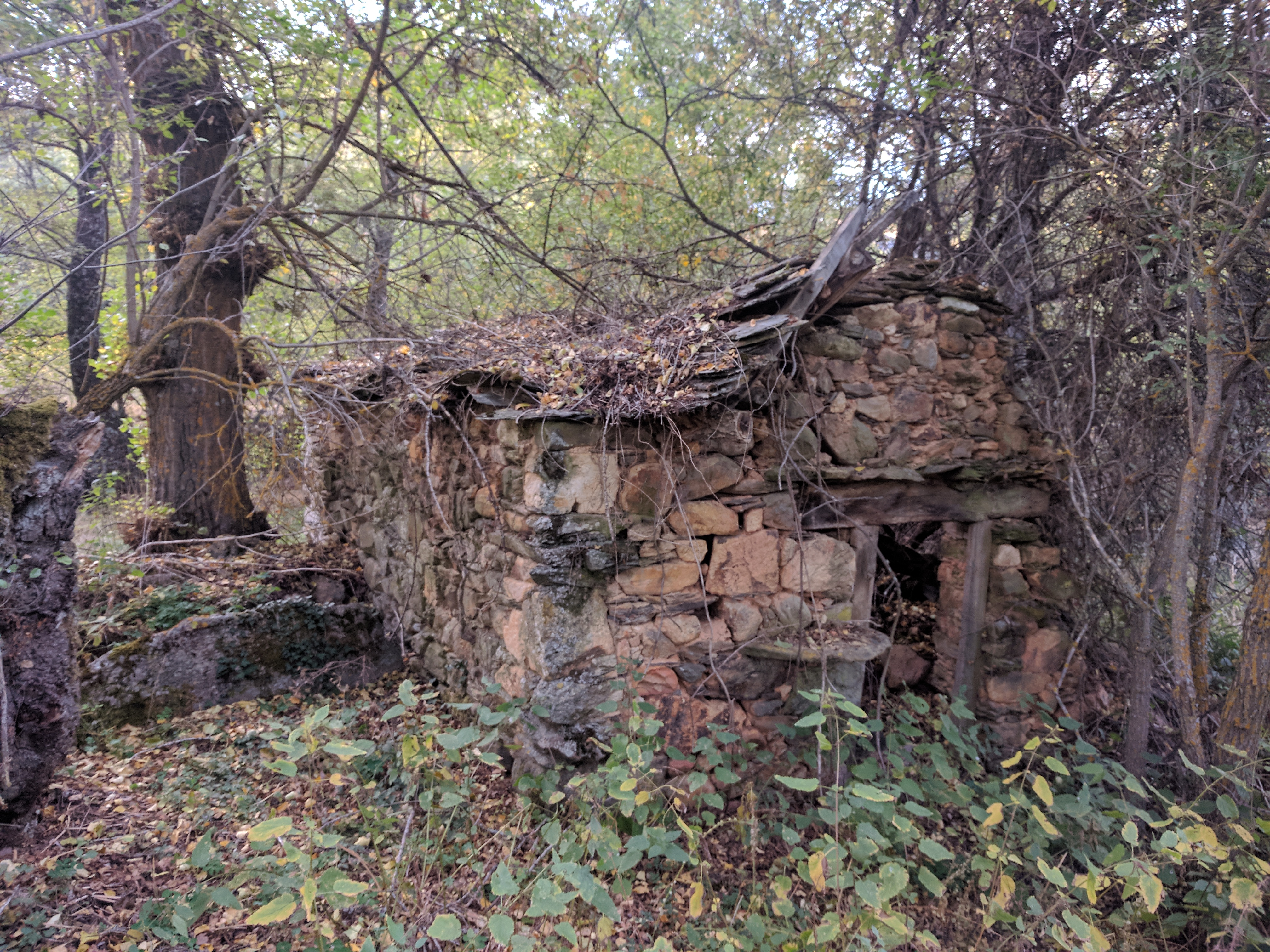
Restos de un molino
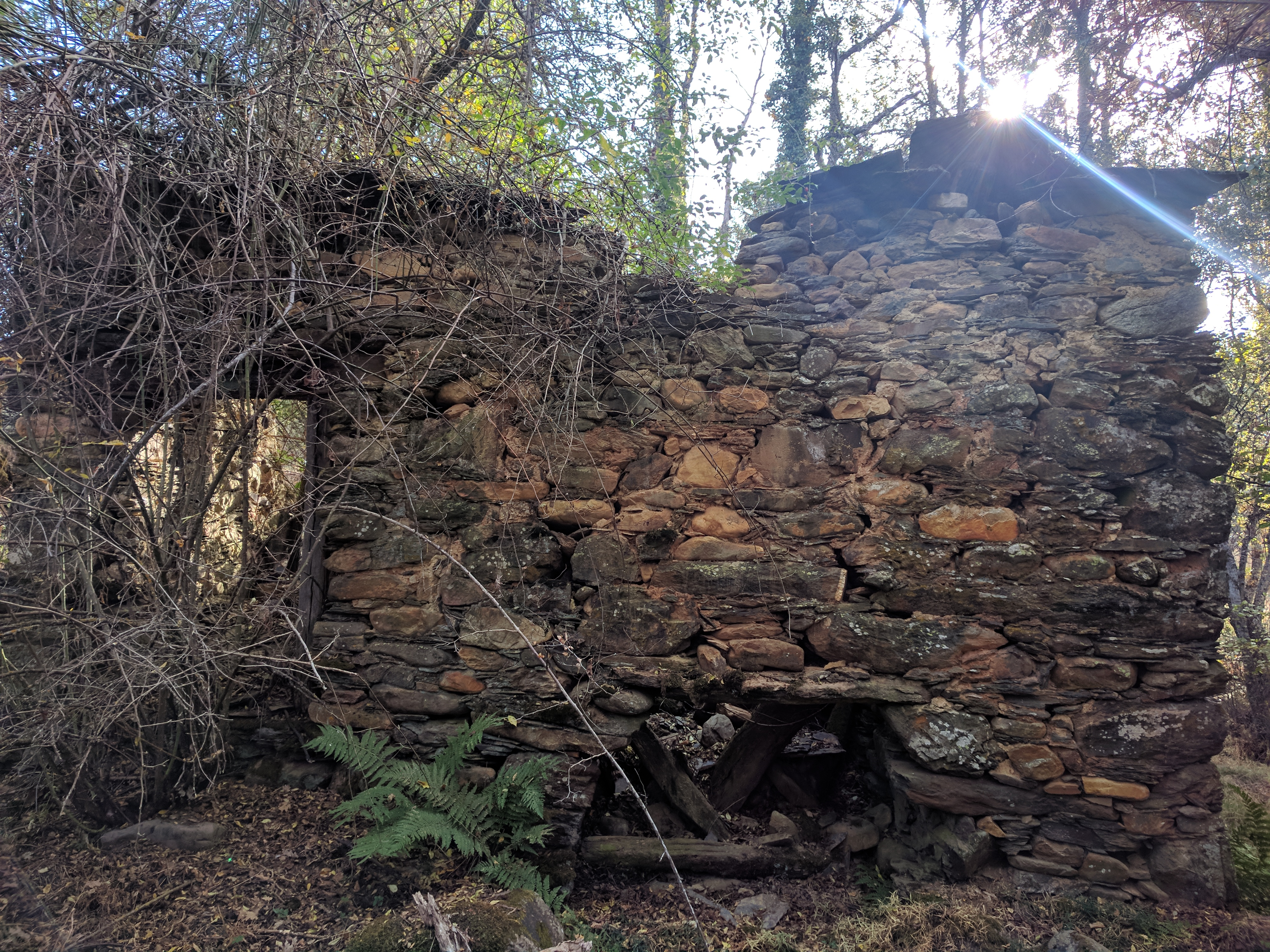
Restos de un molino
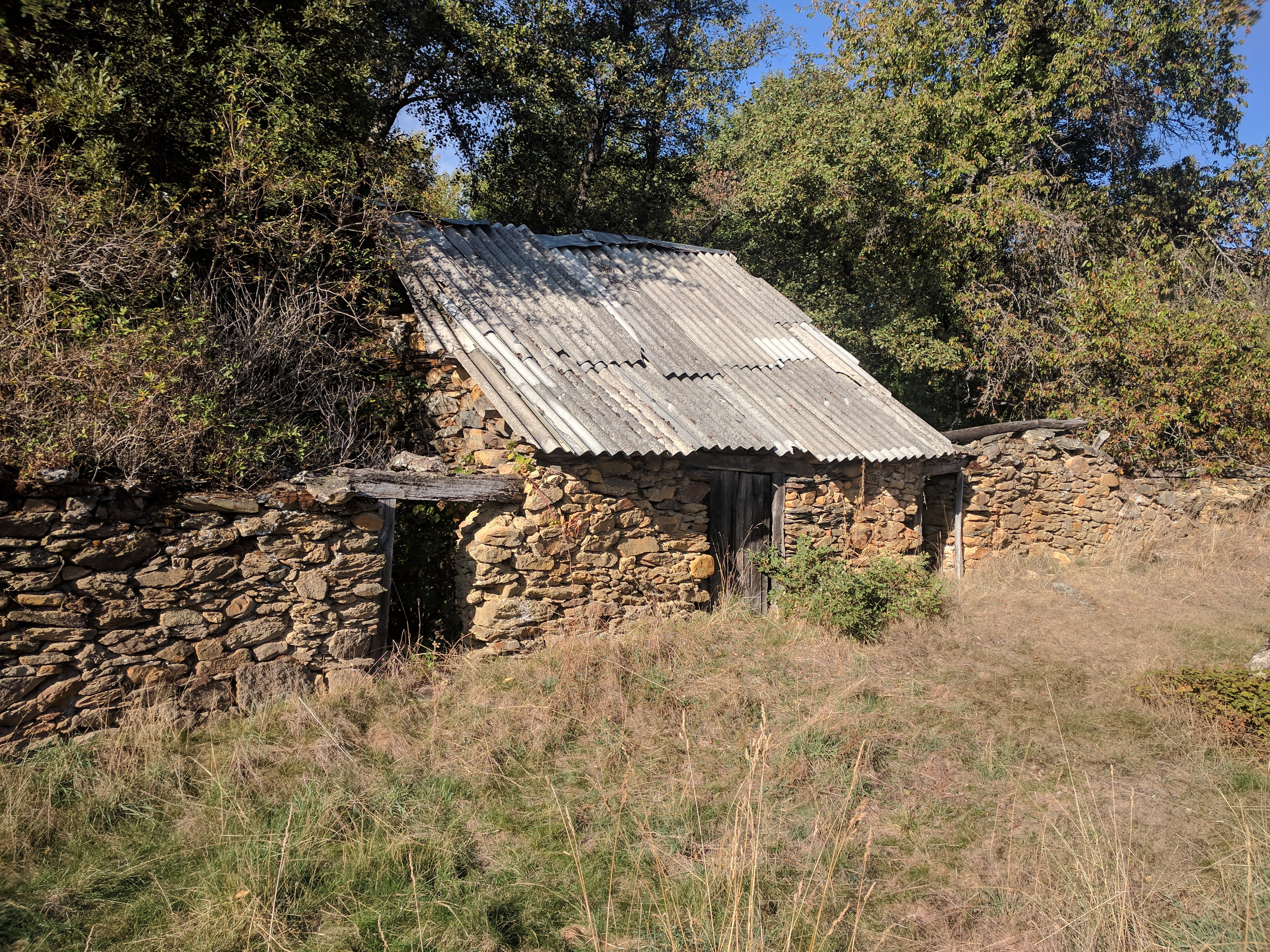
Pajar con tejado de fibrocemento
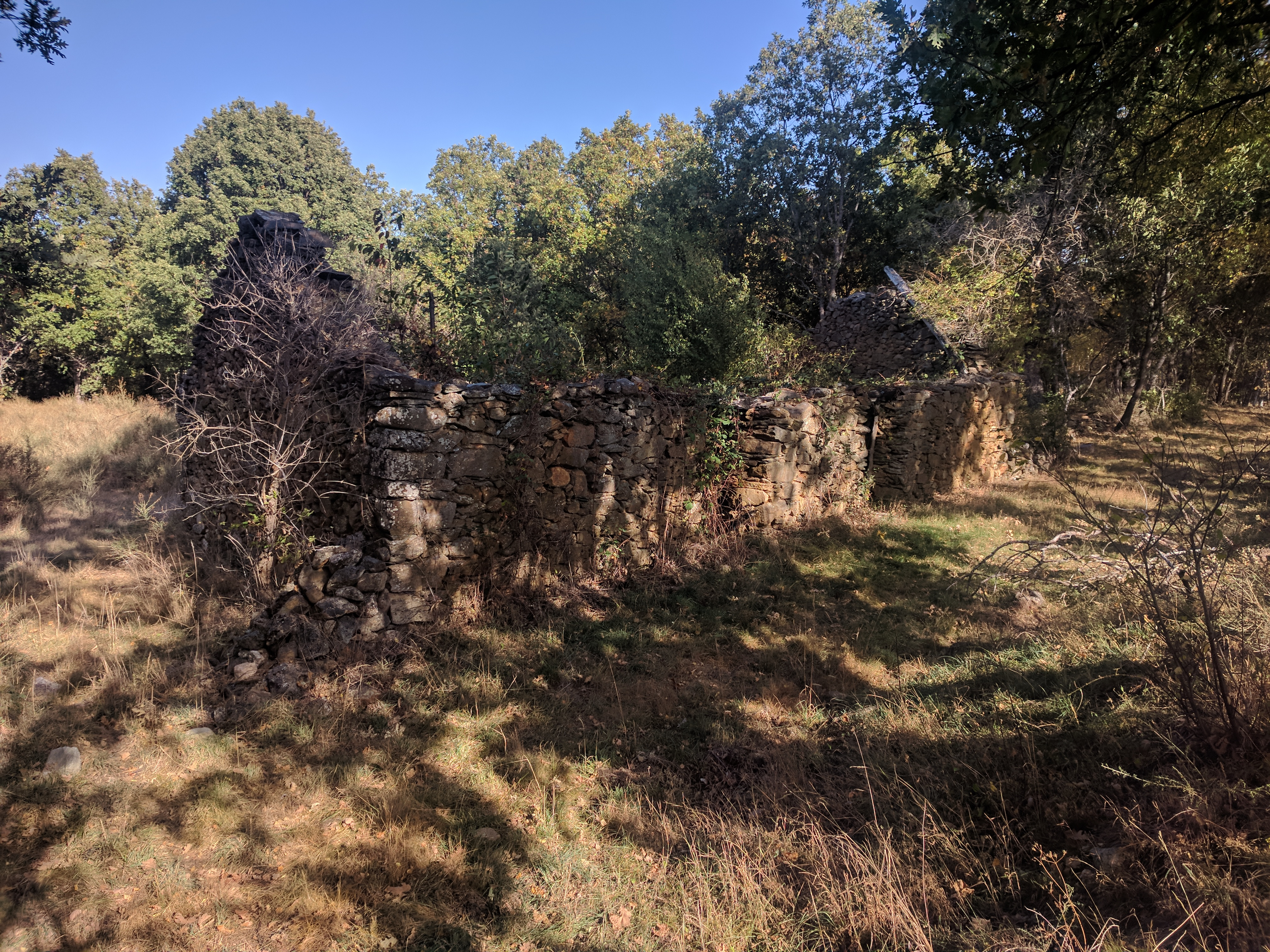
Pajar
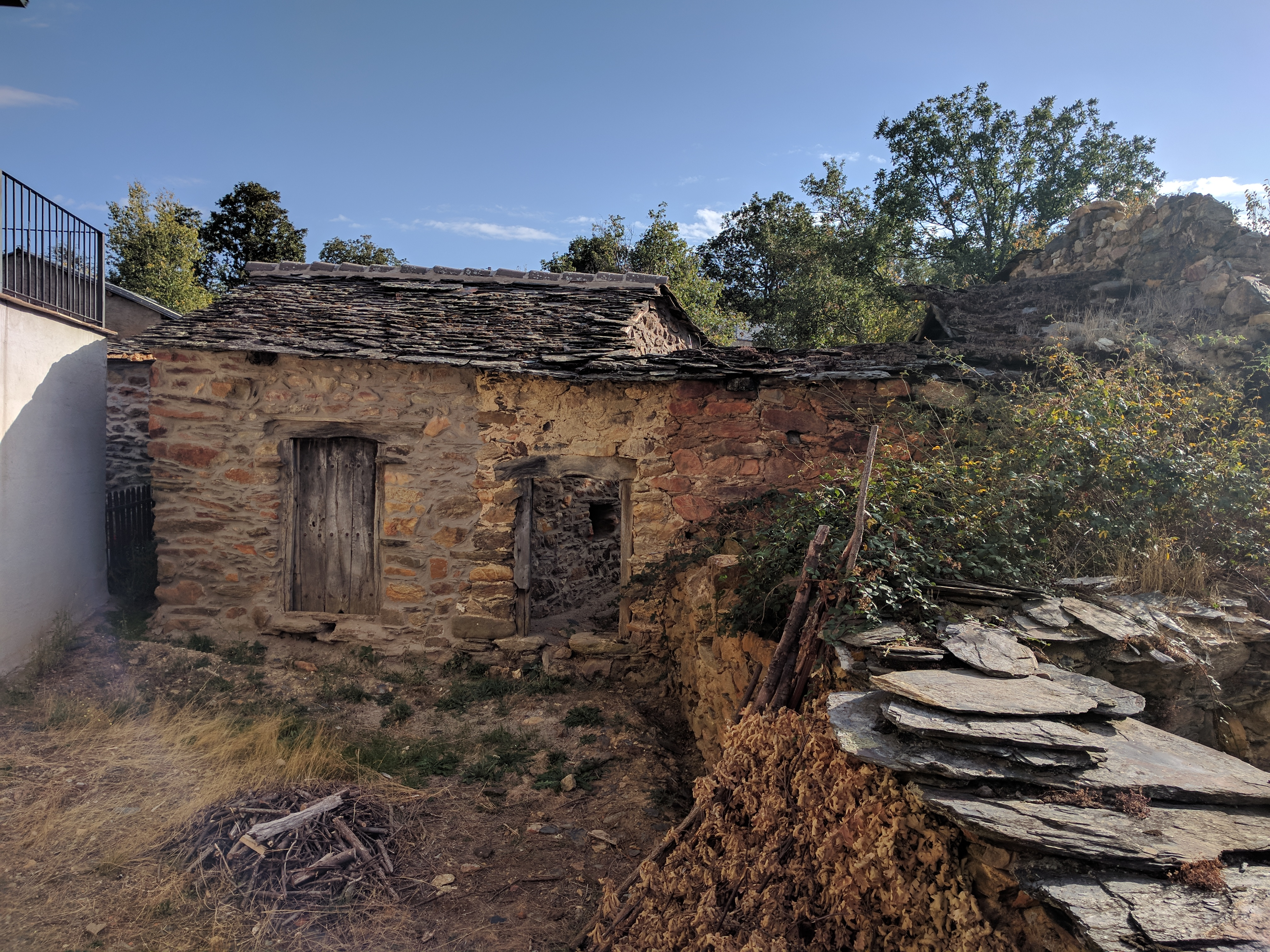
Restos de un horno
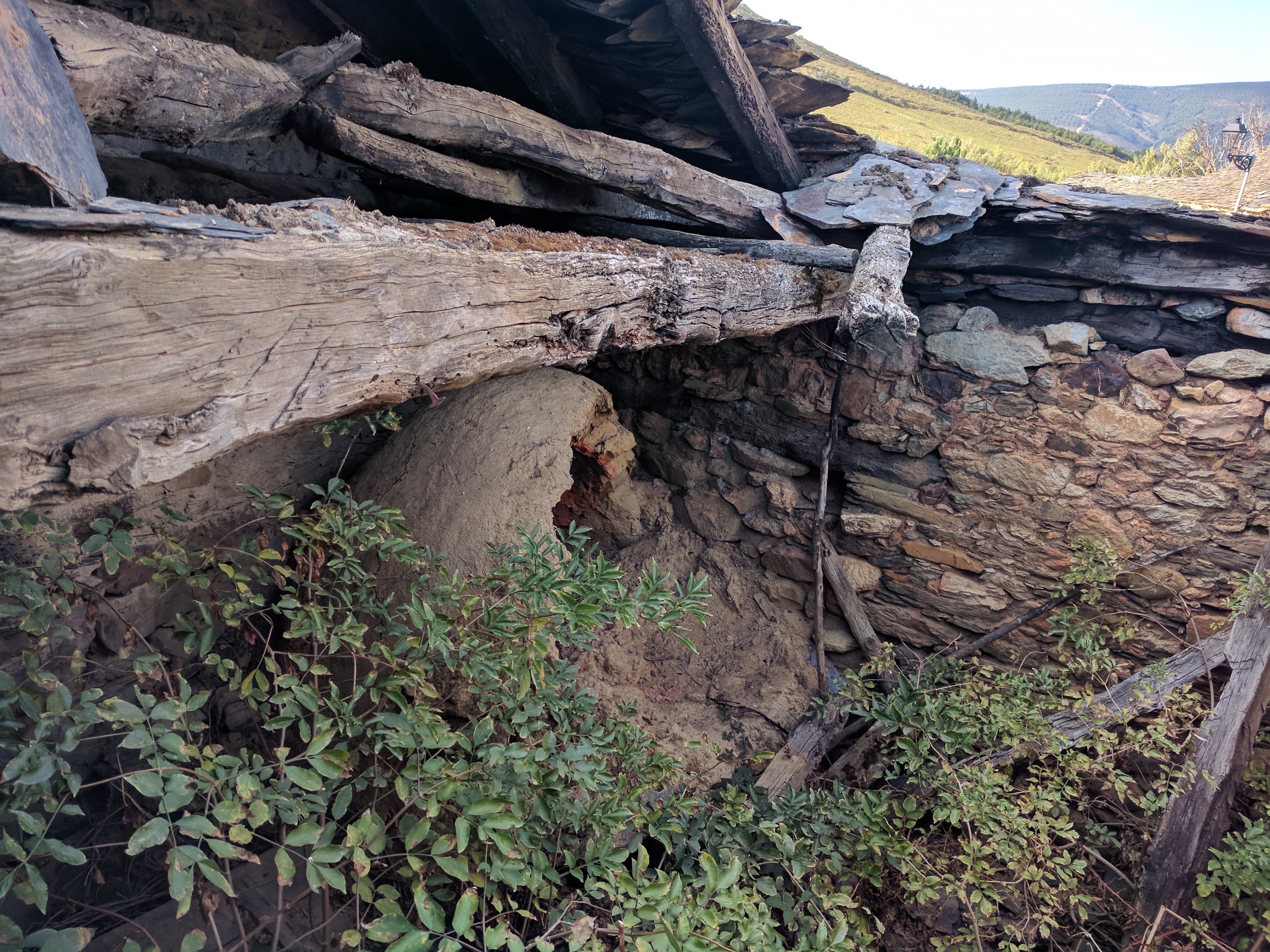
Restos de un horno

## Elementos de interés

### Iglesia de San Martín

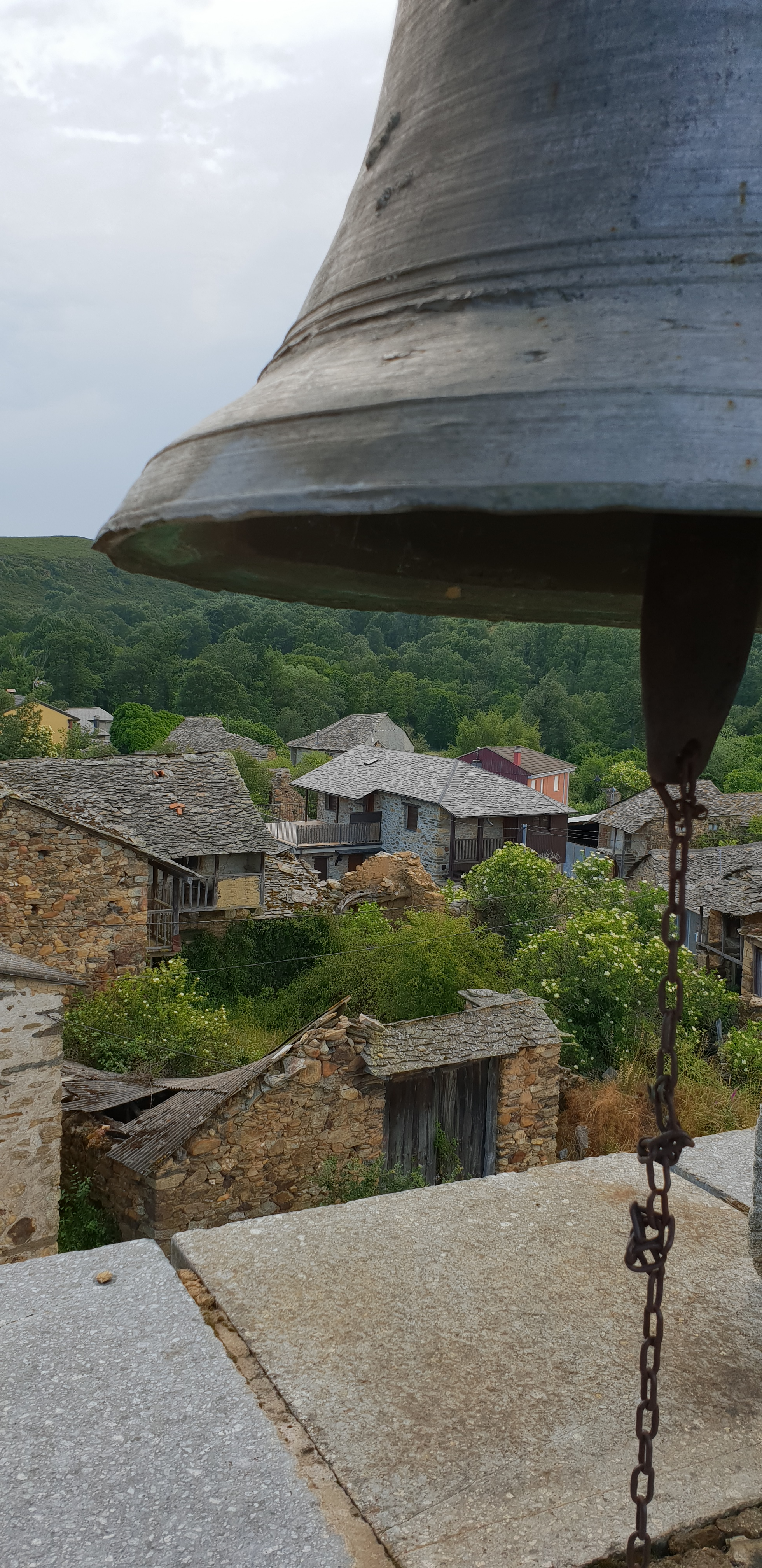
Desde el campanario de Valdavido

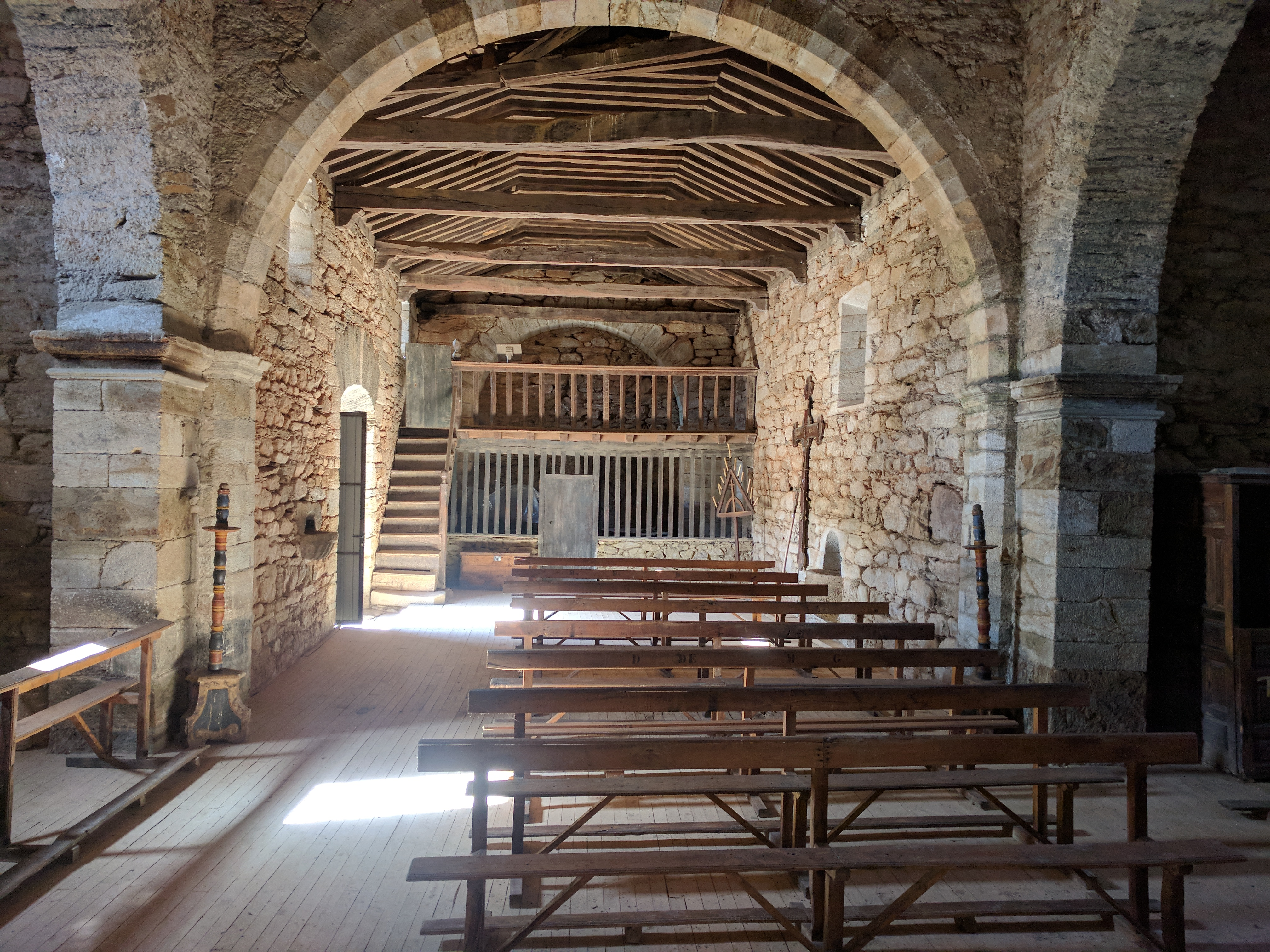
Iglesia de San Martín de Valdavido

Uno de los valores patrimoniales fundamentales que conforman el paisaje artístico y cultural de la comarca es su arquitectura religiosa. Estos templos religiosos son construcciones surgidas del pueblo, en cuya construcción, materiales, etc se reflejan las necesidades y posibilidades de los pobladores.

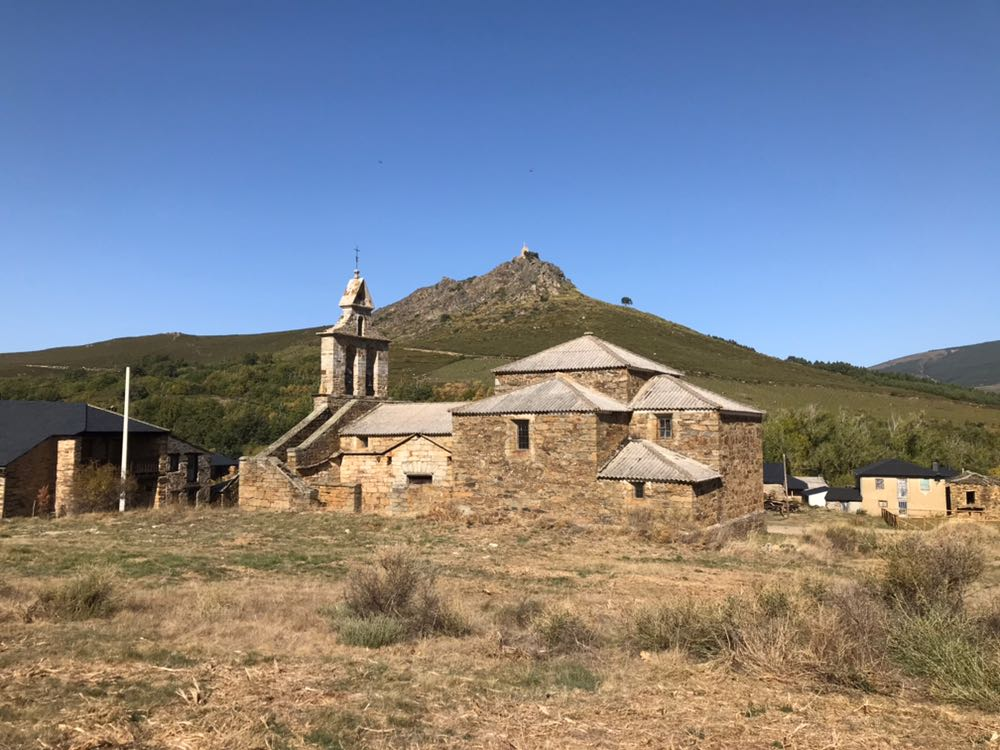
Iglesia de Valdavido y castillo

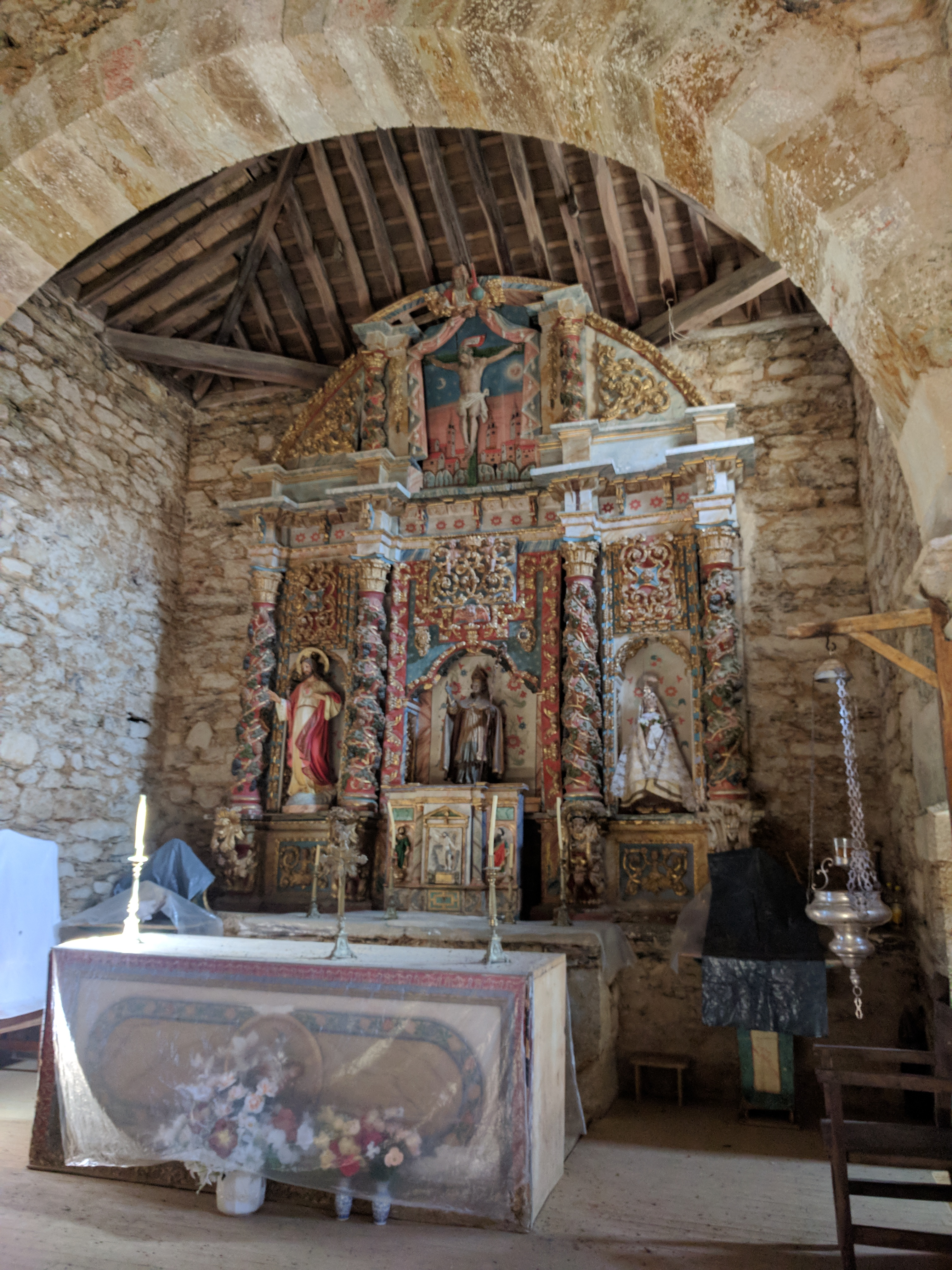
Iglesia de San Martín de Valdavido

El templo presenta excelente factura en el tratamiento de los aparejos y en la distribución interior por las posibilidades espaciales que brinda su planta de cruz latina. En la nave destaca la amplitud de dimensionado de la capilla y el crucero. A los pies, la tribuna de madera y debajo, la capilla bautismal semicerrada con una verja de madera, en consonancia con la tribuna. La sacristía está anexionada lateralmente al presbiterio. La entrada al templo se ubica en el muro sur. Varios testigos arquitectónicos certifican la existencia del cabildo, hoy desaparecido, con el osario al fondo. La torre espadaña mantiene la distribución clásica de cuerpo, campanario y remate triangular, accediéndose a ella por una escalera exterior de dos tramos construida con sillares de arenisca.
El edificio se cubrió con cubiertas de armadura, conservándose hoy las del crucero, presbiterio, capilla de la epístola y nave. La armadura de la nave es de tres paños, de par y nudillo con almizate sin decoración alguna, con un alicer simple y con los consiguientes tirantes, apoyados en canes moldurados, que mantienen tensionado el estribado. La del crucero es de tres paños, cuadrangular, de par y nudillo, de lima bordón y cuatro faldones con almizate simple y cuatro cuadrales.
El retablo mayor, churrigueresco, está formado por banco, cuerpo y ático semicircular en madera de nogal y está rematado por un relieve con el busto del Padre Eterno. En la parte central del cuerpo encontramos la imagen del titular del templo, San Martín.
El sagrario es de finales del siglo XVI, y está formado por banco, cuerpo y dos columnas estriadas. Fue pintado y jaspeado en el siglo XIX.

### Ermita de San Roque

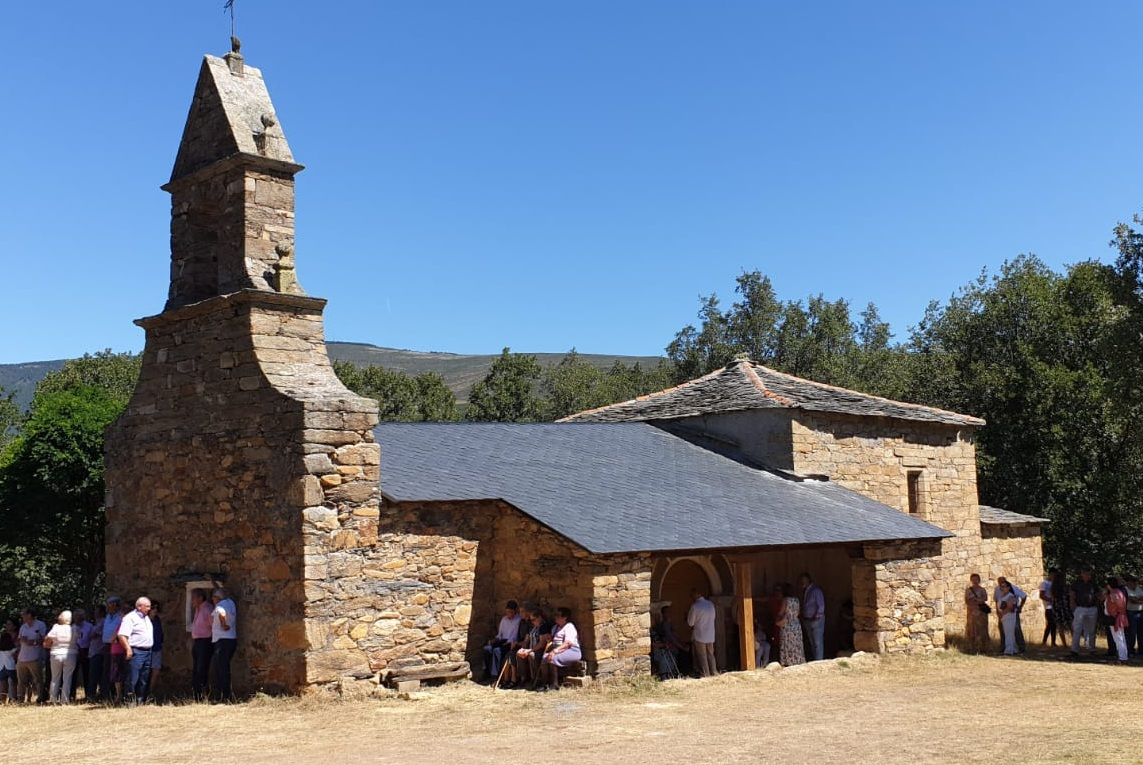
Ermita de San Roque en Valdavido con parte del tejado restaurado

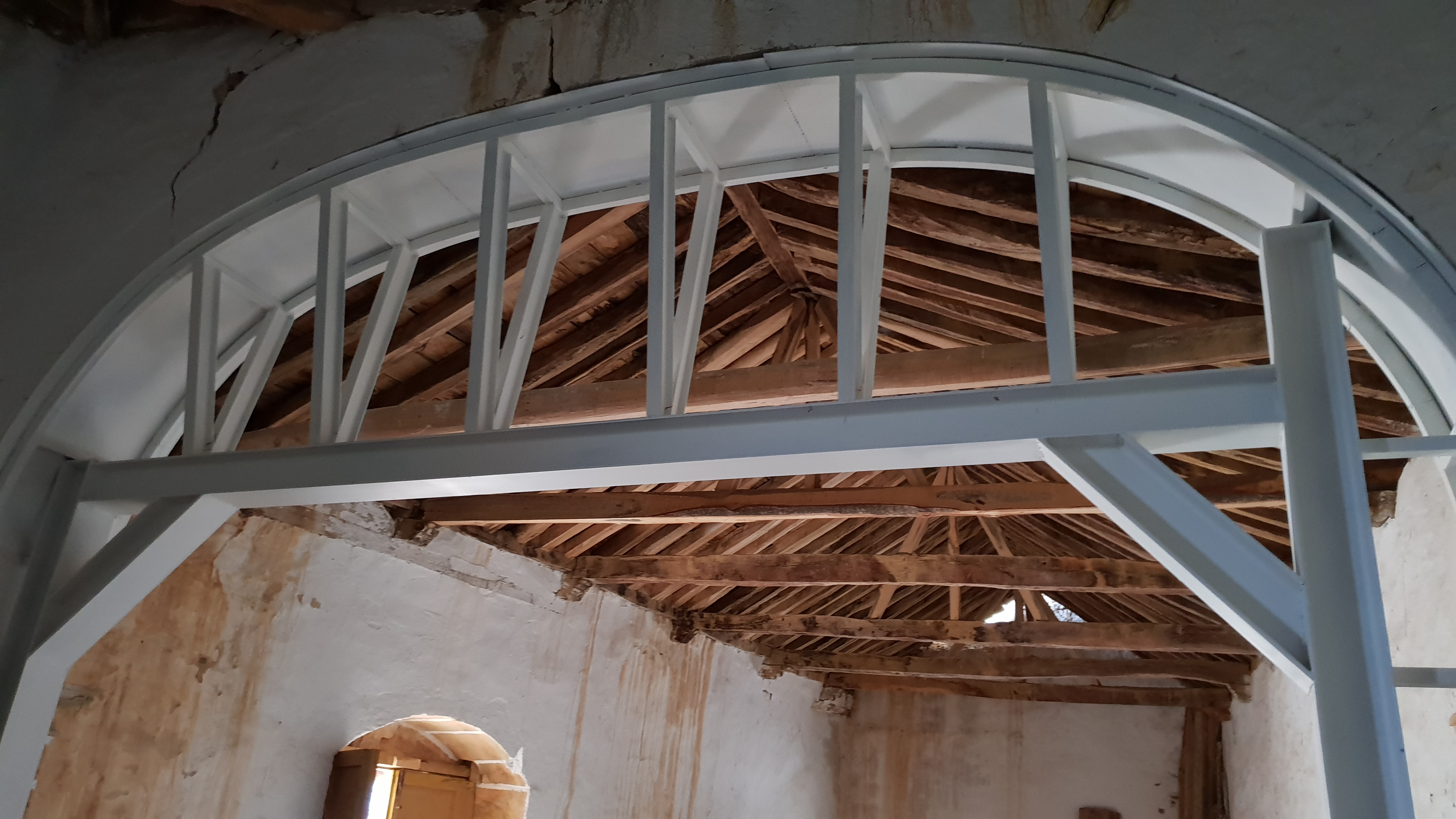
Arco metálico de apoyo de la ermita de San Roque

La Ermita se encuentra en el camino entre Valdavido y Truchas. Durante el siglo XVIII hizo de parroquial mientras se construía la matriz. La advocación inicial fue hacia Nuestra Señora de las Angustias, y a finales del XVI, tras las pestes de las últimas décadas se dedicó también a San Roque.
En 1797 se hizo de nuevo la espadaña, mientras que el presbiterio y la sacristía se concluyeron a principios del siglo XIX.
La ermita tiene planta rectangular formada por la nave y el presbiterio separados por un arco triunfal de medio punto. Tras el testero del presbiterio, la sacristía, a la que se accede por dos puertas laterales adinteladas. En el exterior el pórtico apoya su techumbre en un pilar central con zapata moldurada. La espadaña está formada por el cuerpo con sus fayancas y el campanil con un vano de medio punto. El cuerpo de la nave se cubre con una armadura de parhilera y la del presbiterio con una de par y nudillo, de tres paños y de lima bordón con su florón adornado con una piña.
Destacan dos tallas en su interior: la Virgen de las Angustias y San Roque, ambas sin retablo. La Virgen, con su Hijo en brazos, presenta un acusado patetismo; la de San Roque ofrece una estimada policromía y un mejor tratamiento de la anatomía.
En 2019, tras varios años estando prohibida la entrada a los fieles por el deplorable estado del templo, se restaura parte de la cubierta de madera y pizarra y se refuerza el arco de medio punto para evitar una posible rotura del mismo.

### Aula de la naturaleza
El Aula de la Naturaleza se ubica en la antigua escuela de Valdavido. Es un edificio de dos plantas construido con piedra en sus fachadas y pizarra en el tejado y ocupa una superficie de 128 metros cuadrados. Hasta  mediados de los años setenta fue la escuela de la localidad. En la planta baja se encontraba el aula donde los niños recibían sus clases y se alternaban diferentes cursos. La planta superior es un poco más pequeña (103 m²) y era la vivienda del maestro.

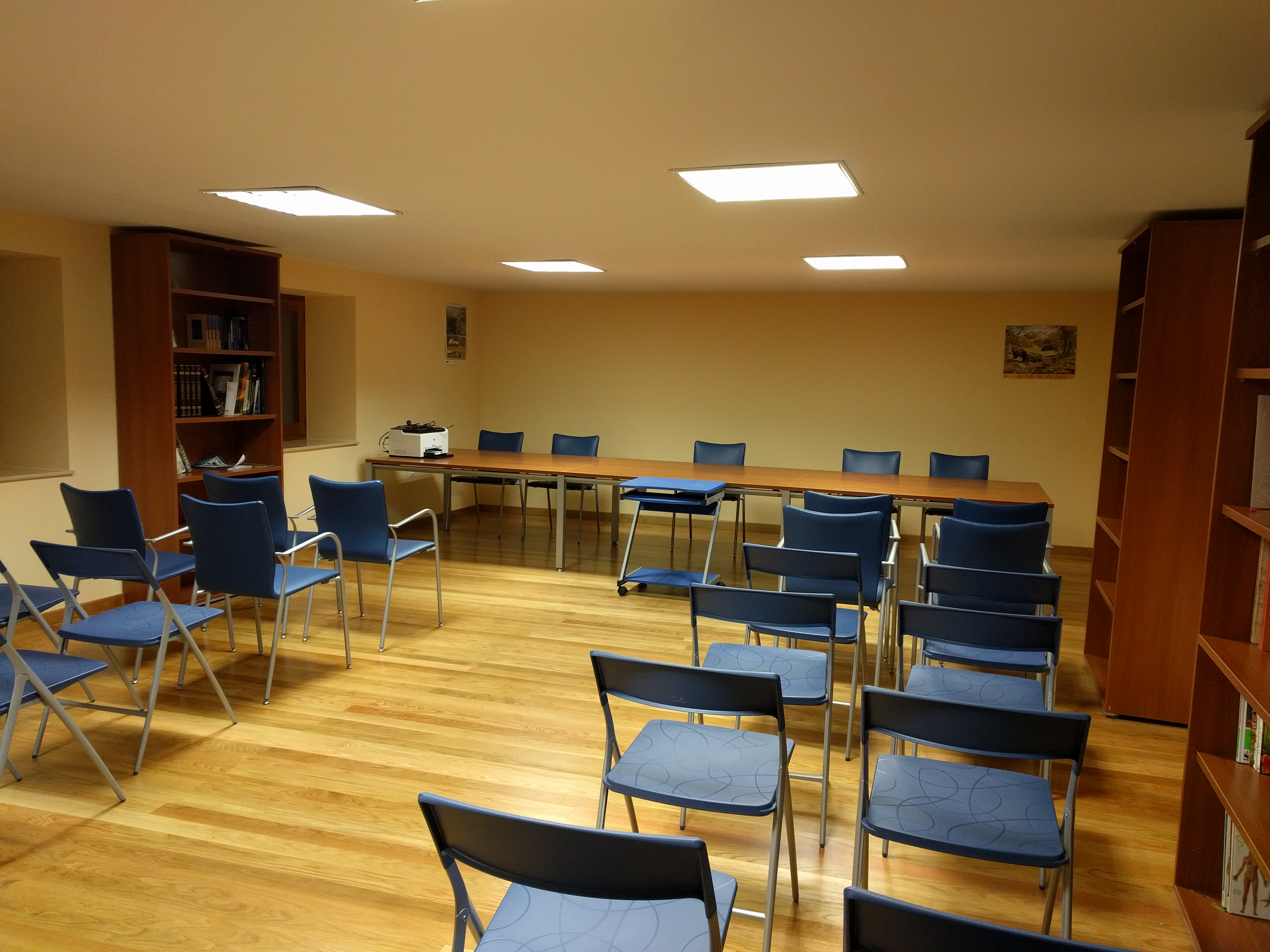
Aula de la naturaleza de Valdavido

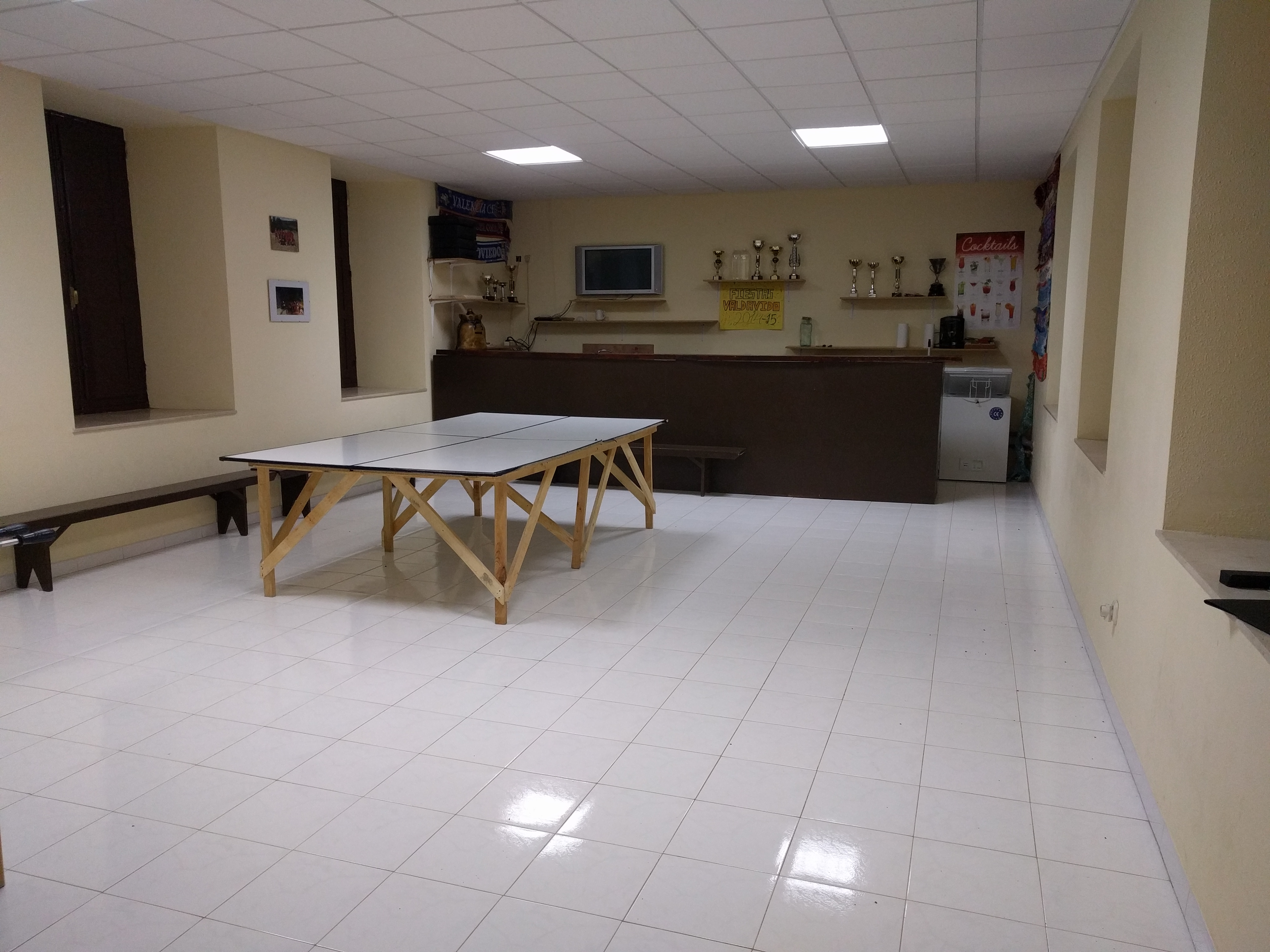
Antigua escuela de Valdavido, planta baja

Con el paso del tiempo las distintas Juntas Vecinales transformaron la parte de abajo en lugar de reunión de los habitantes del pueblo, sobre todo de los más jóvenes. Sin ser un bar propiamente dicho, sí que hacía también esta función sobre todo en periodos de fiestas, manteniéndose la planta de arriba en un estado lamentable de habitabilidad.
Gracias a los fondos LEADER, a través del Grupo de Acción Local Montañas del Teleno, y con fondos de la propia Junta Vecinal, se pudo rehabilitar la planta superior para uso cultural y administrativo, ubicando ahí el “Aula para la difusión del Patrimonio Natural de Cabrera”, más conocida como Aula de la Naturaleza, así como la sede de la Junta Vecinal de Valdavido.
El aula, una amplia sala rectangular y perfectamente iluminada, se haya dotada de una amplia biblioteca gracias a las donaciones de particulares, asociaciones y del Instituto Leonés de Cultura, y cuenta con material informático, vídeo y audio. Se inauguró el día 13 de agosto de 2013 con la presencia del Alcalde de Truchas D. Francisco Simón Callejo. Desde entonces el aula ha sido sede de numerosas charlas y actividades, siempre relacionadas con el medioambiente o con la cultura y las tradiciones cabreiresas.
En 2017 gracias a Diputación de León, al Ayuntamiento de Truchas y a la propia Junta Vecinal, se acometió la restauración del tejado del edificio, aumentando la altura del aula y renovando toda la estructura de madera y pizarra existente. Y el año siguiente se rejuntó todas las fachadas, eliminando el enfoscado existente y dejando a la vista la piedra original.

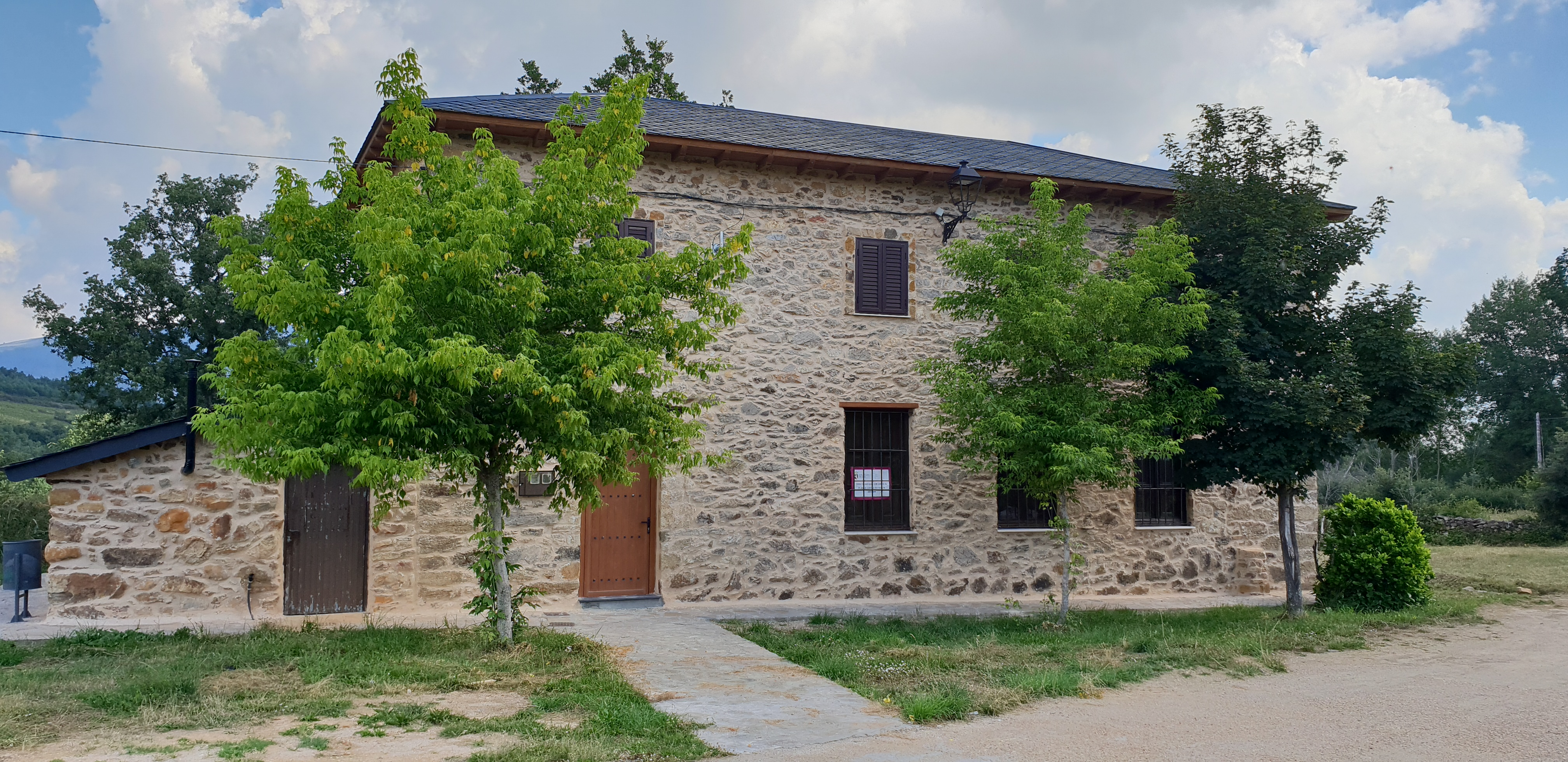
Antigua escuela de Valdavido con la fachada rejuntada
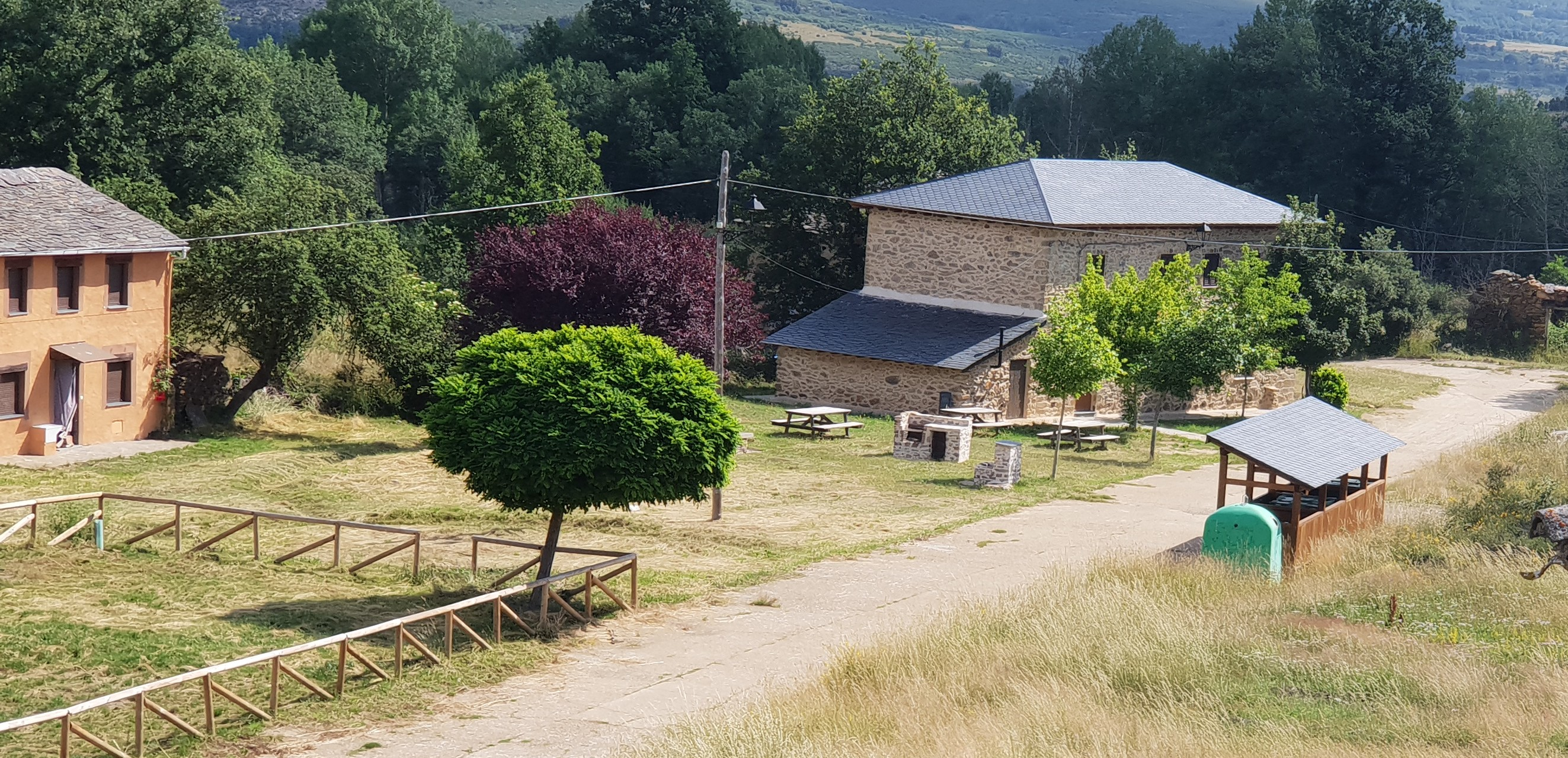
Vista de la escuela desde el campanario de la Iglesia
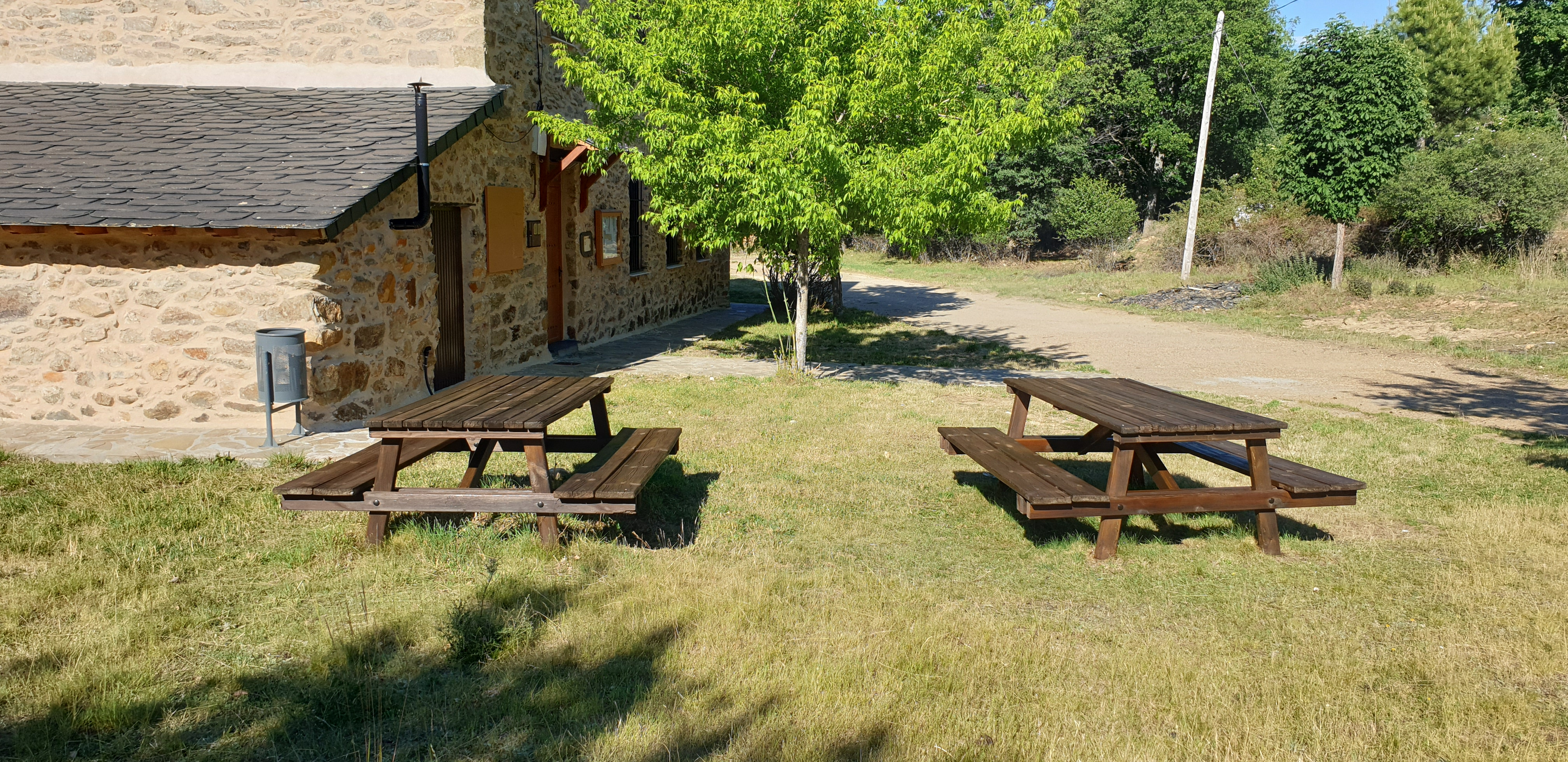
Entorno de la antigua escuela de Valdavido

### Área de juegos tradicionales leoneses
Junto a la antigua escuela de Valdavido se encuentra una extensión de terreno perteneciente a la Junta Vecinal conocida como los Linares, ya que antiguamente era el lugar donde se secaba el lino. También era una zona donde jugaban los niños al salir de la escuela. 
En 2017 comenzó su transformación en área de juegos tradicionales leoneses. Se niveló una superficie de 25x17m y se valló perimetralmente con estacas de madera. En 2020 se finalizan las obras, habilitando una zona con césped y una franja de arena compactada para uso como "bolera". Se colocaron una serie de bancos perimetralmente, así como árboles autóctonos para proporcionar sombra. El área se inaugura en agosto de 2021 con una jornada de juegos tradicionales cabreireses organizada por el Instituto de Estudios Cabreireses.
Algunos de los juegos leoneses más típicos son los bolos leoneses, la rana o la tarusa.

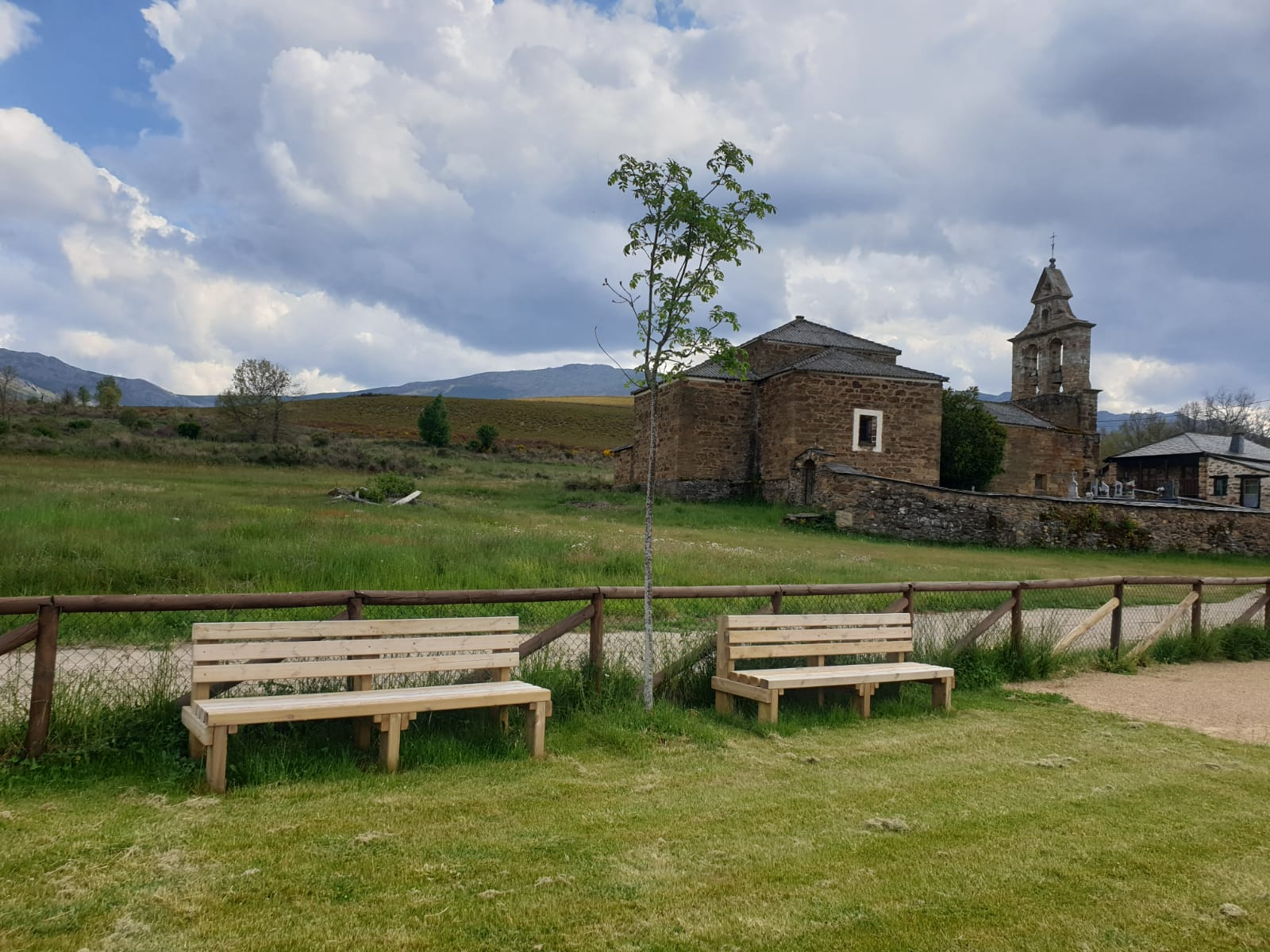
Área de juegos tradicionales e Iglesia de Valdavido
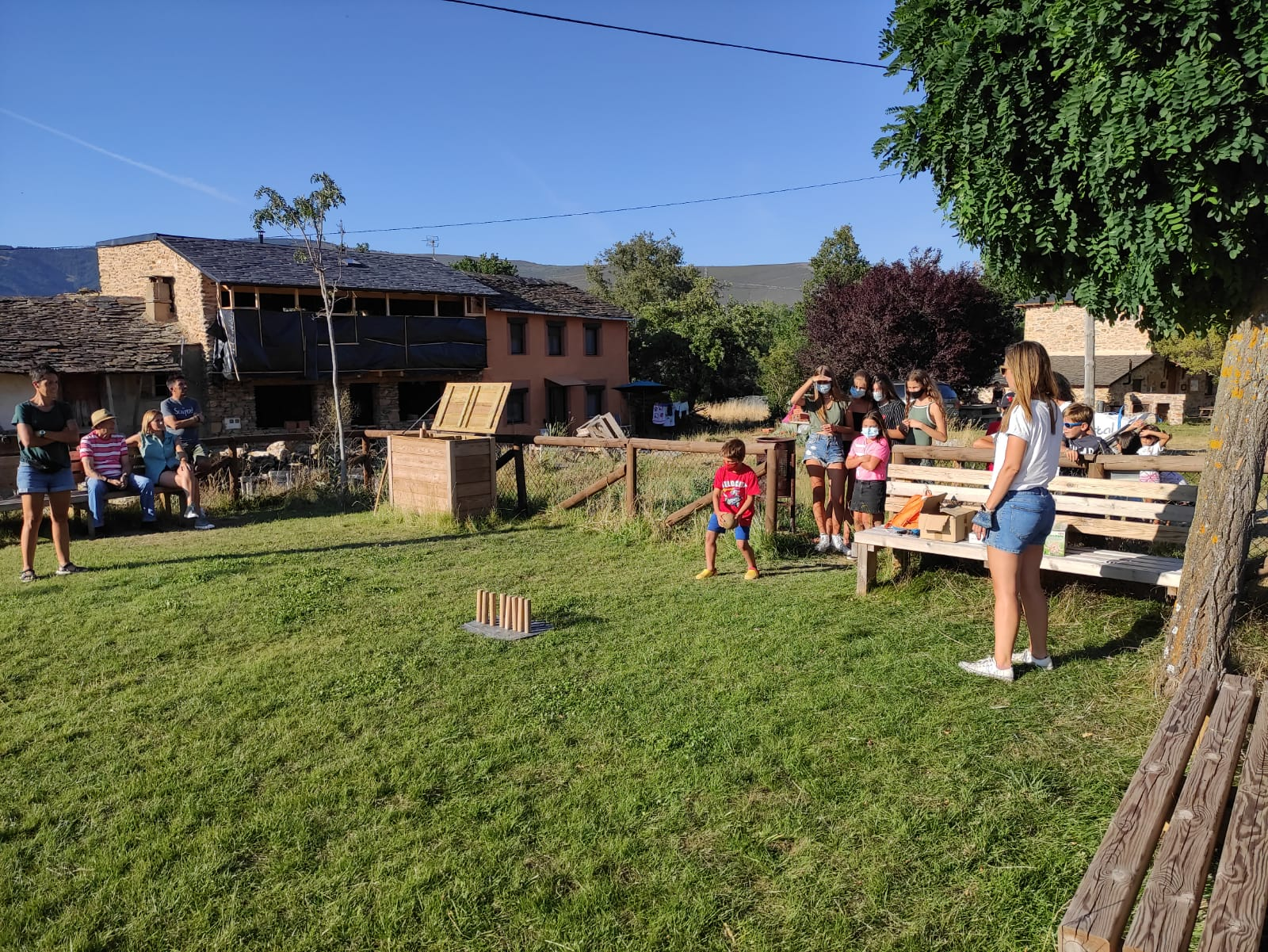
Bolos cabreireses en Valdavido
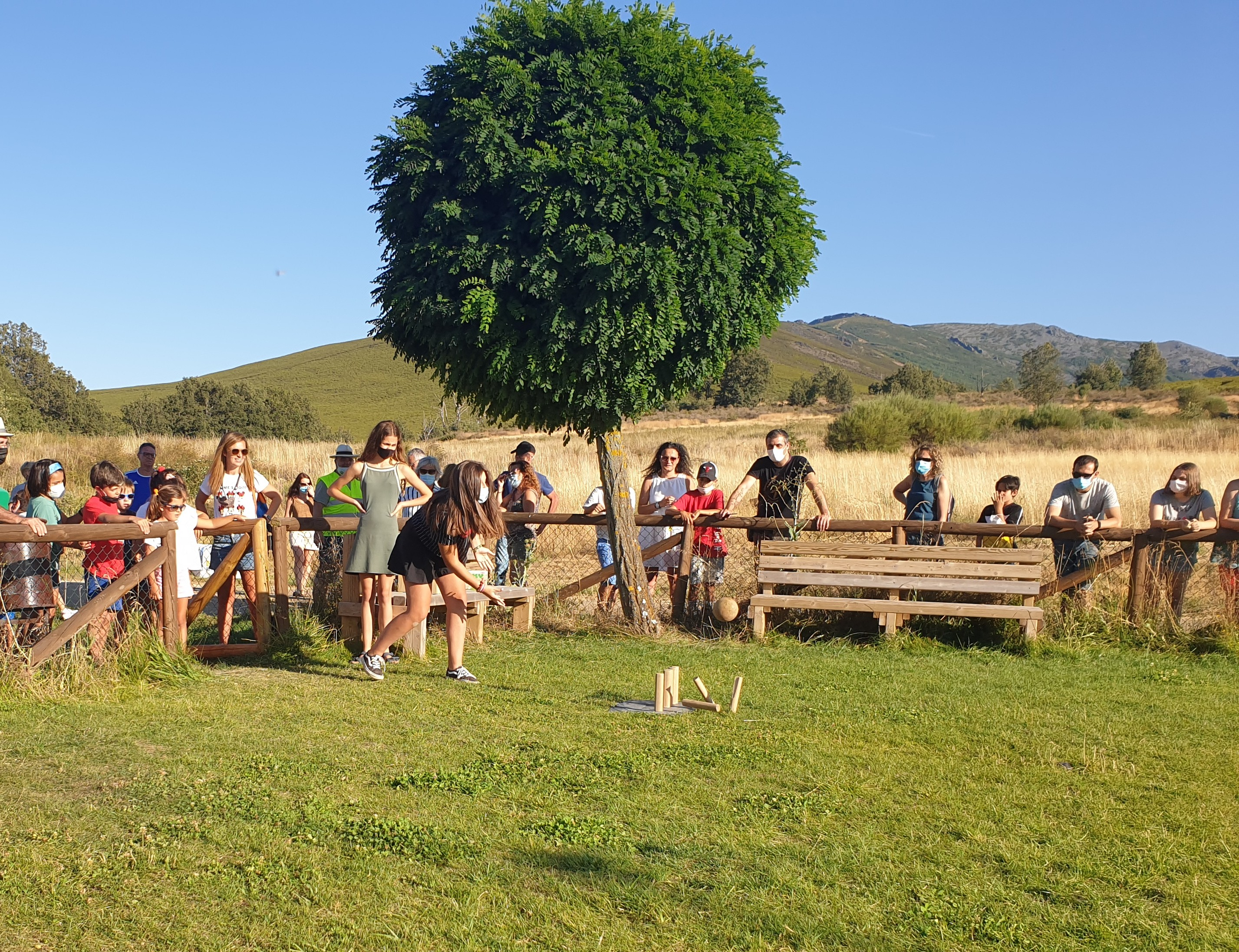
Bolos cabreireses en Valdavido 2

### Castillo del conde de Peña Ramiro

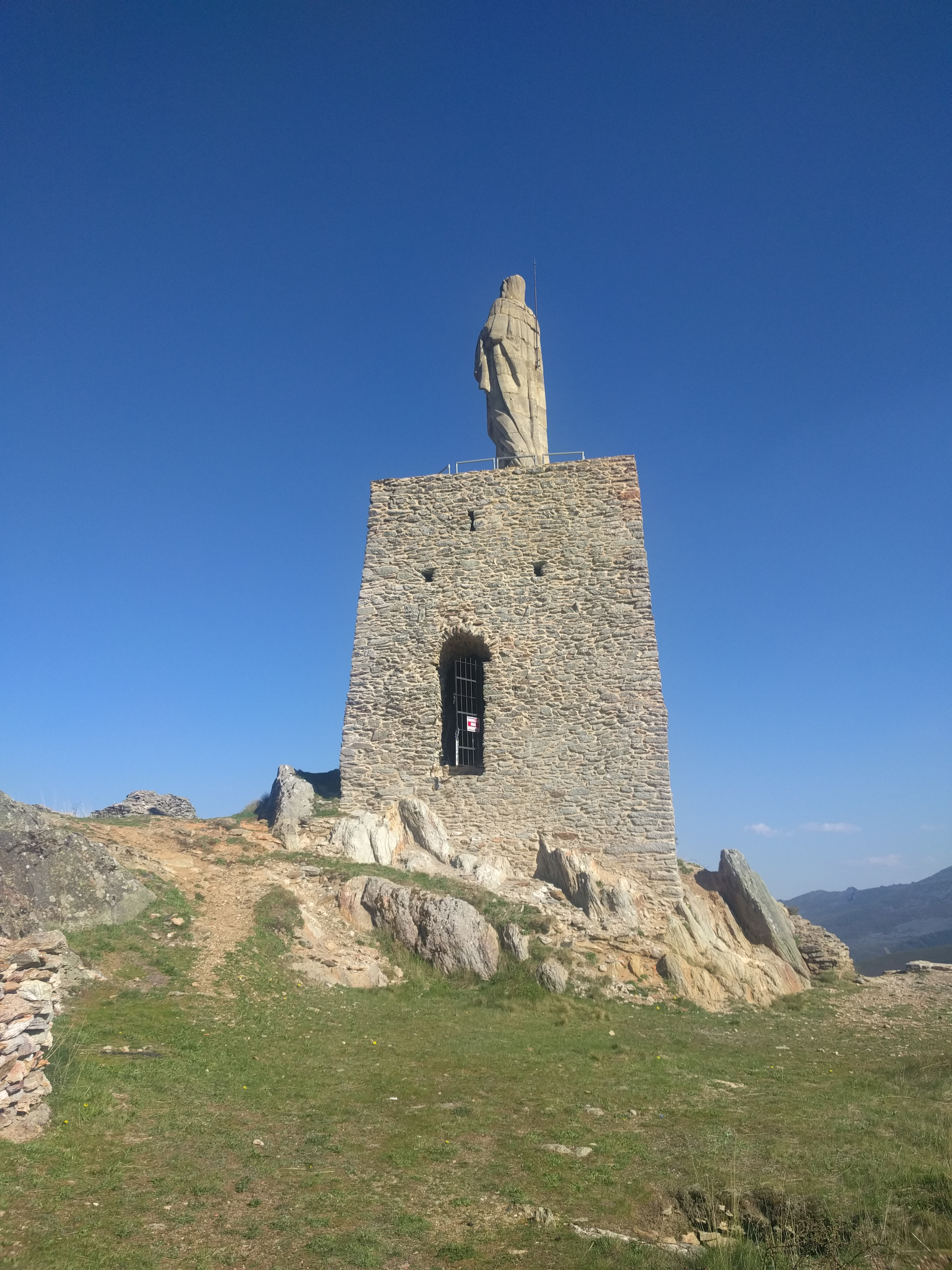
Estatua del Sagrado Corazón en el castillo de Peñarramiro en Valdavido

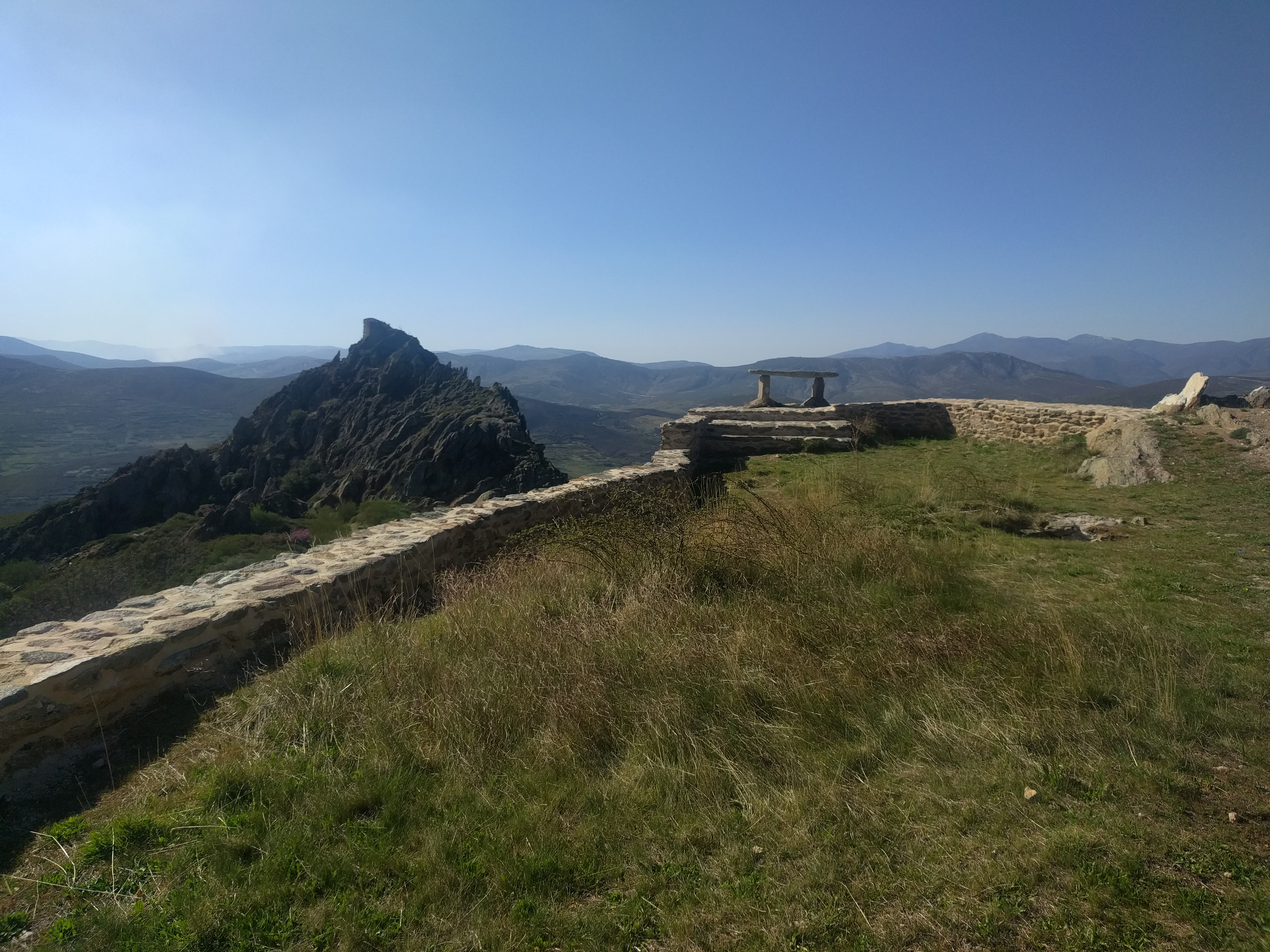
Torre secundaria del castillo de Peñarramiro
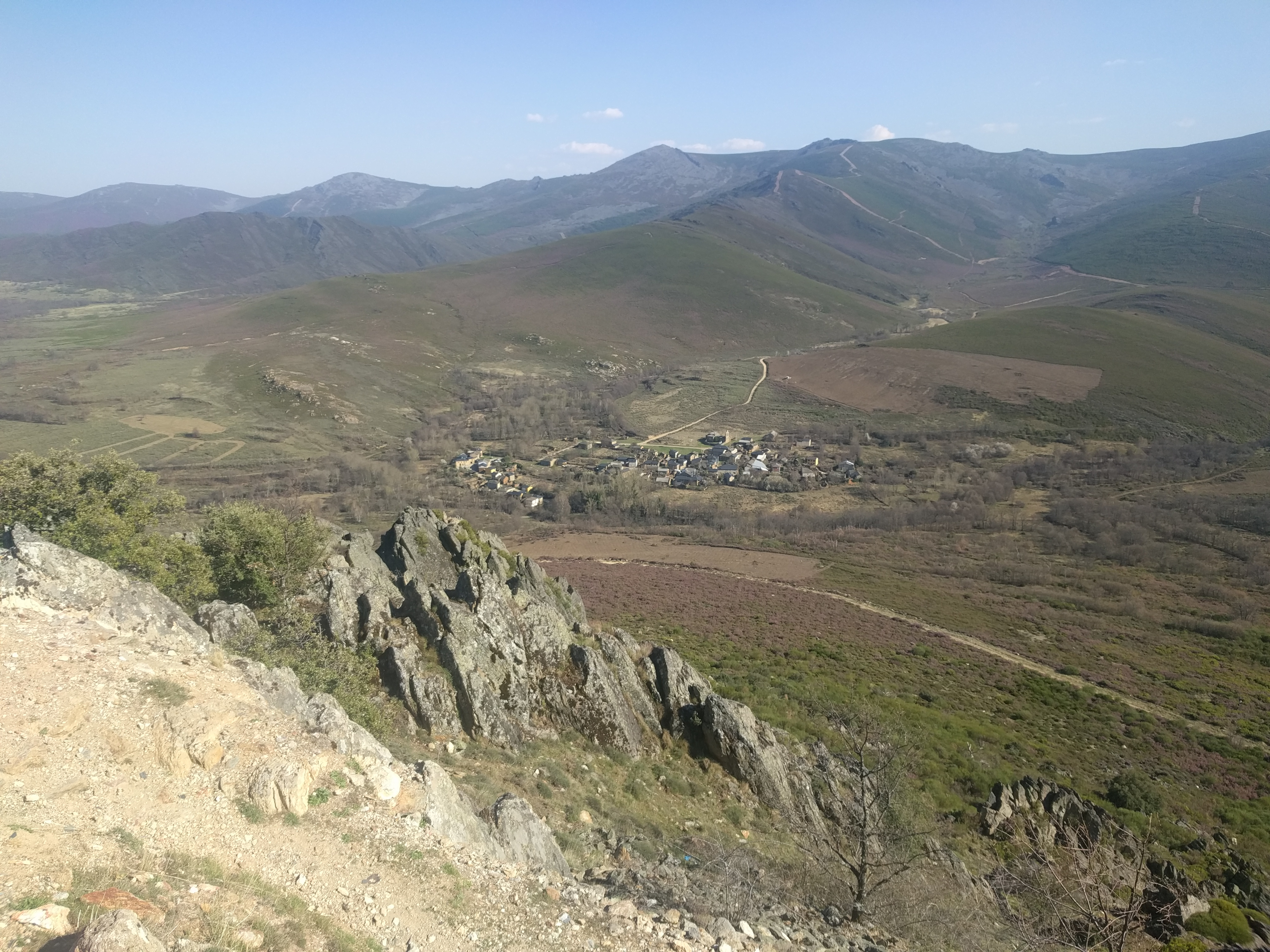
Valdavido desde el castillo de Peñarramiro
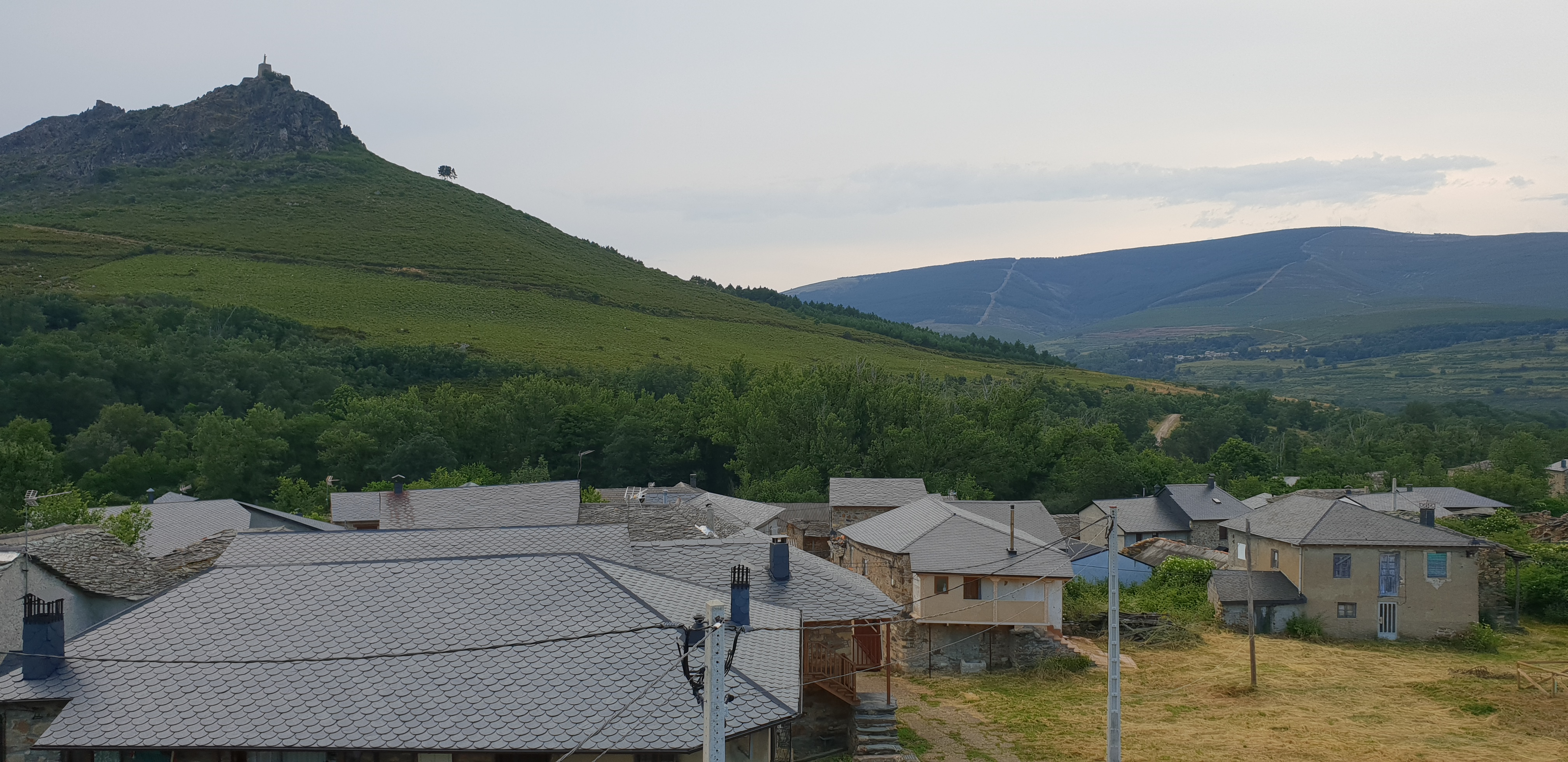
El castillo desde el campanario de la Iglesia
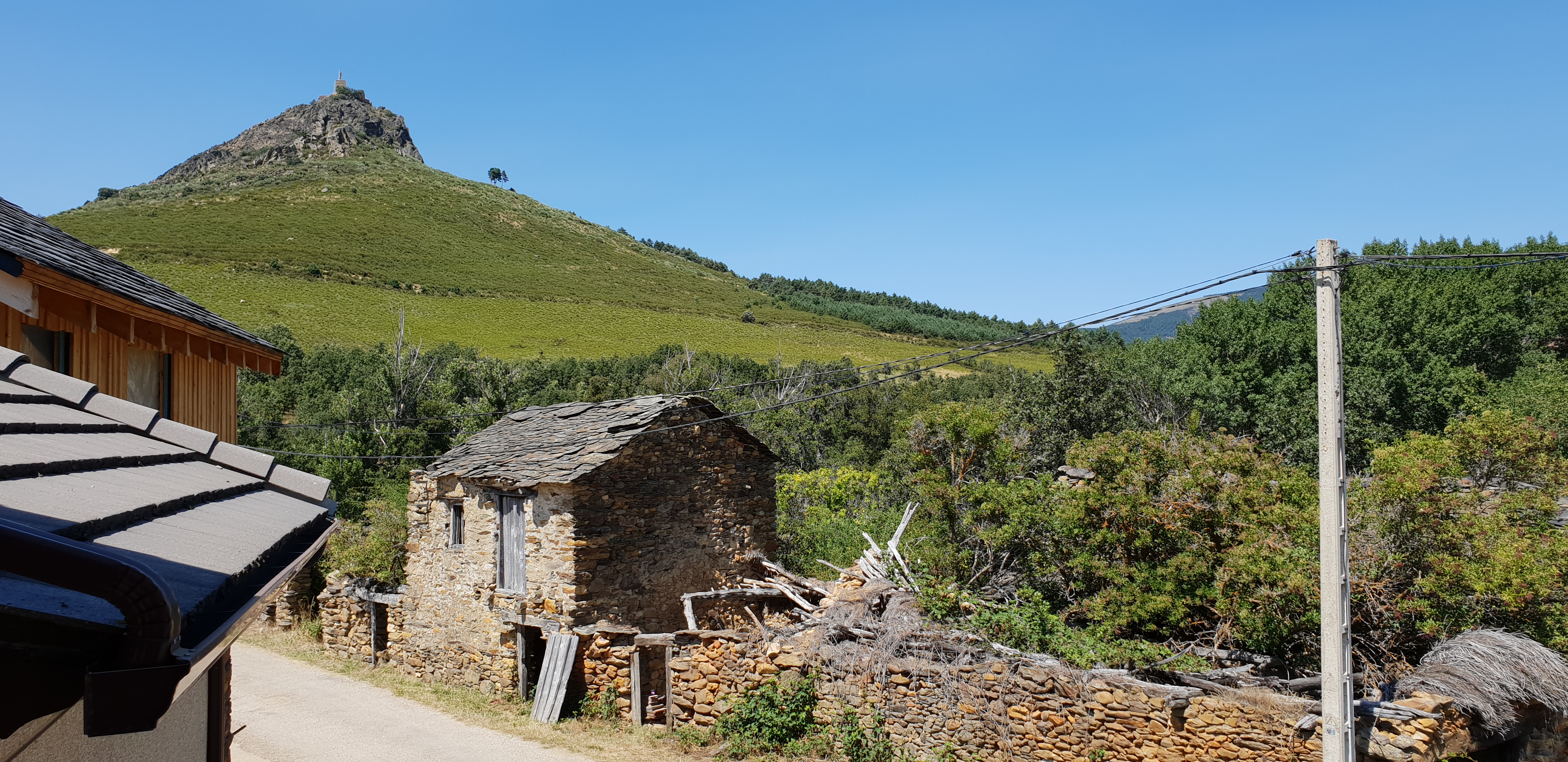
Castillo Peñarramiro desde Valdavido

### Centro de cultura tradicional de la Cabrera
En 2017 se inaugura el Centro de cultura tradicional de la Cabrera. Éste se ubica en la antigua casa del cura de Valdavido, y aunque a día de hoy todavía se encuentra sin terminar, ya presenta dos exposiciones permanentes:
- Mascaradas cabreiresas

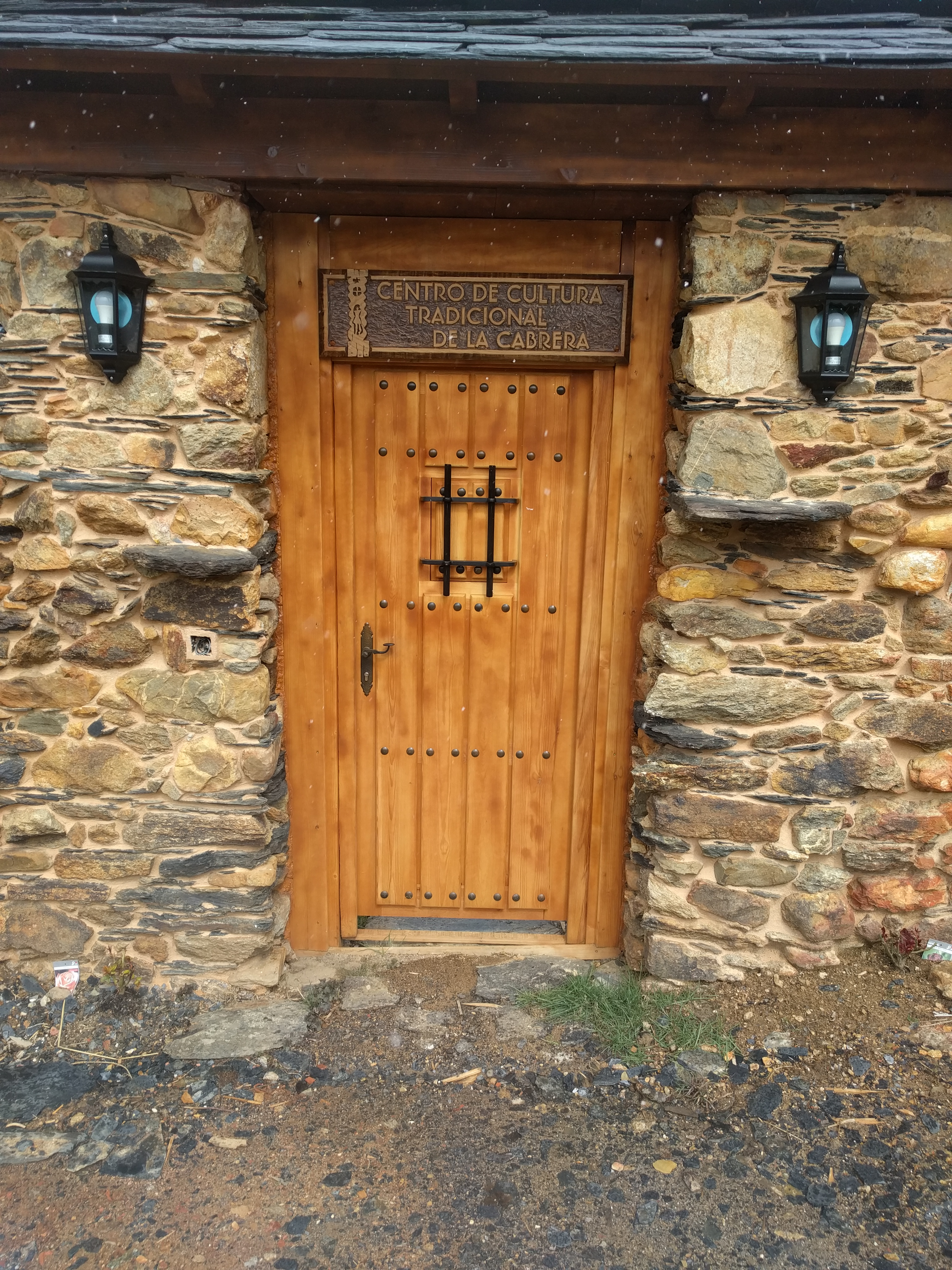
Centro de cultura tradicional de la Cabrera en Valdavido

A finales de año y principio del siguiente, en muchos pueblos de Cabrera aparecen unos seres con cencerros colgando, pieles, con máscaras terroríficas, persiguiendo, atizando y golpeando a los vecinos. Son los campanones, campaneiros o farramacos. Son las mascaradas de invierno, que se diferencian del carnaval medieval por la presencia de máscaras y el empleo de cencerros como elemento sonoro, el uso de fustigadores, ceniza, la petición de aguinaldo y la participación de toda la comunidad.
Las mascaradas fueron interpretadas siempre por los mozos del pueblo, aunque actualmente ya participan mujeres. La máscara no oculta, sino que representa a estos seres. Algunos de los personajes característicos son la vieya, el toru, el Xibudo o los Galanes. No es el caso de Valdavido, pero todavía algunos pueblos de Cabrera como Pozos mantienen la tradición de las mascaradas. Otros como la Cuesta la han recuperado en 2015.
- Danzas, música y bailes cabreireses

En el patrimonio cultural inmaterial se incluyen las artes del espectáculo, los usos sociales, rituales y actos festivos. Y en este ámbito en Cabrera encontramos distintas expresiones artísticas que se han conservado con el paso de los años. 
Podemos destacar la Danza del Rey Nabucodonosor en  Corporales, la Danza de San Antonio de Santa Eulalia, la Danza de Santa Genoveva y la Danza del Carlo Magno en La Baña, la Danza de la Guerra de Melilla en Nogar, o la Danza de Villagarda. Asociado a la música, que ha estado presente siempre en las danzas y en las fiestas y romerías, hay que mencionar la chifla, la gaita, la pandereta y el tamboril.

### El mirador de los ciervos
En el año 2021, una antigua escombrera ilegal en el monte público de Valdavido es restaurada y se habilita como mirador, para la realización de actividades de observación de la naturaleza, y especialmente de la berrea.

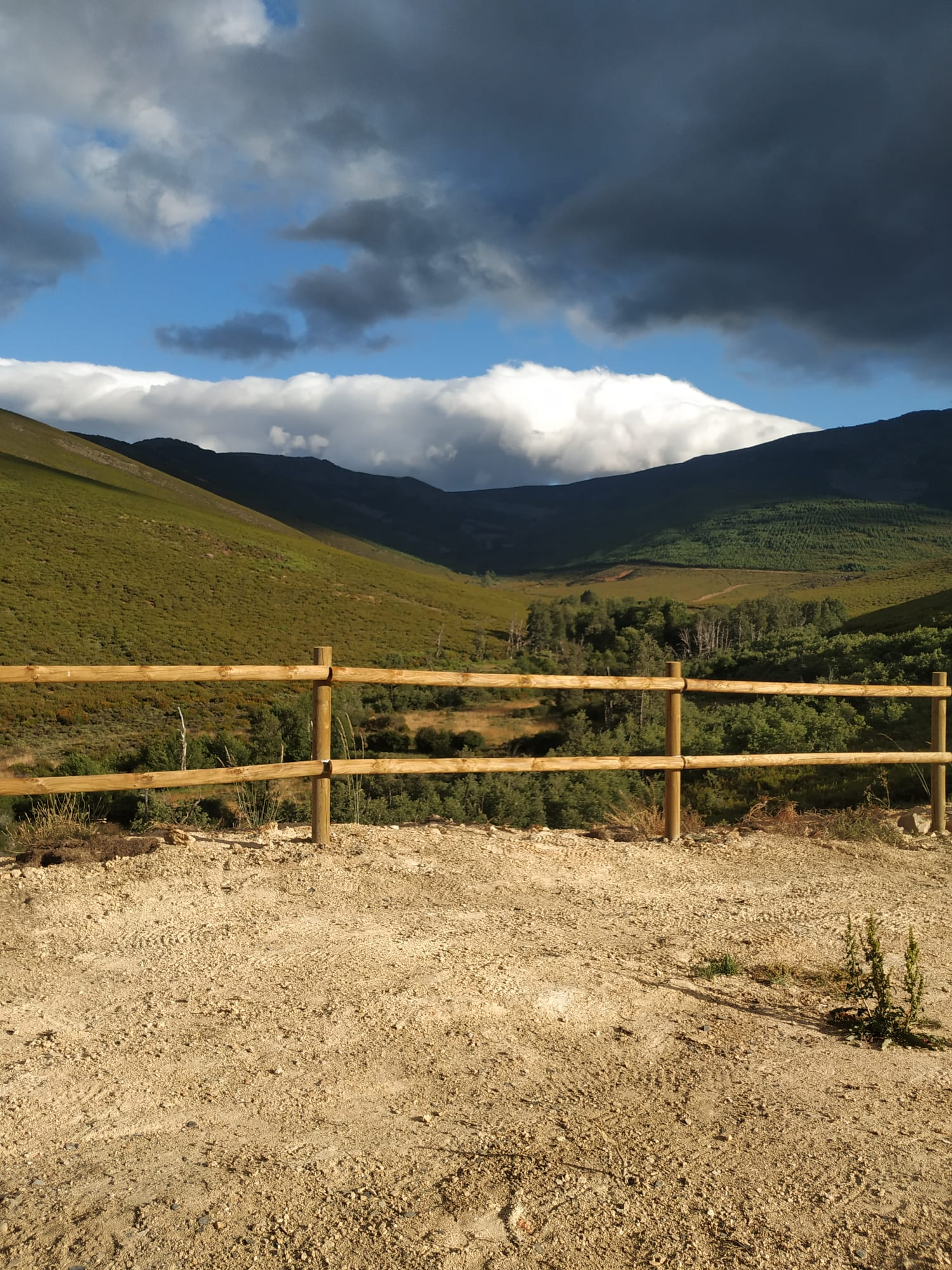
El mirador de los ciervos de Valdavido
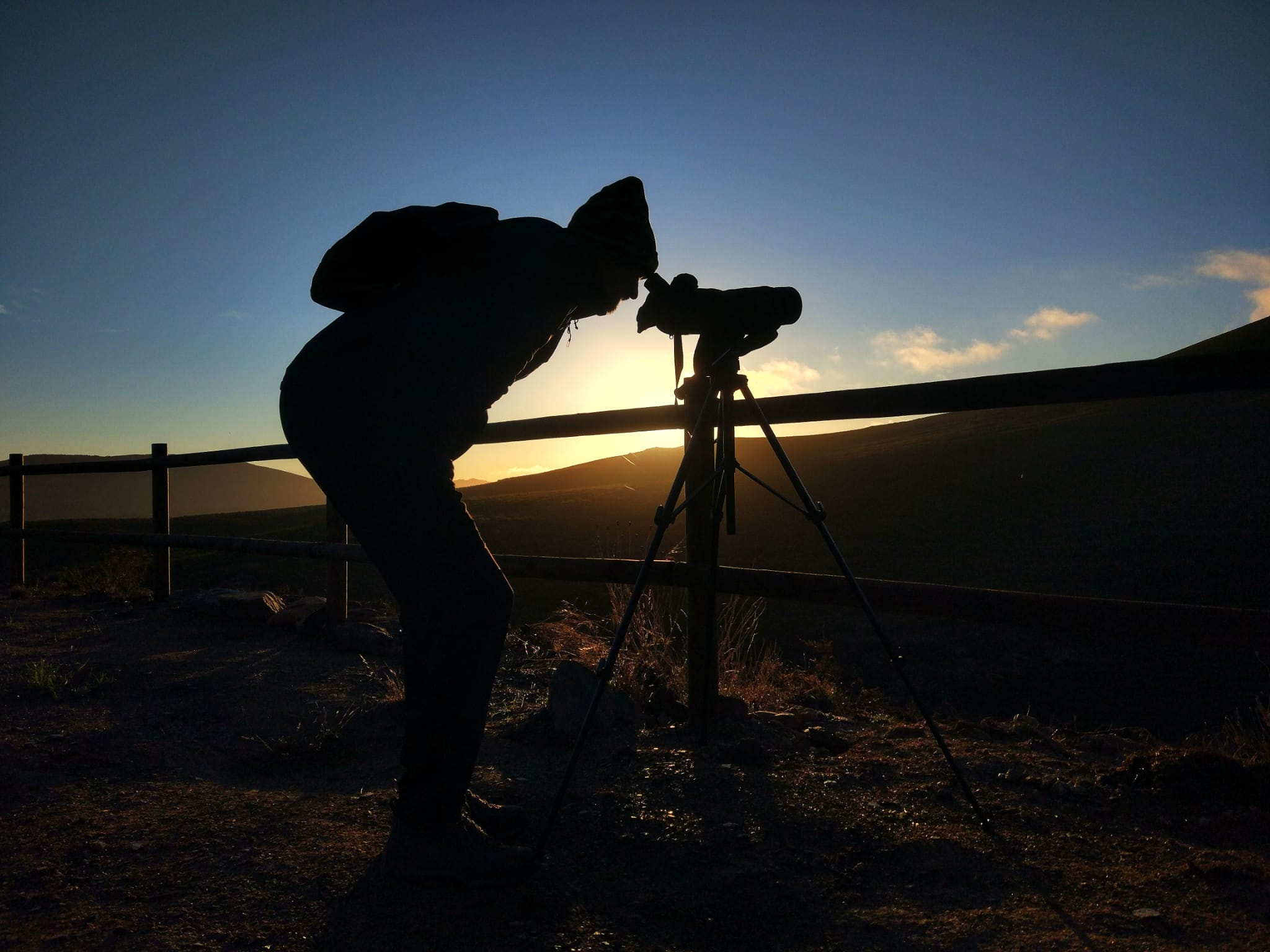
Desde el mriador de los ciervos en Valdavido
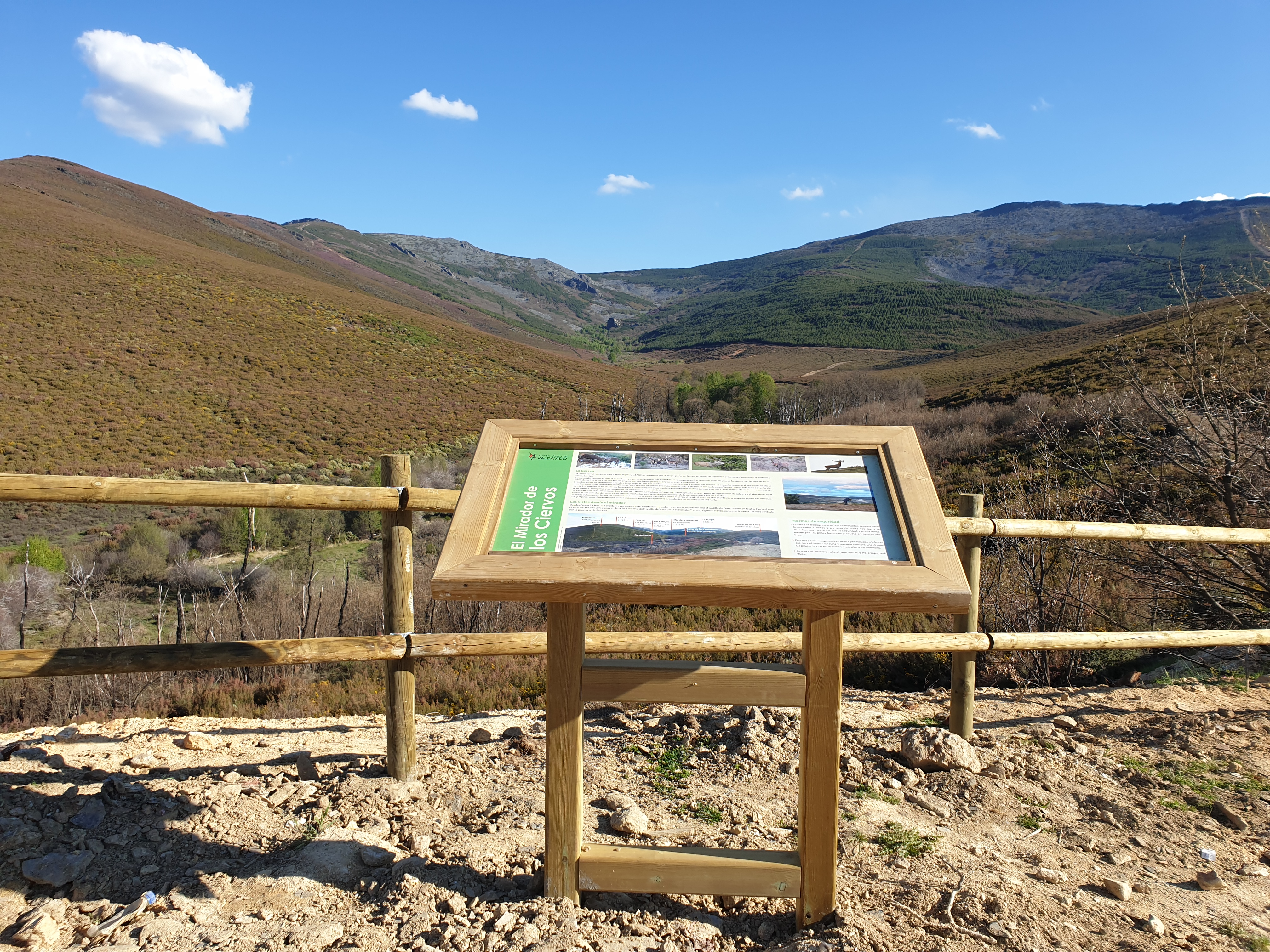
El mirador de los ciervos de Valdavido 2
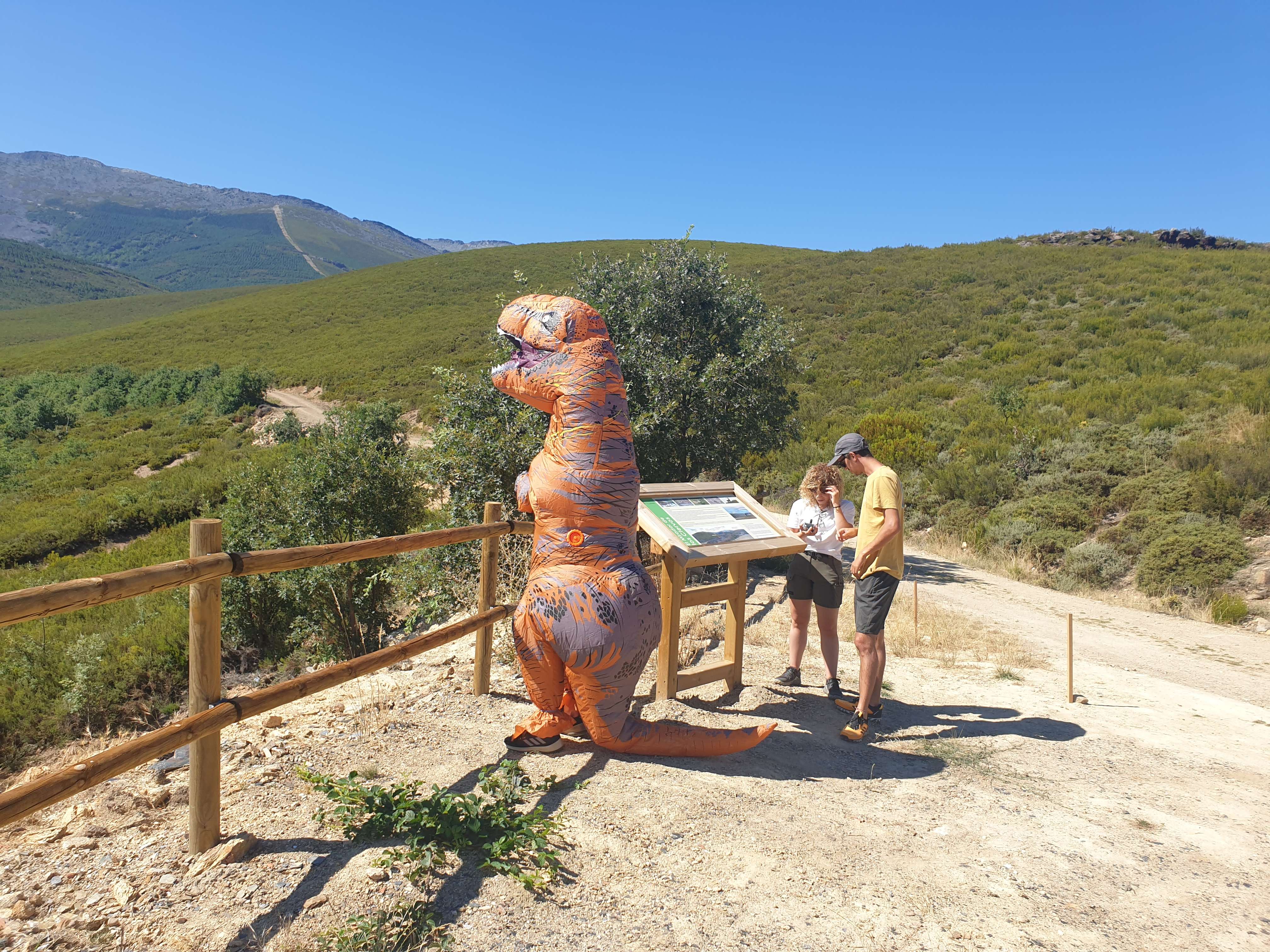
El mirador de los ciervos de Valdavido 3

## Senderos y caminos

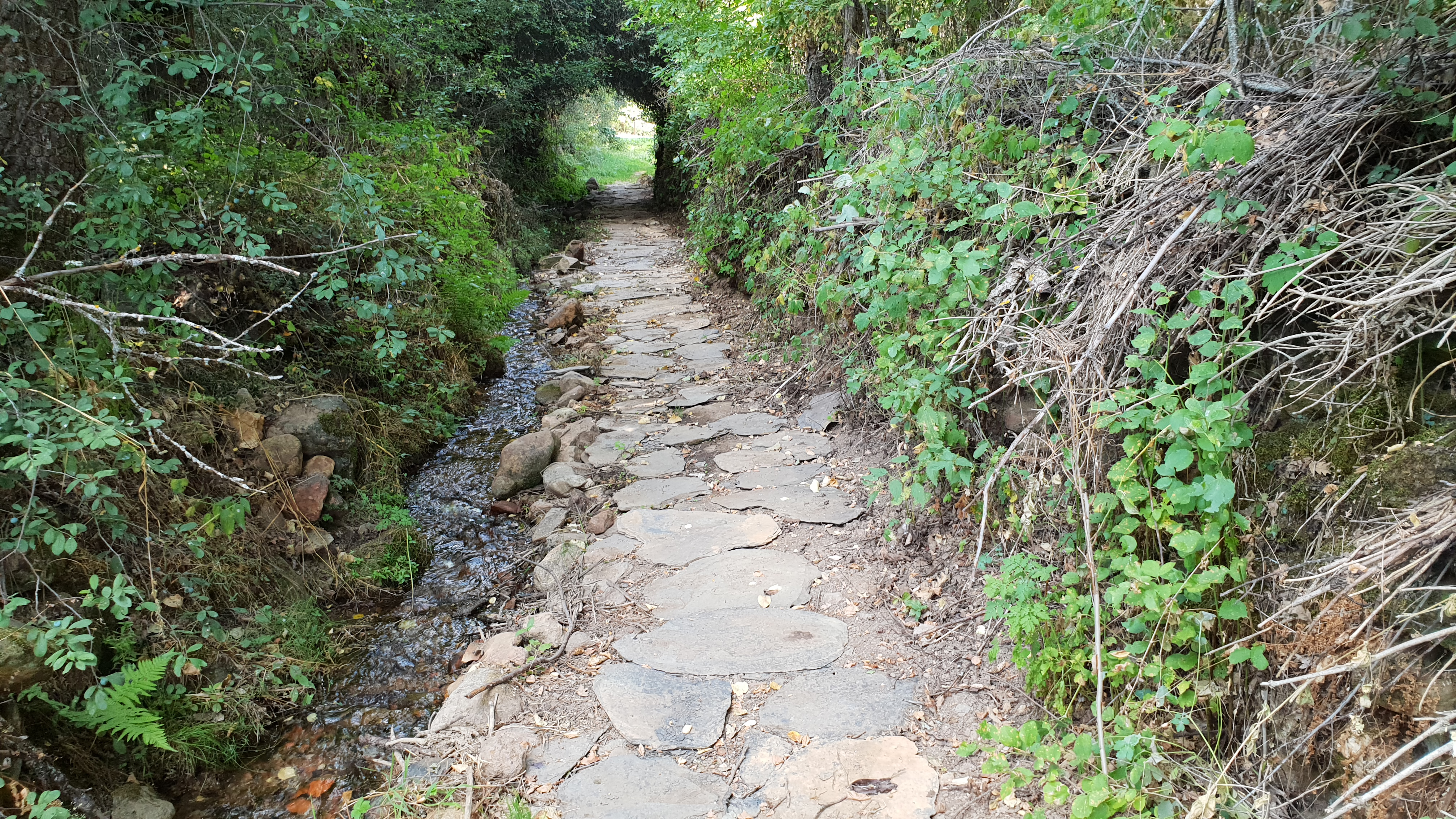
El Cañal de Valdavido

- Camino de los colmenales a Valleprao

El camino parte desde el puente del Cura, a la entrada del pueblo, y discurre junto al río Llastres. En esta zona se pueden observar los restos de algunos colmenares. Además, en el lado opuesto por el que discurre el camino se encuentran los restos de uno de los molinos de Valdavido, así como los vestigios del caz por el que discurría el agua que lo hacía funcionar.
El camino termina uniéndose con el antiguo camino a Truchillas, y con el que lleva a los prados de Llamaespineiro.
- Camino viejo de San Roque

Antes de la existencia de la carretera que une Valdavido con la LE-126, este era el camino por el que se llegaba a la Ermita de San Roque y que permitía dirigirse hacia Truchas.

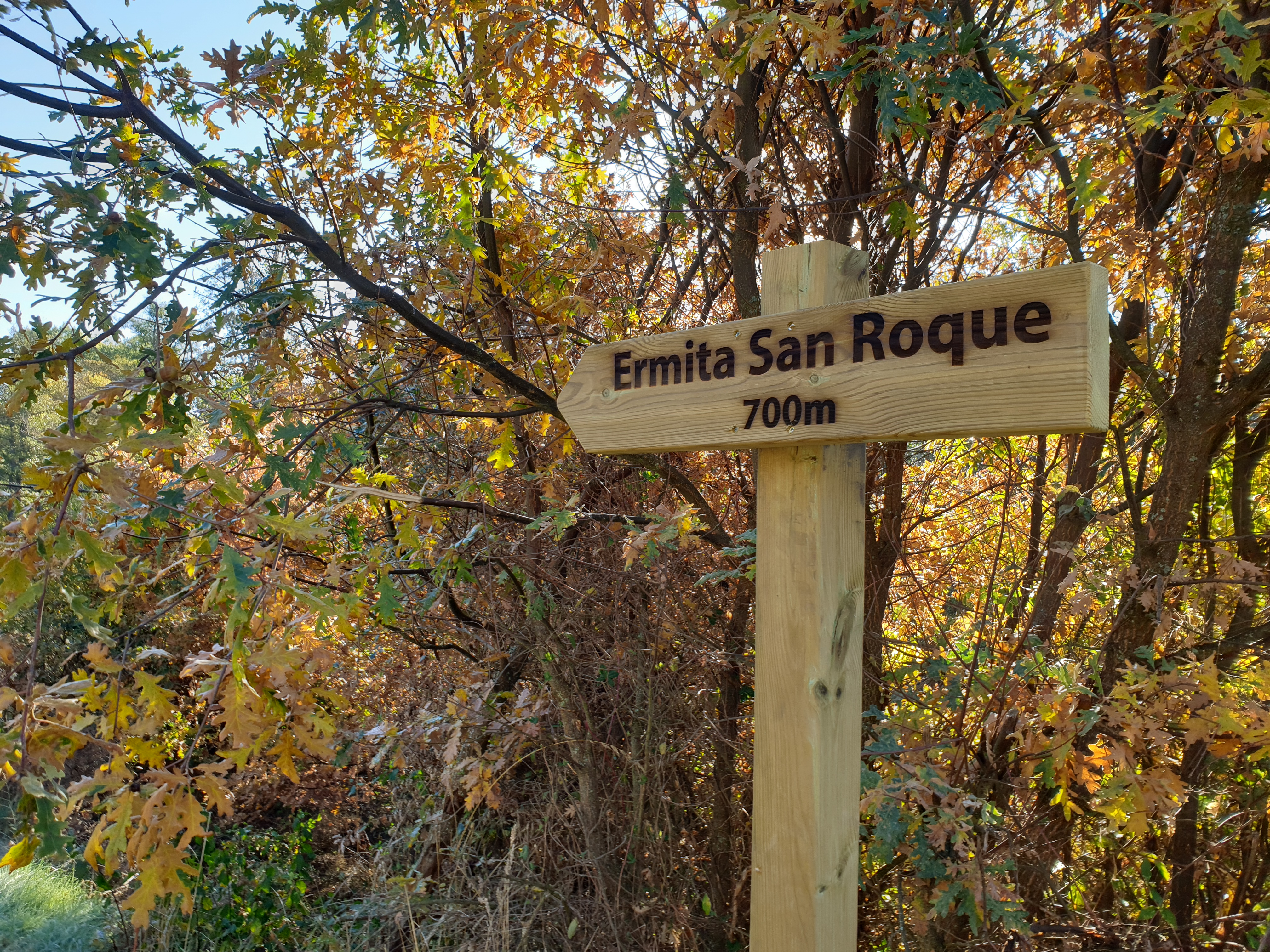

El camino parte desde la entrada de Valdavido, pasado el puente de "el cura", y discurre junto a antiguas fincas de cultivo, paralelo al río Llastres. Servía de acceso a dichas fincas en el pasado.
El camino está flanqueado casi en su totalidad por robles, y es fácil cruzarse con algunos de los exponentes de la fauna de la zona: corzos, jabalíes, zorros, etc. Finaliza en la ermita de San Roque, pudiéndose volver a Valdavido por el mismo camino, o siguiendo la carretera de acceso al pueblo.
- Camino de la muela

El camino parte desde la antigua escuela de Valdavido en dirección sureste, franqueado en su totalidad por una masa de robles. El camino llega hasta el río del valle, donde antiguamente había un puente que conectaba con otro camino que discurría por todo el valle.
Paralelo al camino discurría uno de los regueros que traía agua potable a Valdavido y para regar huertos de cultivo y prados. El agua se desviaba gracias a una presa que se construía en el río.

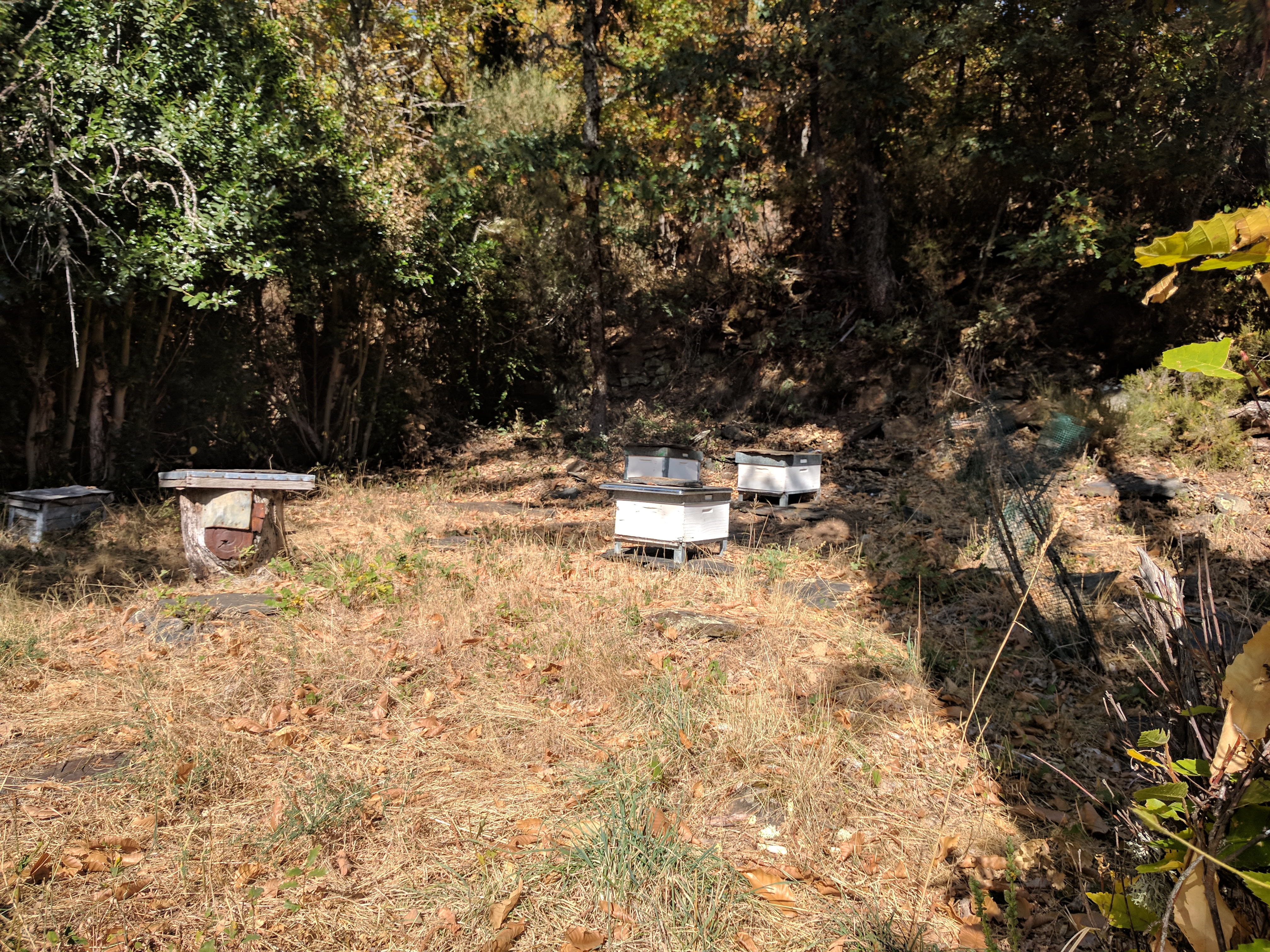
Antiguas colmenas de Valdavido
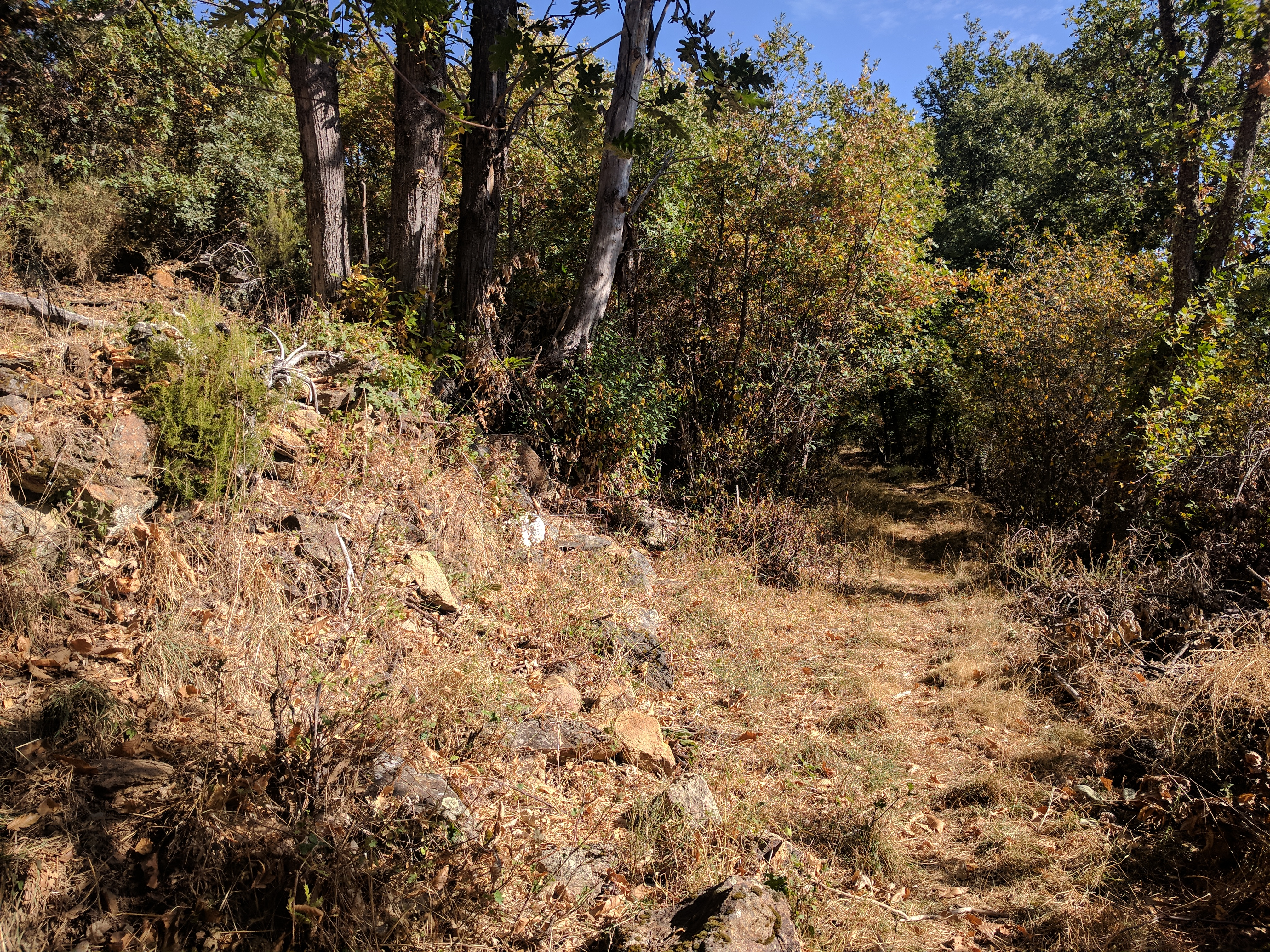
Camino de los colmenares de Valdavido
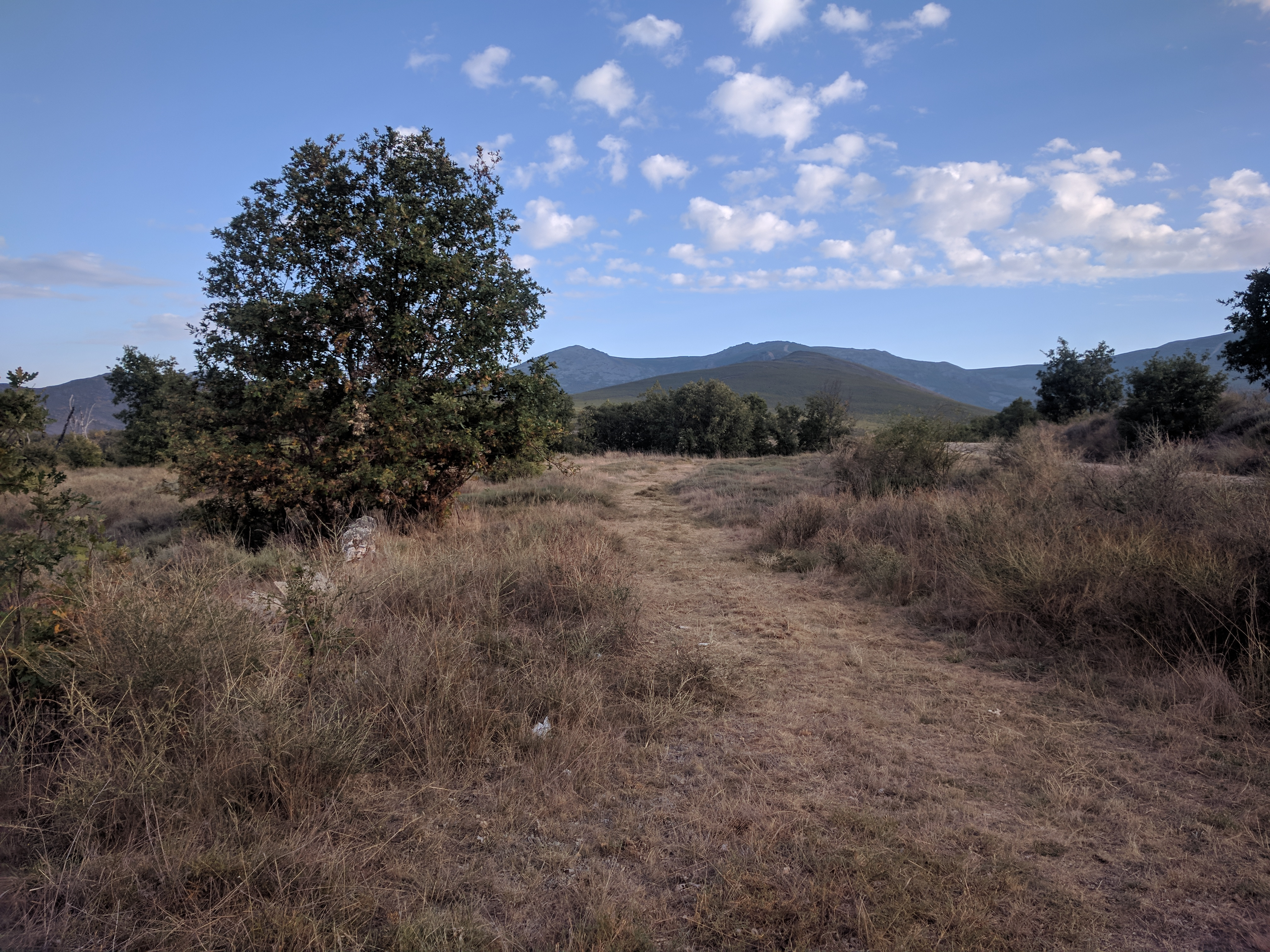
Camino viejo de San Roque en Valdavido
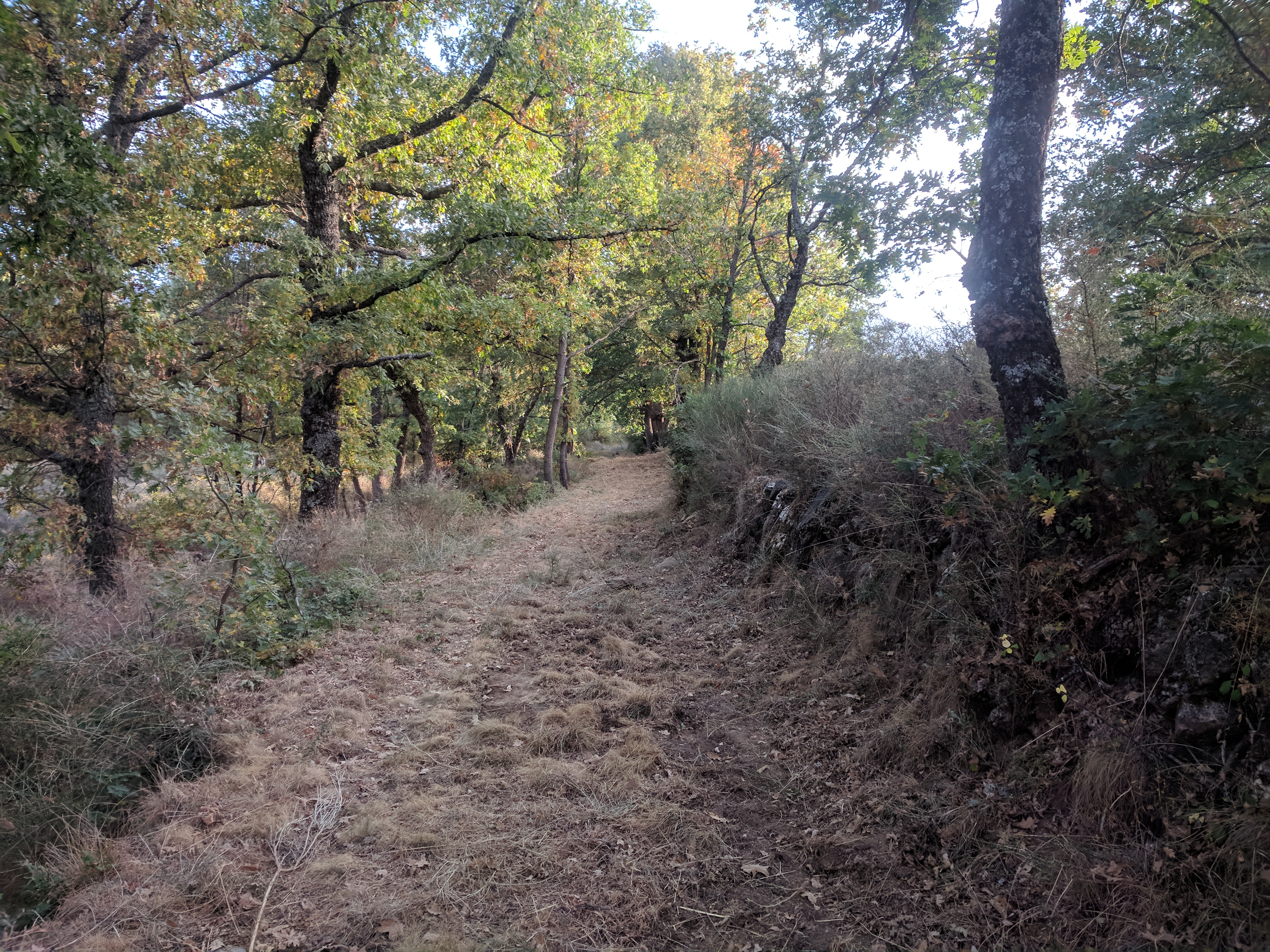
Camino viejo de San Roque en Valdavido
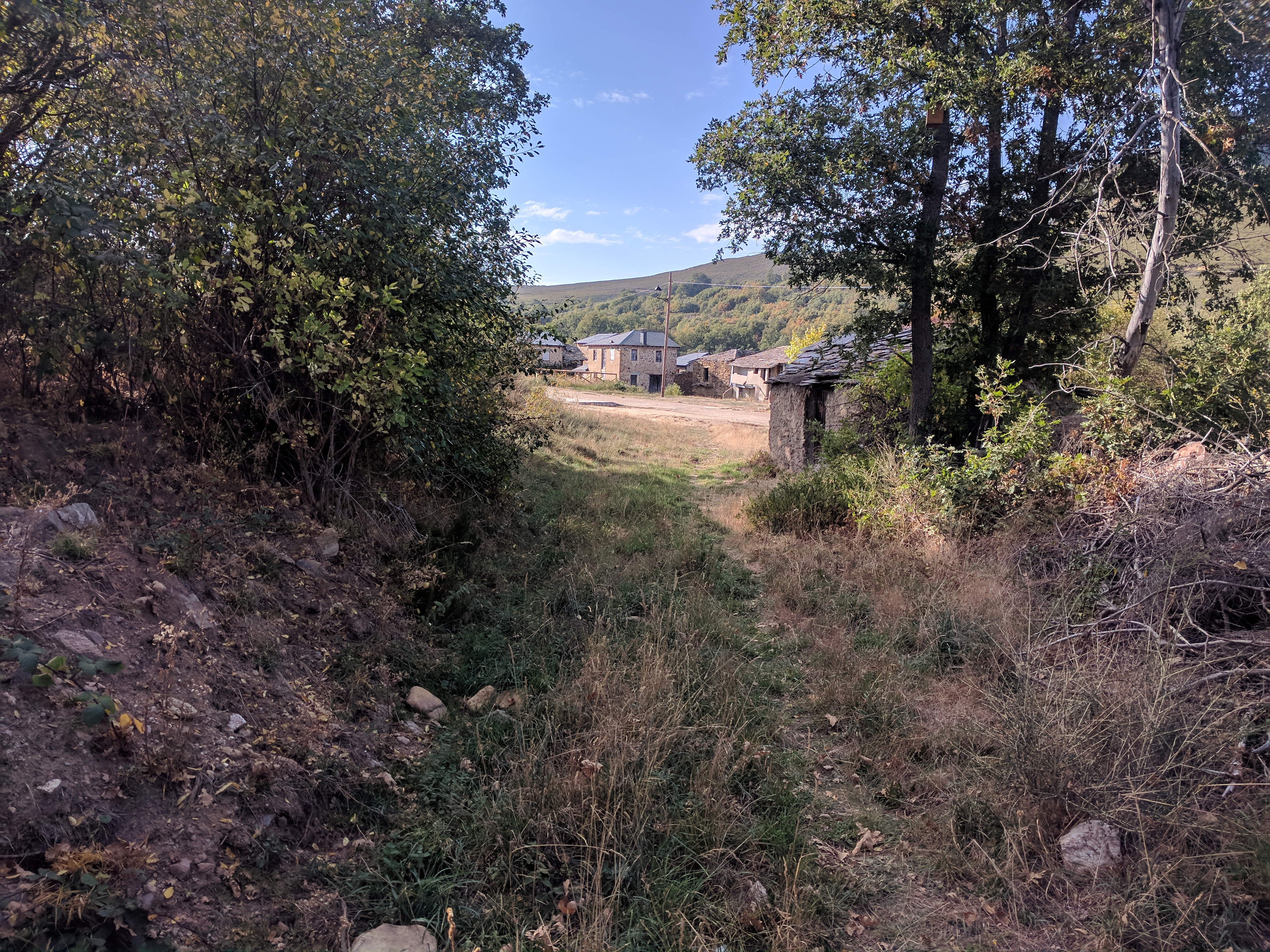
Camino de la muela
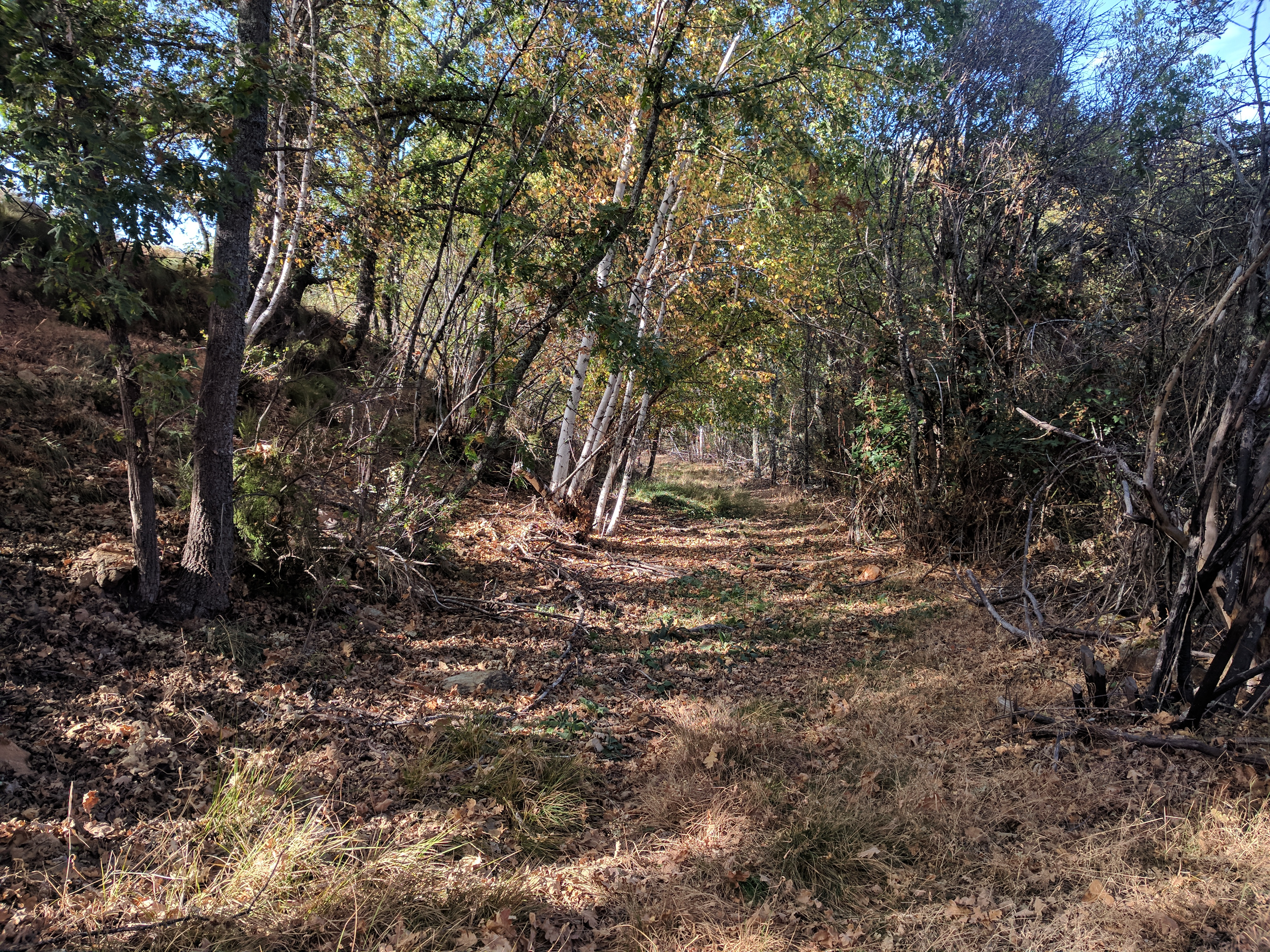
Camino de la muela

- Camino viejo

El camino parte desde el barrio de abajo de Valdavido, cruzando el río del Valle y discurriendo entre pajares y zonas de cultivo. El río del Valle abastece de agua al río Llastres, afluente del Eria.  El camino transcurre durante 1 km prácticamente llano, en paralelo al río Llastres, hasta bifurcarse en dos. Se puede elegir cualquiera de las opciones pues ambas vuelven al mismo punto, para realizar la vuelta hacia Valdavido por donde se ha venido. A mitad de camino, desviándonos del camino en dirección hacia el Llastres podemos encontrar los restos de uno de los cuatro molinos que existían en Valdavido.
Es destacable la masa arbórea que flanquea el camino, fundamentalmente de robles, así como la vegetación de brezos, escobas o piornos.
- Camino de Llastres

El camino parte desde la Iglesia y discurre junto a antiguas parcelas de cultivo hasta llegar al río Llastres, donde aún se conservan los cimientos del antiguo puente. A pocos metros del mismo se encuentran los restos de dos de los molinos harineros que eran utilizados antiguamente por los vecinos.
Cruzando el Llastres se puede optar por ir a la derecha hacia Valdavido, o hacia la izquierda por la ribera del río Llastres hasta unirse con el camino que lleva a los prados de Llamaespineiro.
- Camino del Valle-Llamacicas-Valdavido

La ruta parte desde la escuela de Valdavido, tomando el camino que discurre por el valle atravesado por el río del mismo nombre (río el Valle) . Se sigue este camino hasta que se bifurca en dos, eligiendo el que torna a la izquierda. Un poco más adelante hay que atravesar el río, que actualmente no tiene puente. Se continuará el camino que comienza un ascenso zigzagueante hasta llegar a la cumbre, desde donde vemos el comienzo del pinar de las Llamacicas.
En este punto comenzaremos una bajada también en zigzag atravesando el pinar, hasta llegar al camino que llevaba al antiguo vertedero. Desde allí seguiremos avanzando hasta llegar prácticamente a la carretera, donde el camino gira a la izquierda para alejarse de la misma.
De este tramo sólo quedan vestigios del antiguo camino, que se une con el caminoviejo de Valdavido. Continuando por el mismo llegaremos hasta el pueblo.

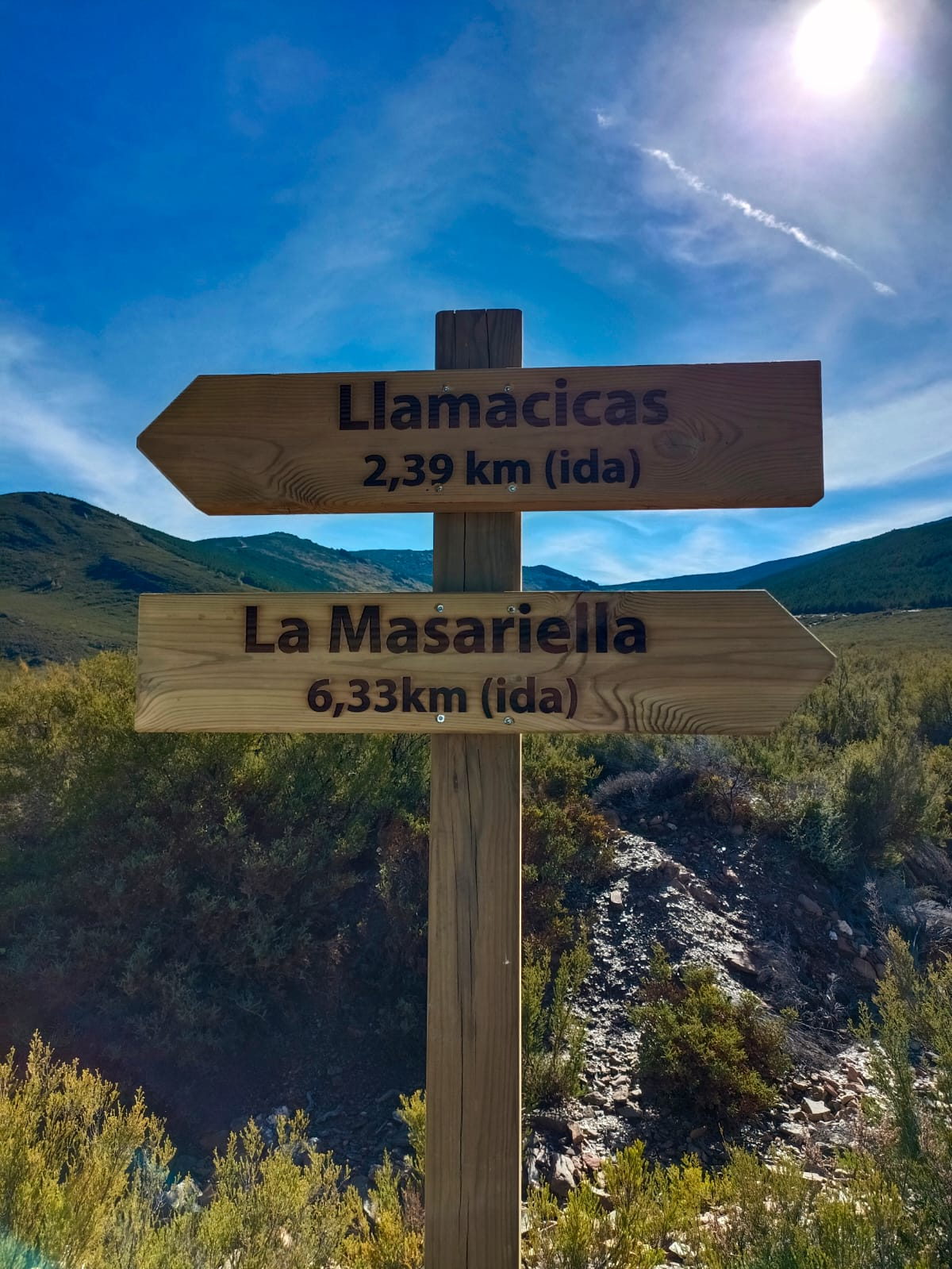

- Camino de Llamaespineiro-camino del valle- Valdavido

El camino sale de Valdavido cruzando el río Llastres y se dirige hacia los prados de Llamaespineiro. El camino discurre paralelo al río hasta llegar a los prados, con ligera pendiente de ascenso al principio del recorrido. Una vez llegados aquí hay que seguir avanzando por un camino que ya no existe, hasta enlazar con el que asciende hacia la cima del monte.
Una vez arriba comienza un descenso hacia el fondo del valle, pasando junto al depósito contraincendios, hasta llegar al camino del Valle. Esta zona discurre paralela al río del Valle y a las antiguas parcelas de cultivo. Desde allí se continua hasta llegar de nuevo al pueblo.
- Antiguo camino a Truchillas

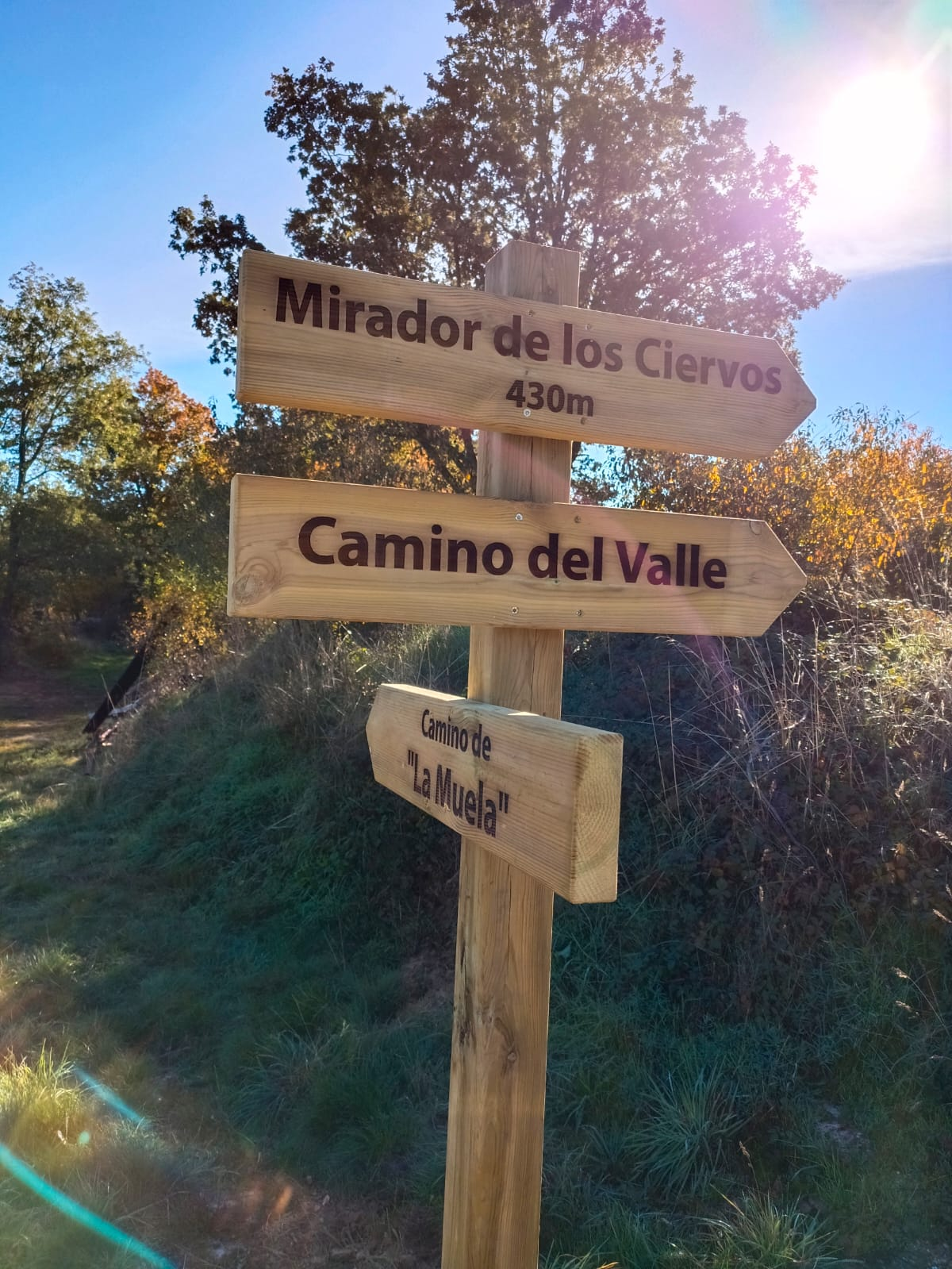

Saliendo de Valdavido por el camino hacia Llamaespineiro, cruzamos el río Llastres y continuamos hacia delante. El camino actualmente se encuentra prácticamente desaparecido, discurriendo con una pendiente importante hasta alcanzar un cortafuegos. Se debe continuar dirección norte hasta encontrar el camino de ascenso al Castillo de Peñarramiro. Unos metros más adelante el camino se separa en tres, debiendo optar por la opción central, que baja hasta la carretera que nos llevará hasta el pueblo de Truchillas.

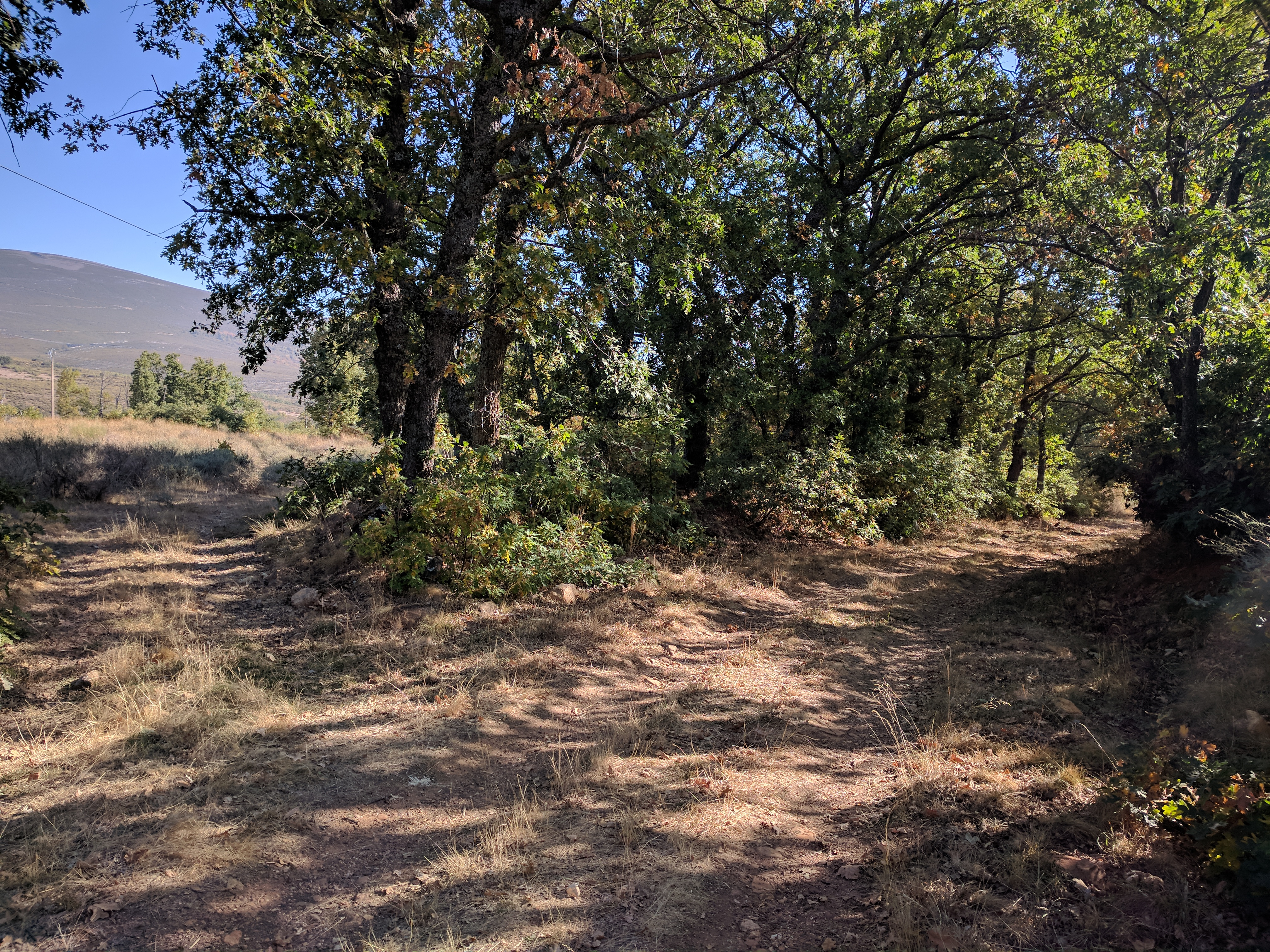
Camino viejo en Valdavido
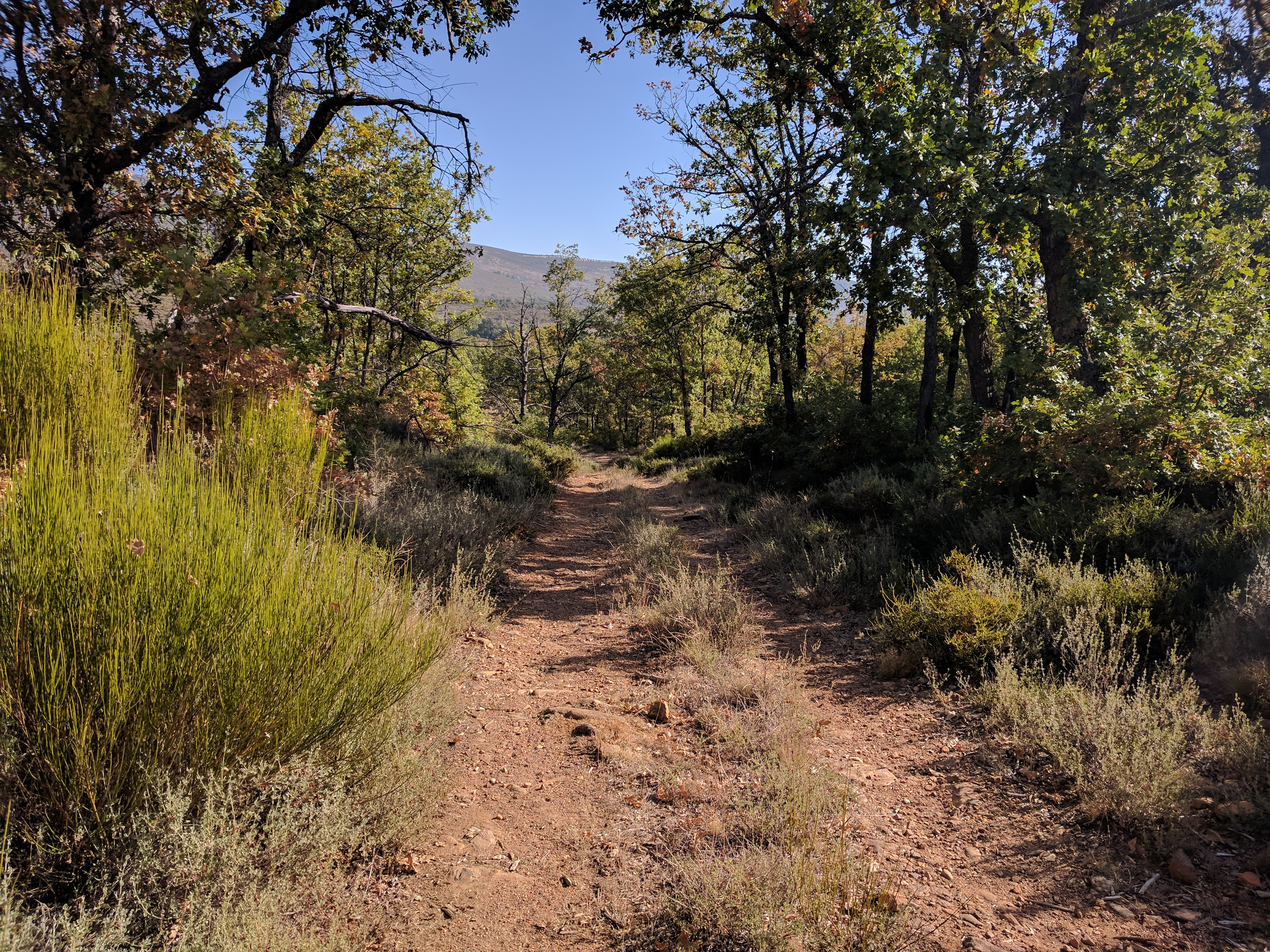
Camino viejo en Valdavido
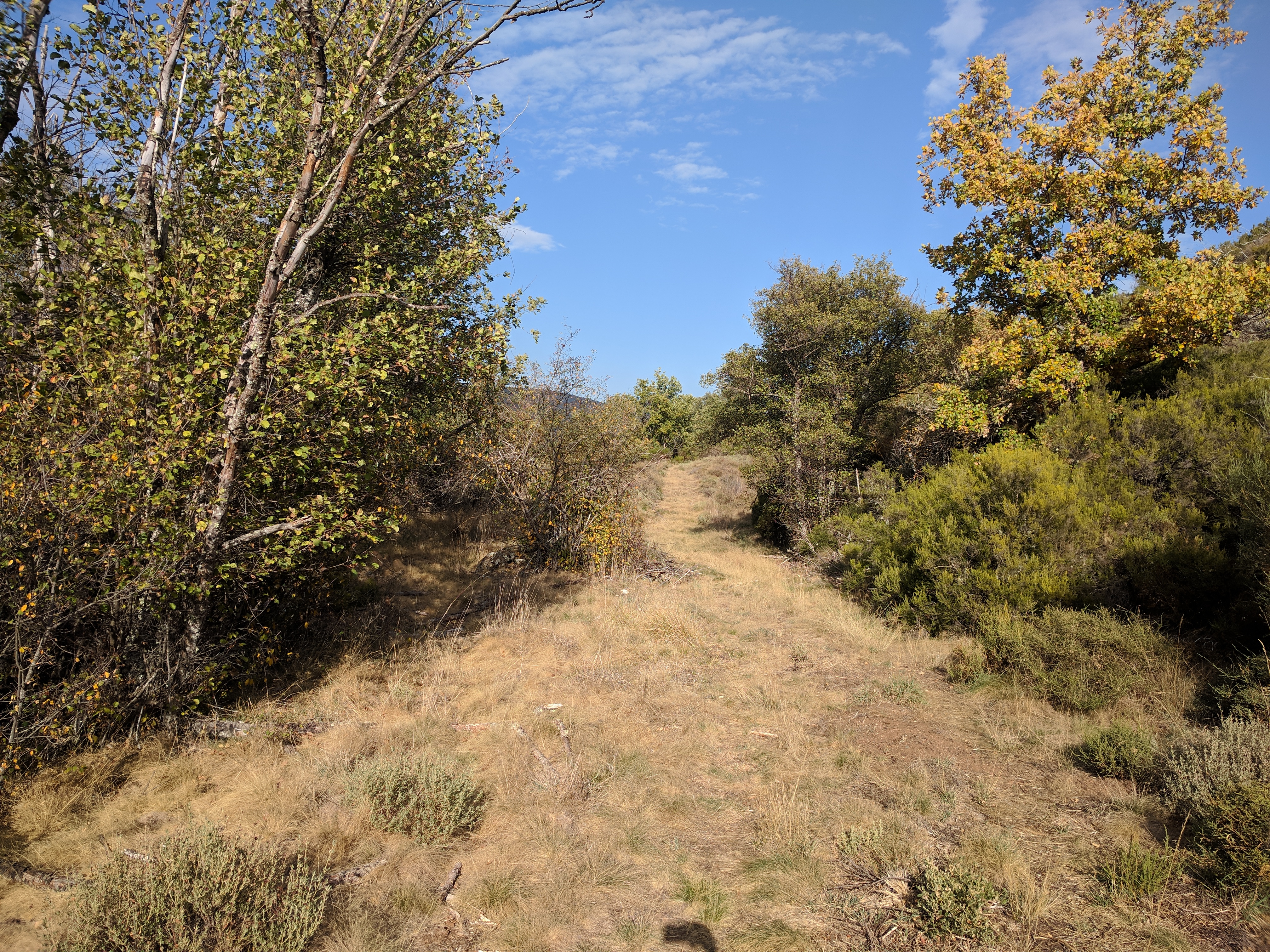
Camino de Llastres en Valdavido
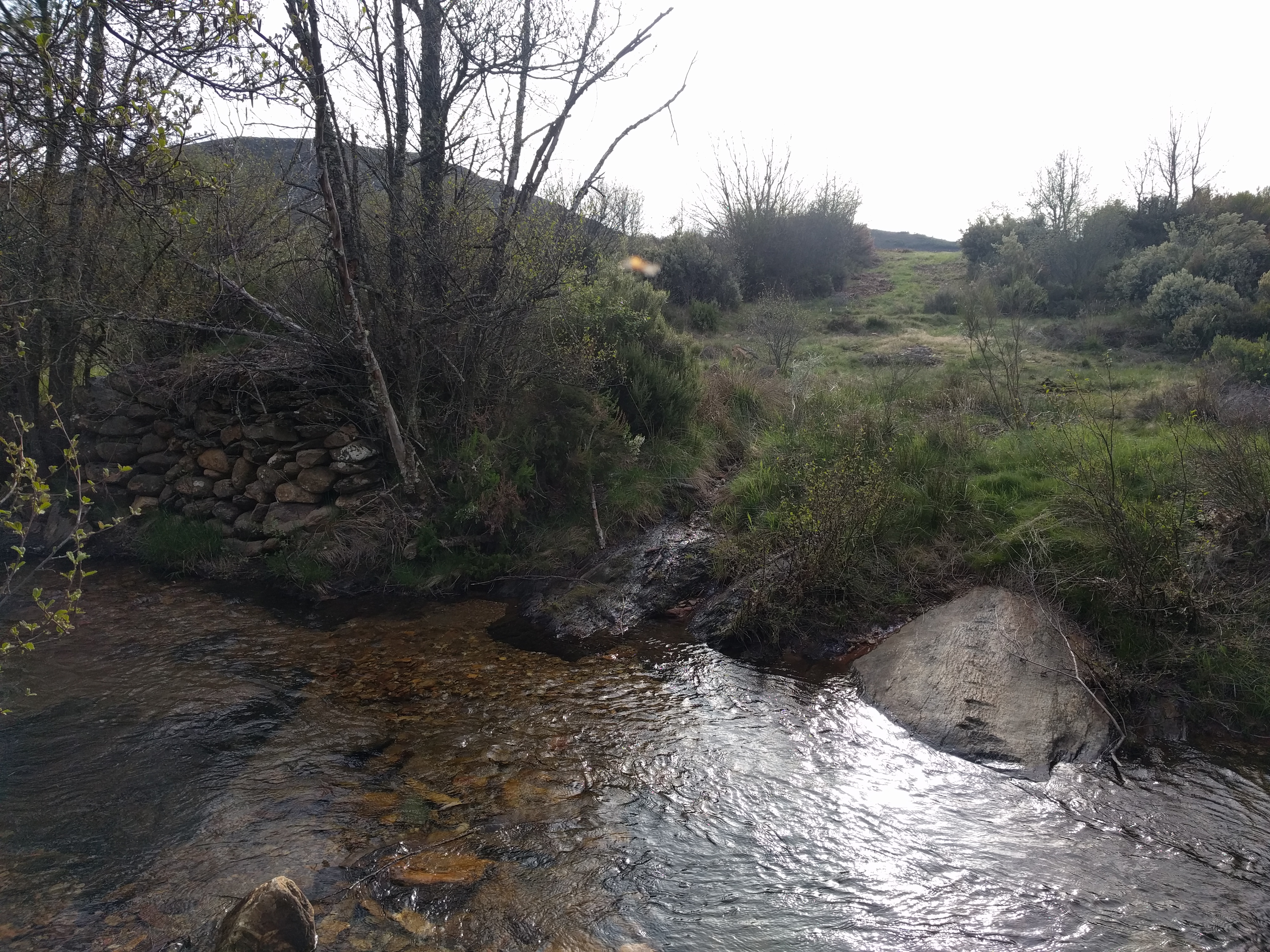
Restos del antiguo puente de Llastres en Valdavido
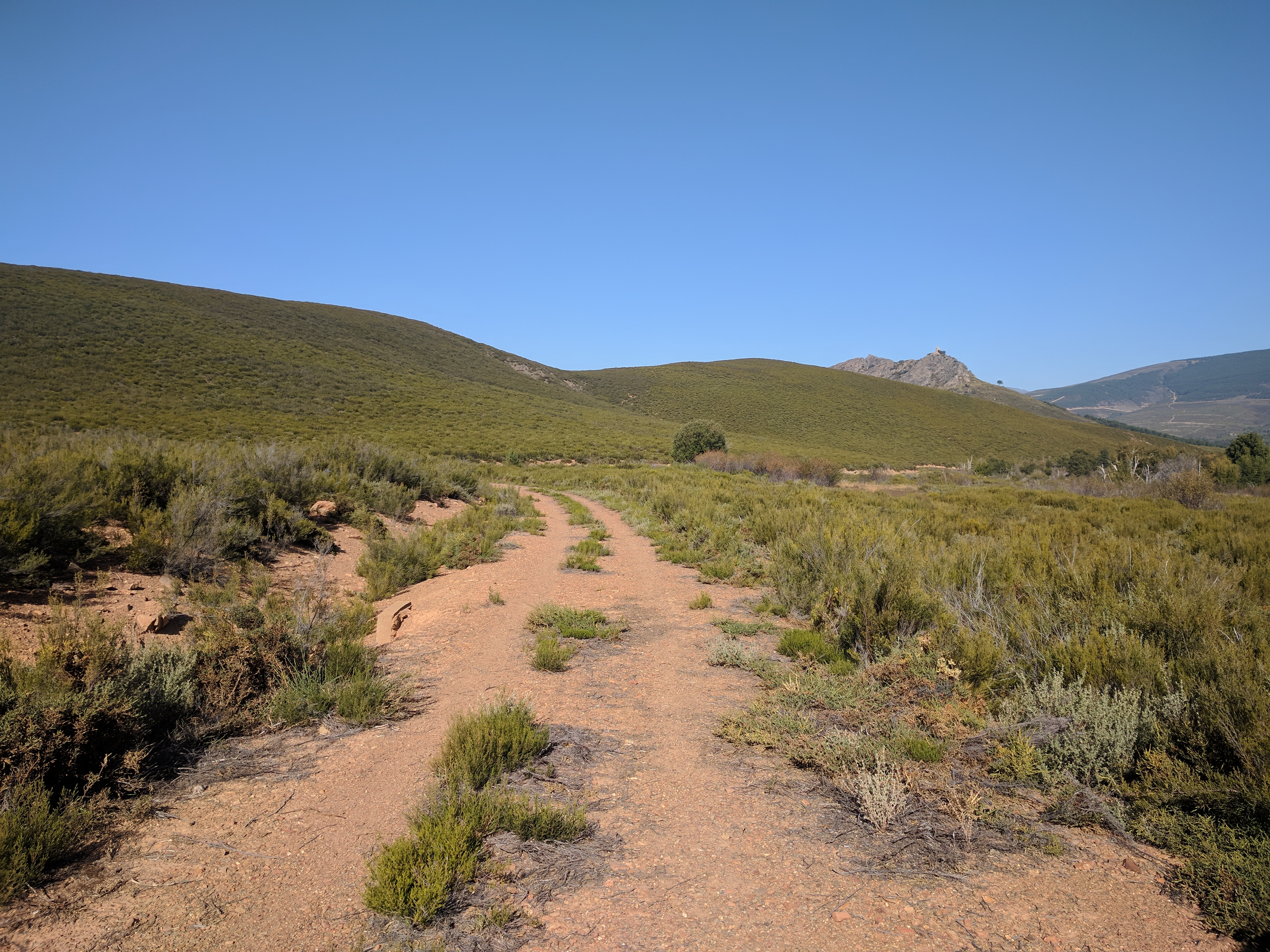
Camino del Valle en Valdavido
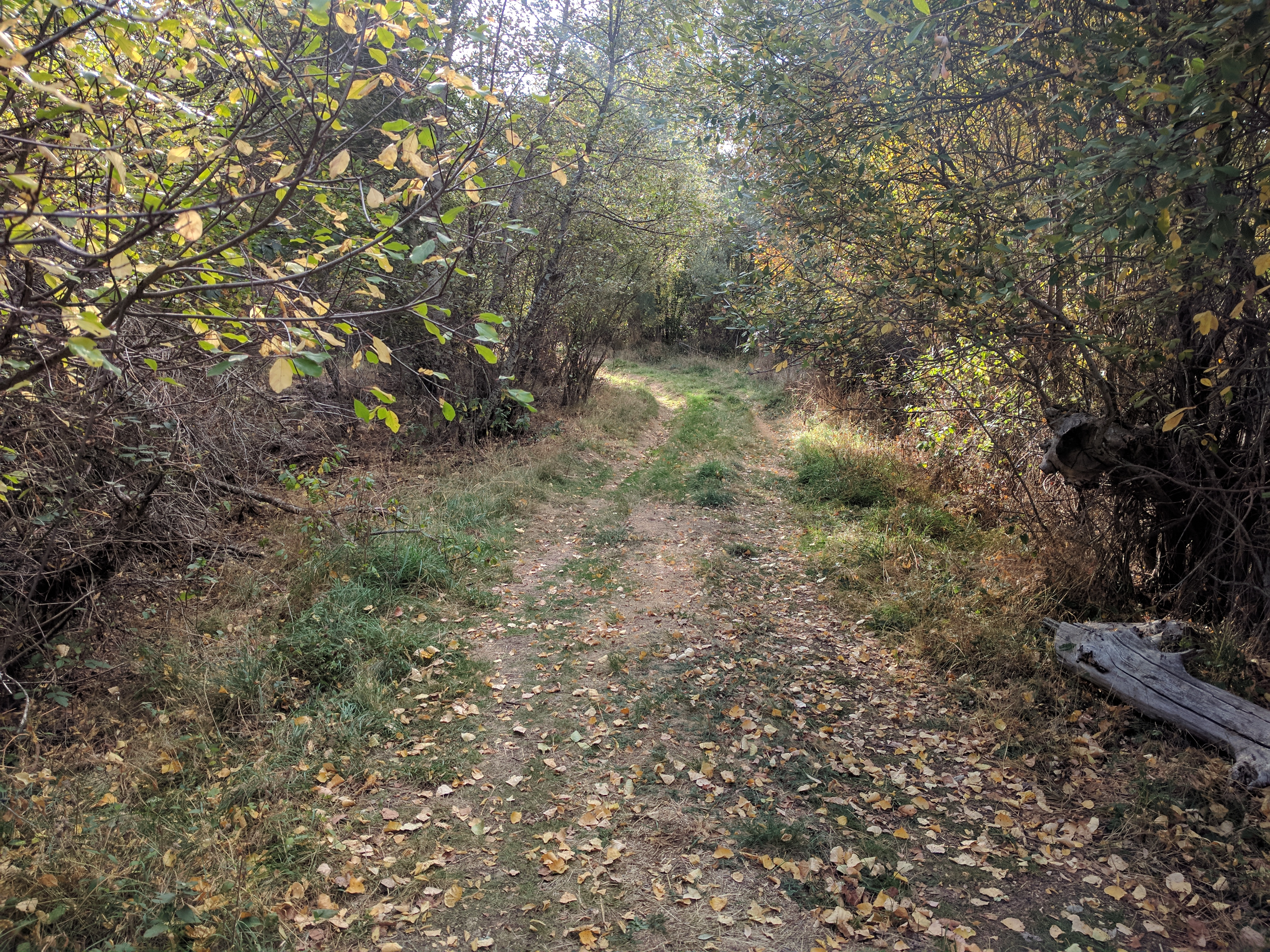
Camino a Llamaespineiro en Valdavido
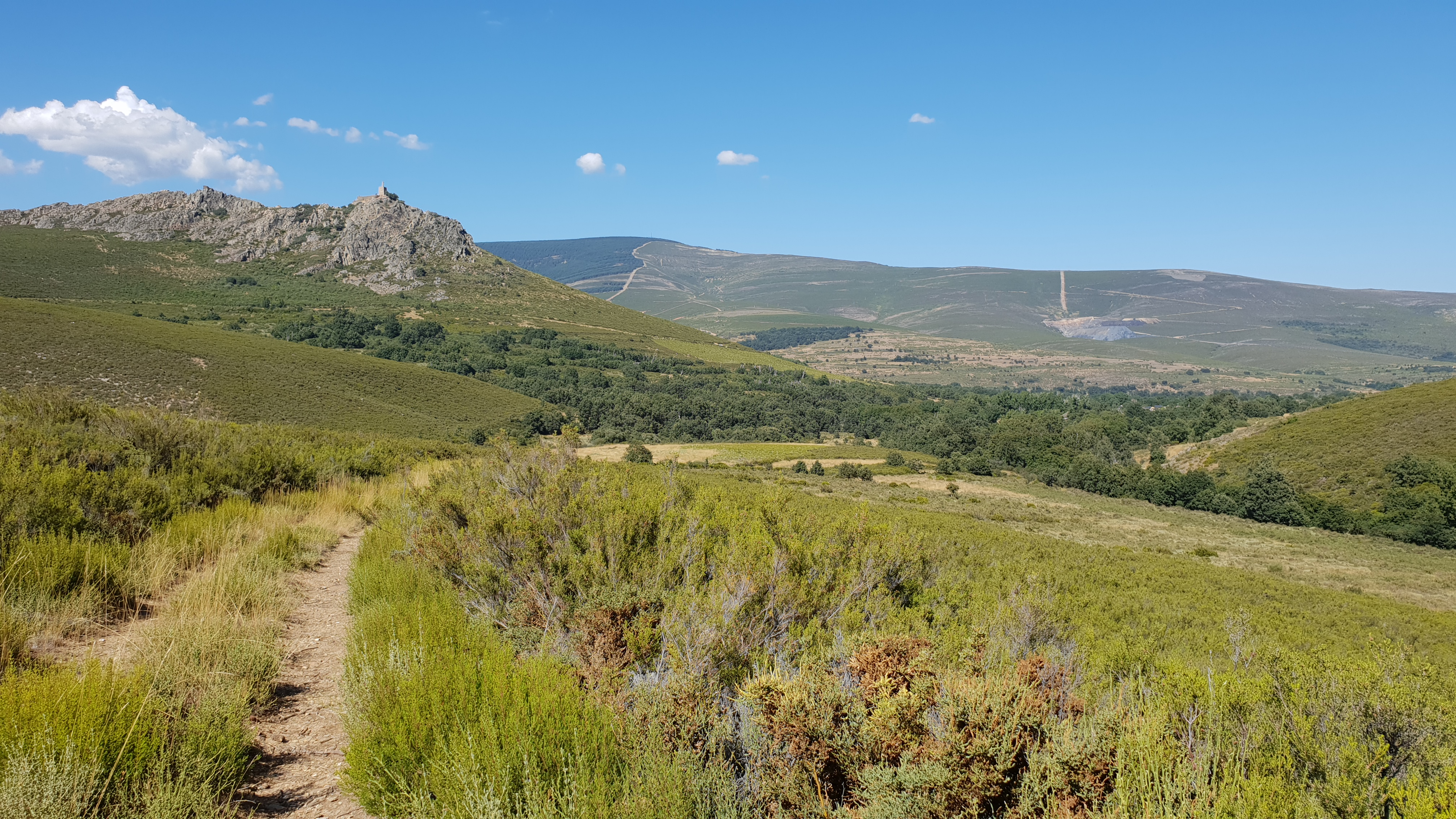
Camino a Llamaespineiro en Valdavido

## Fiestas y eventos

### San Roque
La ermita de San Roque resulta un punto de reunión de congregación tanto de fieles como de amantes de las tradiciones, que se reúnen cada 16 de agosto para la procesión de San Roque. Desde la Iglesia de San Martín parte una procesión con la Virgen y la pendoneta de Valdavido, mientras que desde la ermita se parte con San Roque, para encontrarse a mitad de camino y juntos hacer el trayecto hasta la ermita donde se imparte misa. Al día siguiente la Virgen vuelve a la Iglesia también en procesión.

### Ascensión de pendones al castillo del Peñarramiro
Desde 2013 la ermita de San Roque es el punto de partida del ascenso de pendones al castillo de Peñarramiro. Innumerables representantes de pueblos de Cabrera y del resto de León realizan el ascenso al castillo portando sus pendones o pendonetas. Al llegar a la cima, se celebra una misa y a continuación una comida de hermanamiento.

### Magosto ambulante
En 2018, Valdavido acogió la octava edición del Magosto ambulante y cultural. Las asociaciones de la zona y las administraciones organizan una serie de actividades culturales, en torno al elemento central del evento: las castañas asadas.

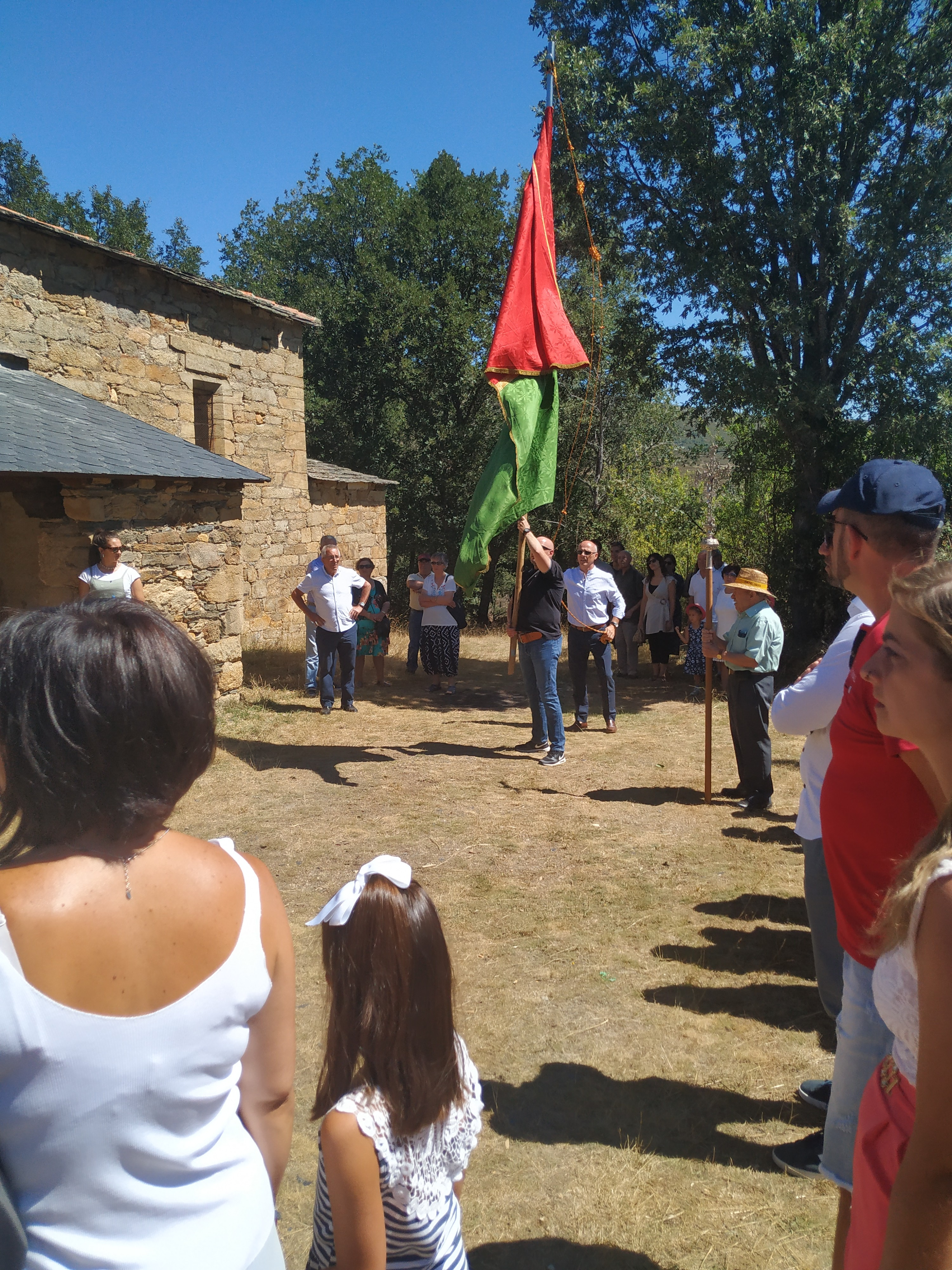
Procesión de San Roque en Valdavido
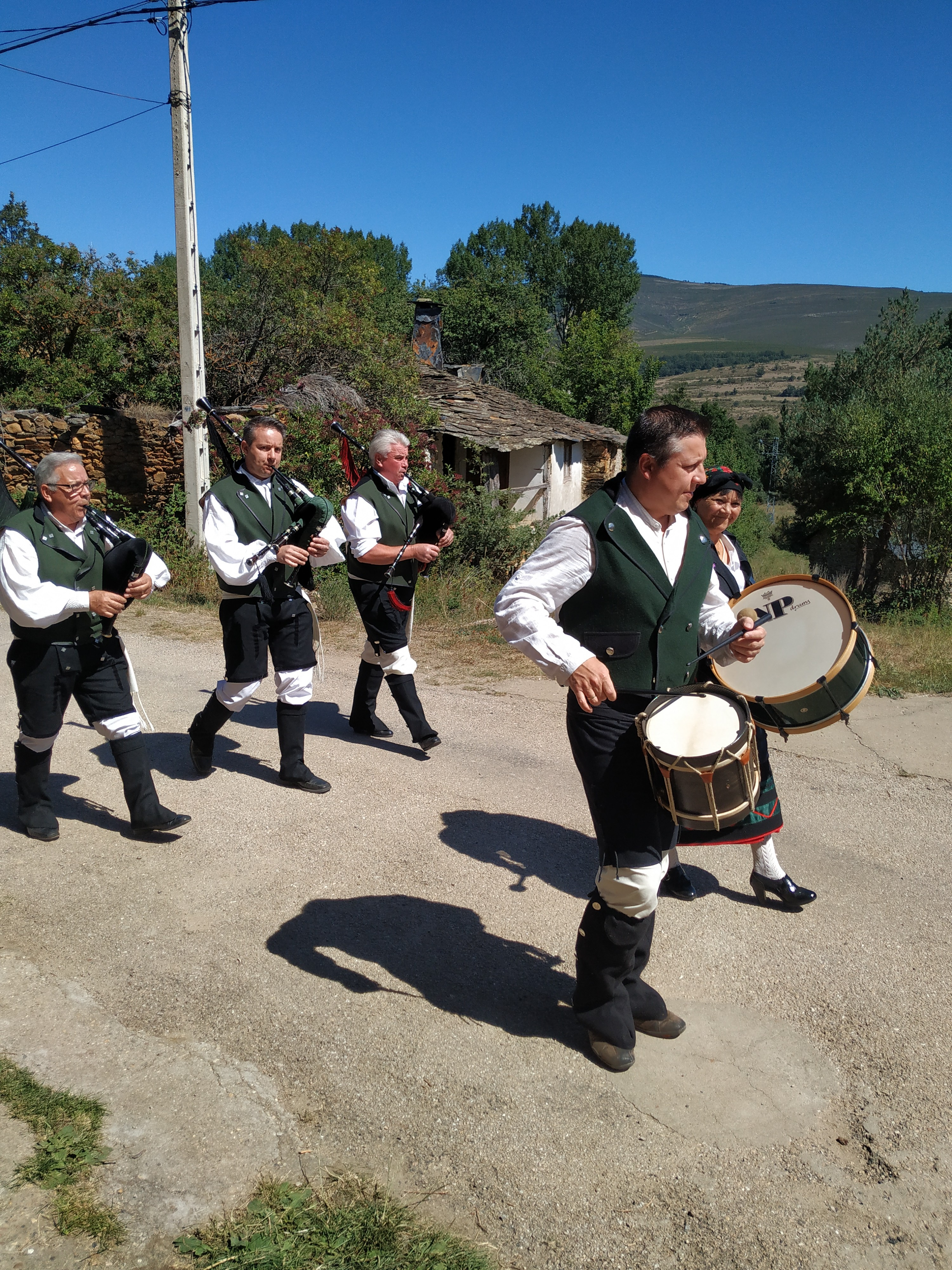
Gaiteros de Quintanilla de Yuso durante la procesión de San Roque
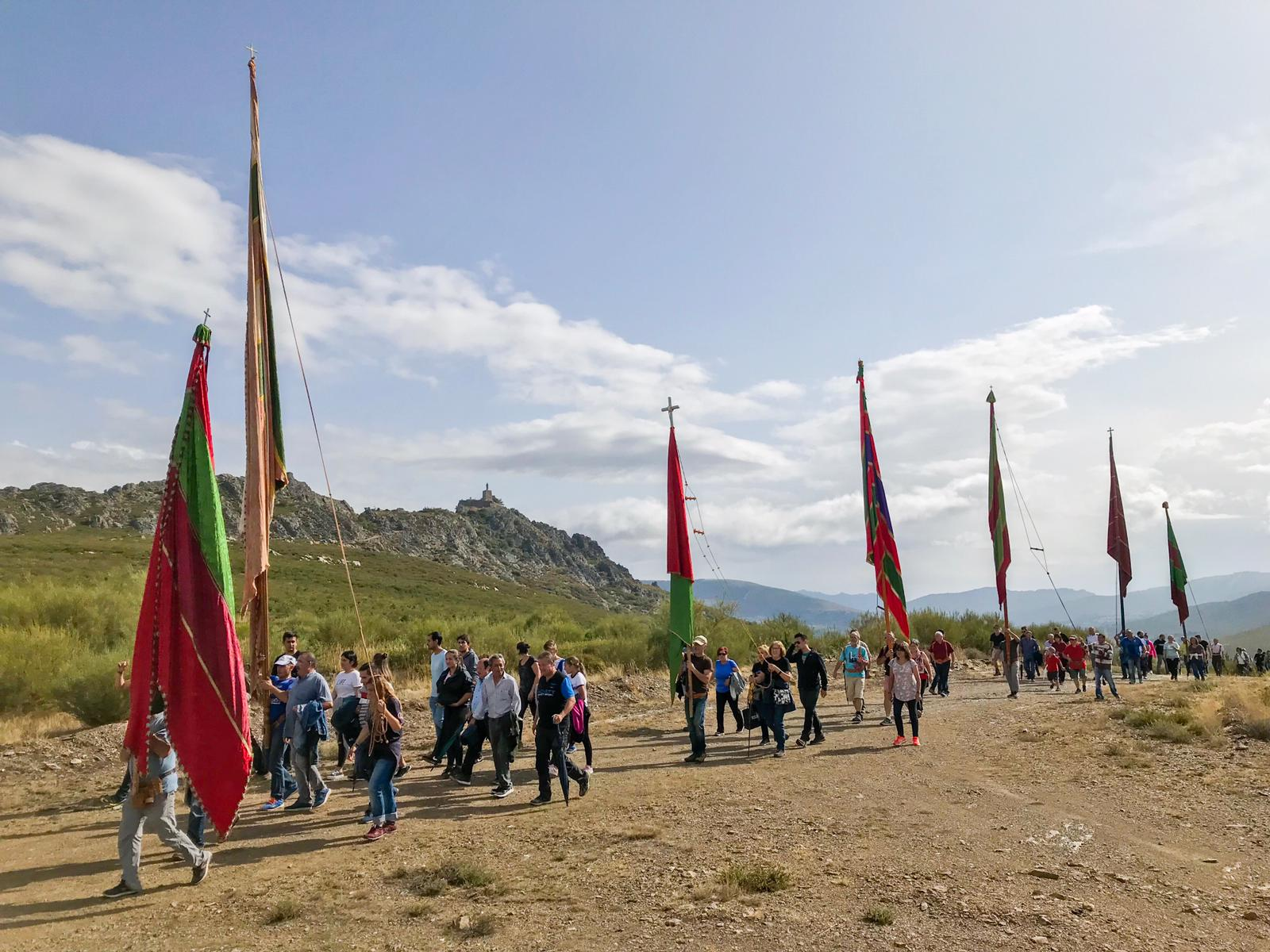
Ascensión al castillo de Peñarramiro
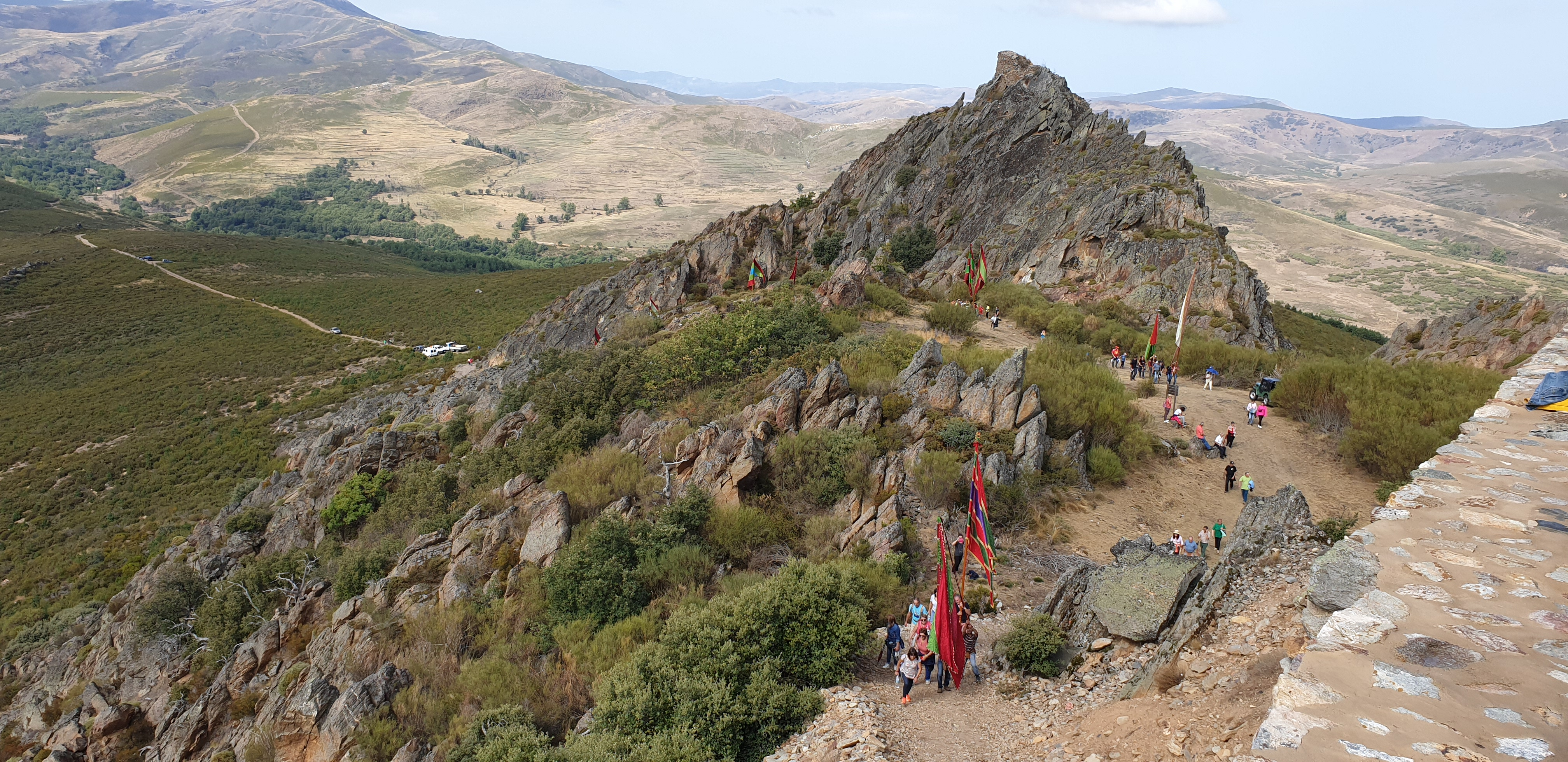
Pendones de Cabrera
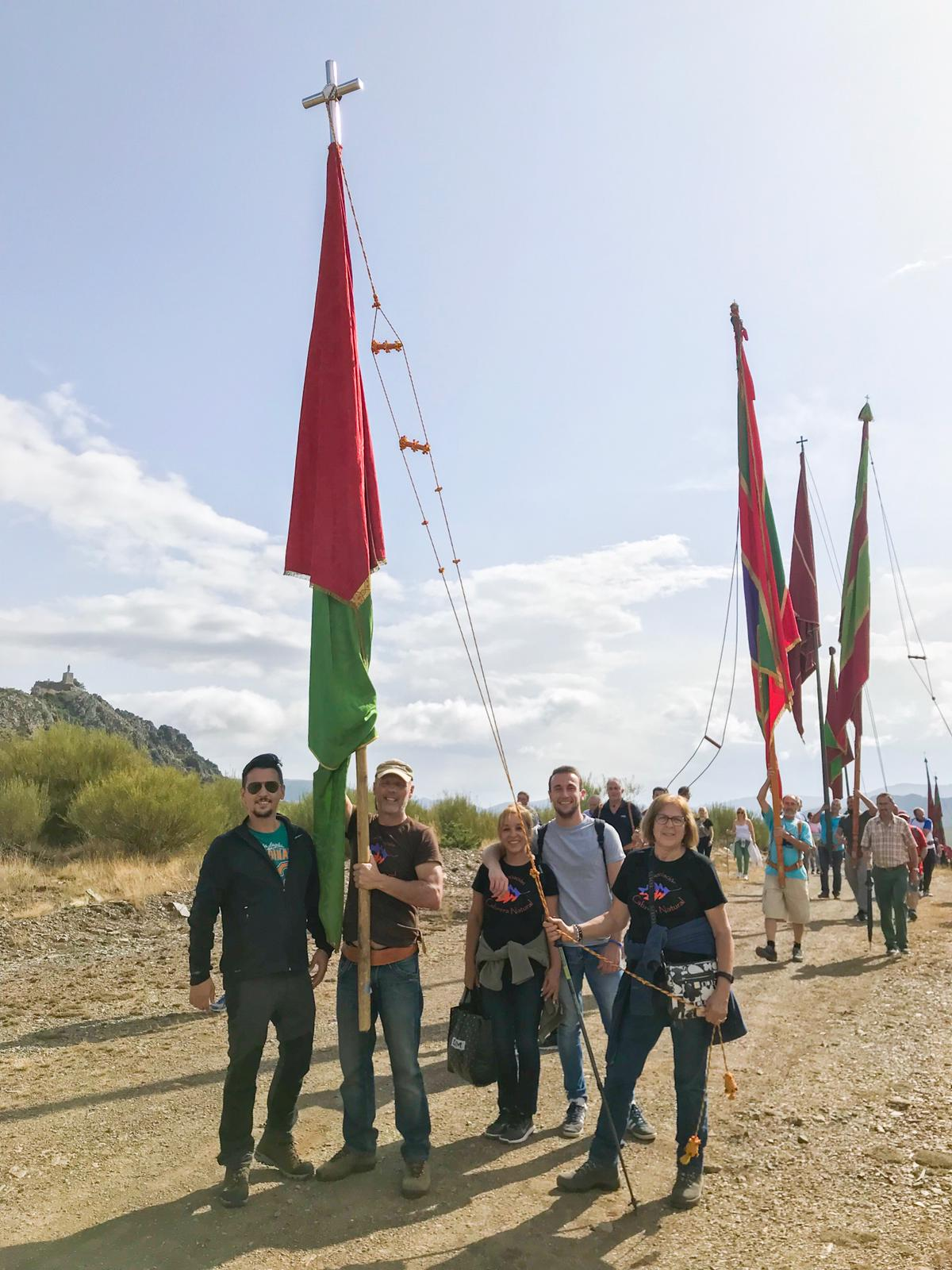
Pendoneta de Valdavido

## Actividades económicas
Los ingresos que recibe Valdavido se deben fundamentalmente a cuatro actividades: la caza, la ganadería bovina, la apicultura y el coto micológico.

### Coto de caza
Uno de los principales ingresos de Valdavido se debe a la actividad cinegética. Actualmente se autoriza la caza de las siguientes especies:
- Jabalí (Sus scrofa)

- Corzo (Capreolus capreolus)

- Ciervo (Cervus elaphus)

- Perdiz roja (Alectoris rufa)

- Liebre (Lepus spp)

- Becada (Scolopax rusticola)

- Paloma torcaz (Columba palumbus)

- Codorniz (Coturnix coturnix)

Con carácter general, quedan incluidas las especies de zorro, urraca, corneja y estornino pinto, cuya caza está regulada por las disposiciones de las Órdenes Anuales de Caza.

### Ganadería
Actualmente la ganadería presente en Valdavido consiste en ganadería extensiva de vacas y terneros, que pastan en unas 40 hectáreas de terreno. El número máximo de reses no excede nunca los 60 individuos adultos, con el fin de no agotar en exceso los pastos existentes.

### Apicultura
En la actualidad encontramos tres asentamientos de colmenas, cada uno de ellos de 150 colmenas, ocupando una extensión de unos 400 metros cuadrados cada uno de ellos.

### Coto micológico
El coto micológico ocupa unas 180 hectáreas de terreno, en el pinar de las Llamacicas y el pinar bajo el castillo de Peñarramiro.
El aprovechamiento se realiza sin dañar el monte, estando prohibido rastrillar el suelo o dañar el micelio de los hongos. Es obligatorio utilizar cestas dentro del monte para el traslado y almacenamiento de las setas que permitan su aireación.
Algunas de las especies que se puede recolectar son el níscalo(Lactarius deliciosus), la seta de cardo(Pleurotus eryngii), el rebozuelo (Chantarellus cibarius), o el boletus.

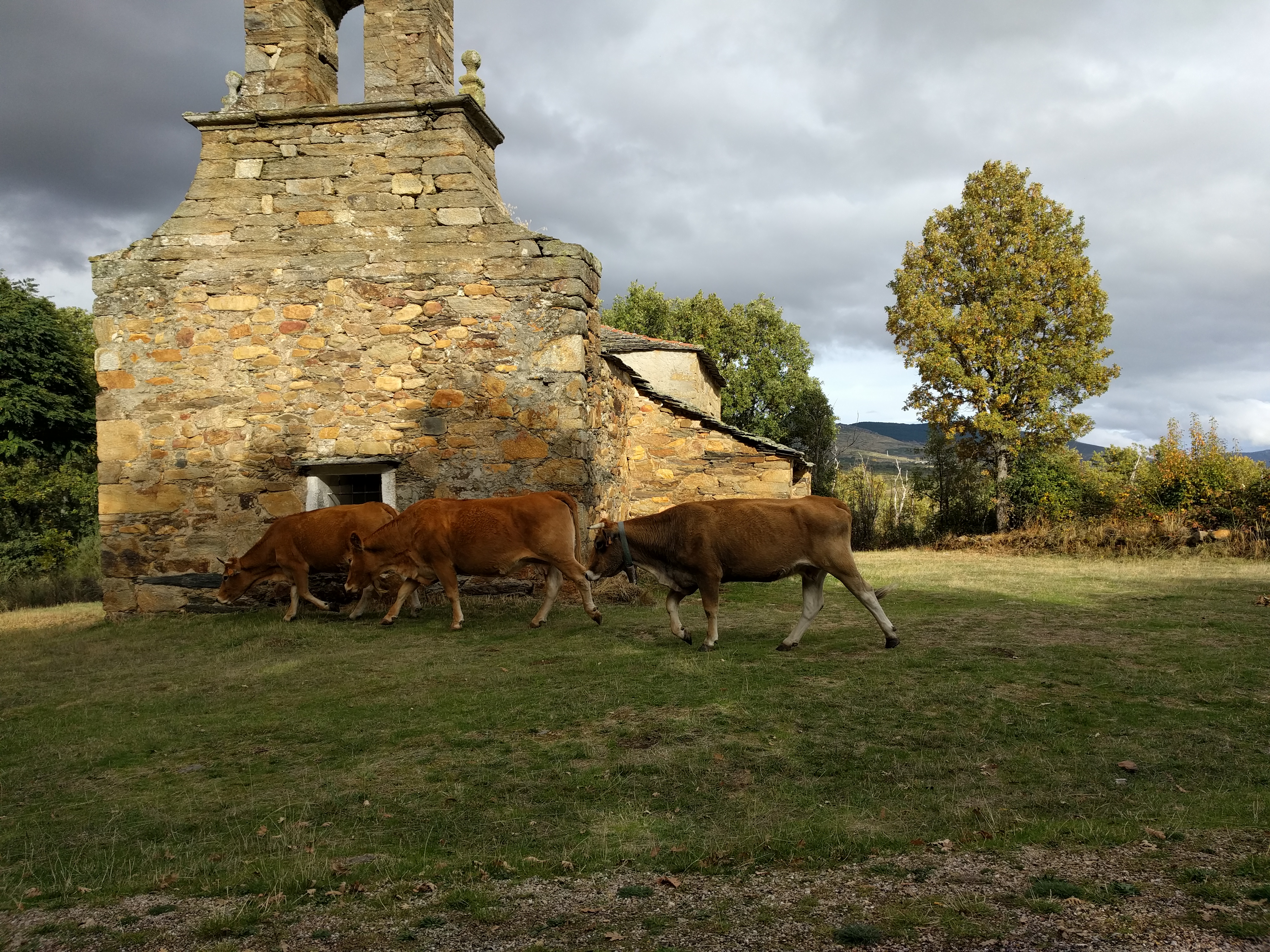
Ganadería vacuna
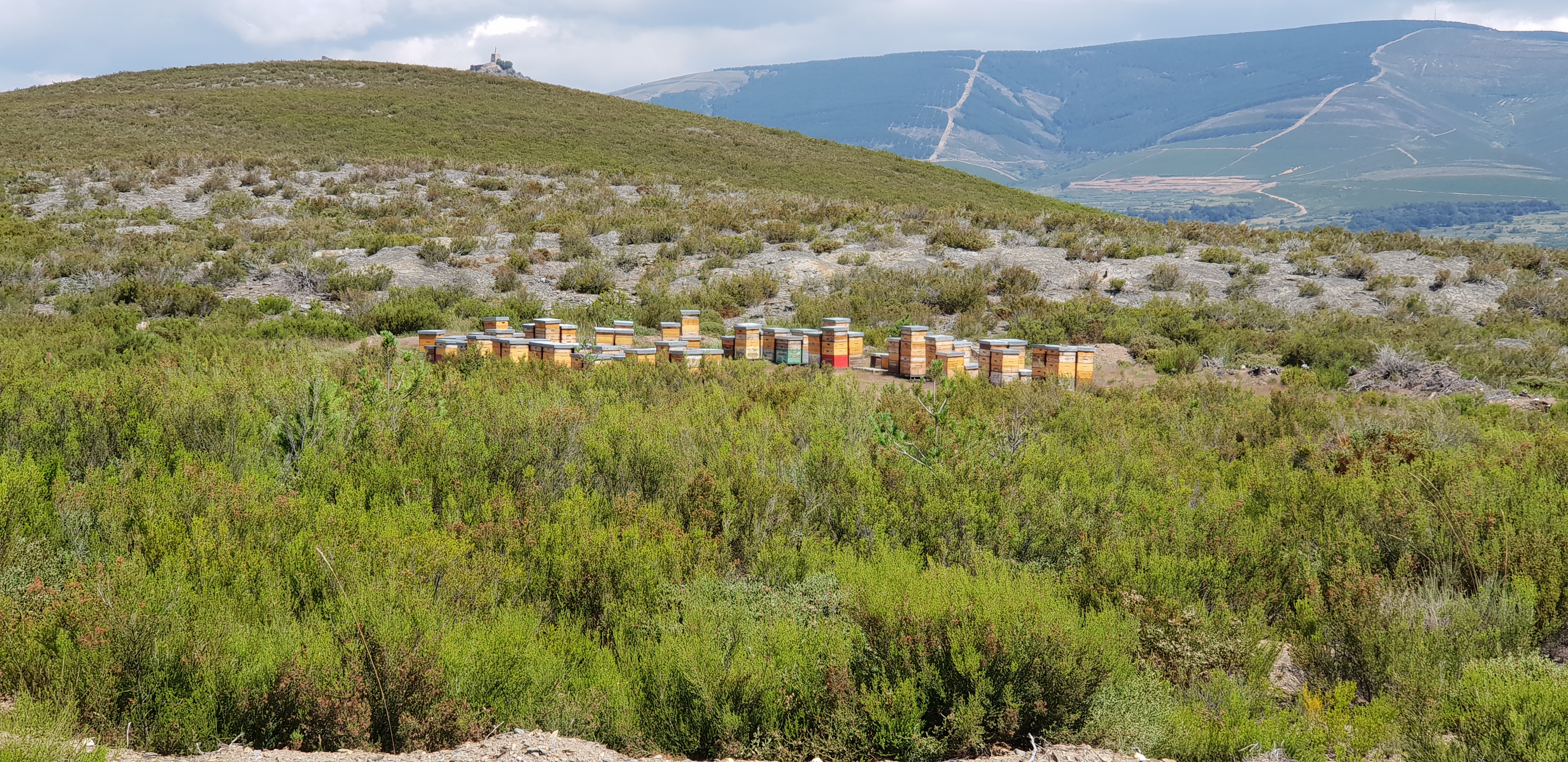
Colmenas de Valdavido
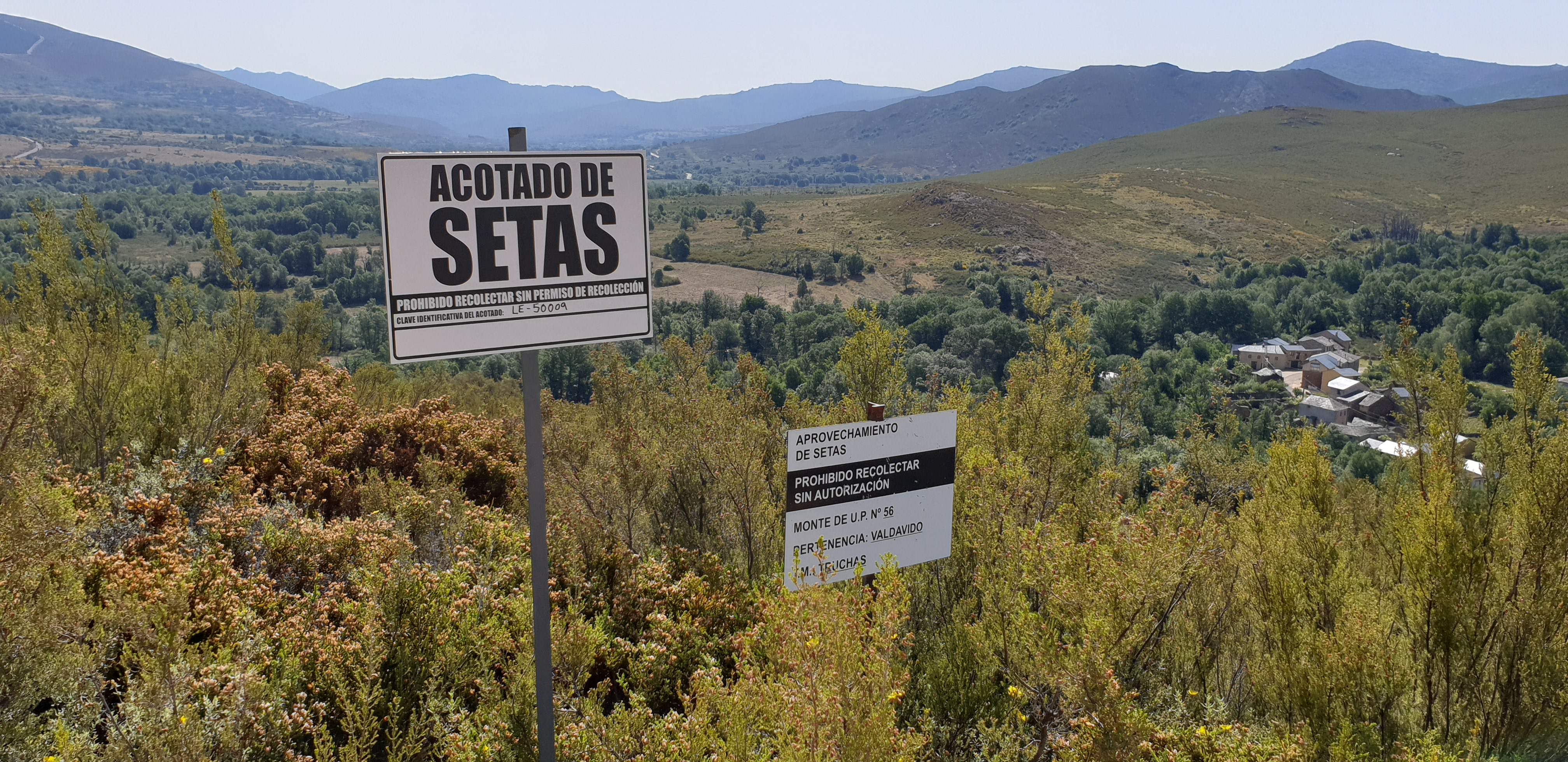
Acotado de setas tipo 1
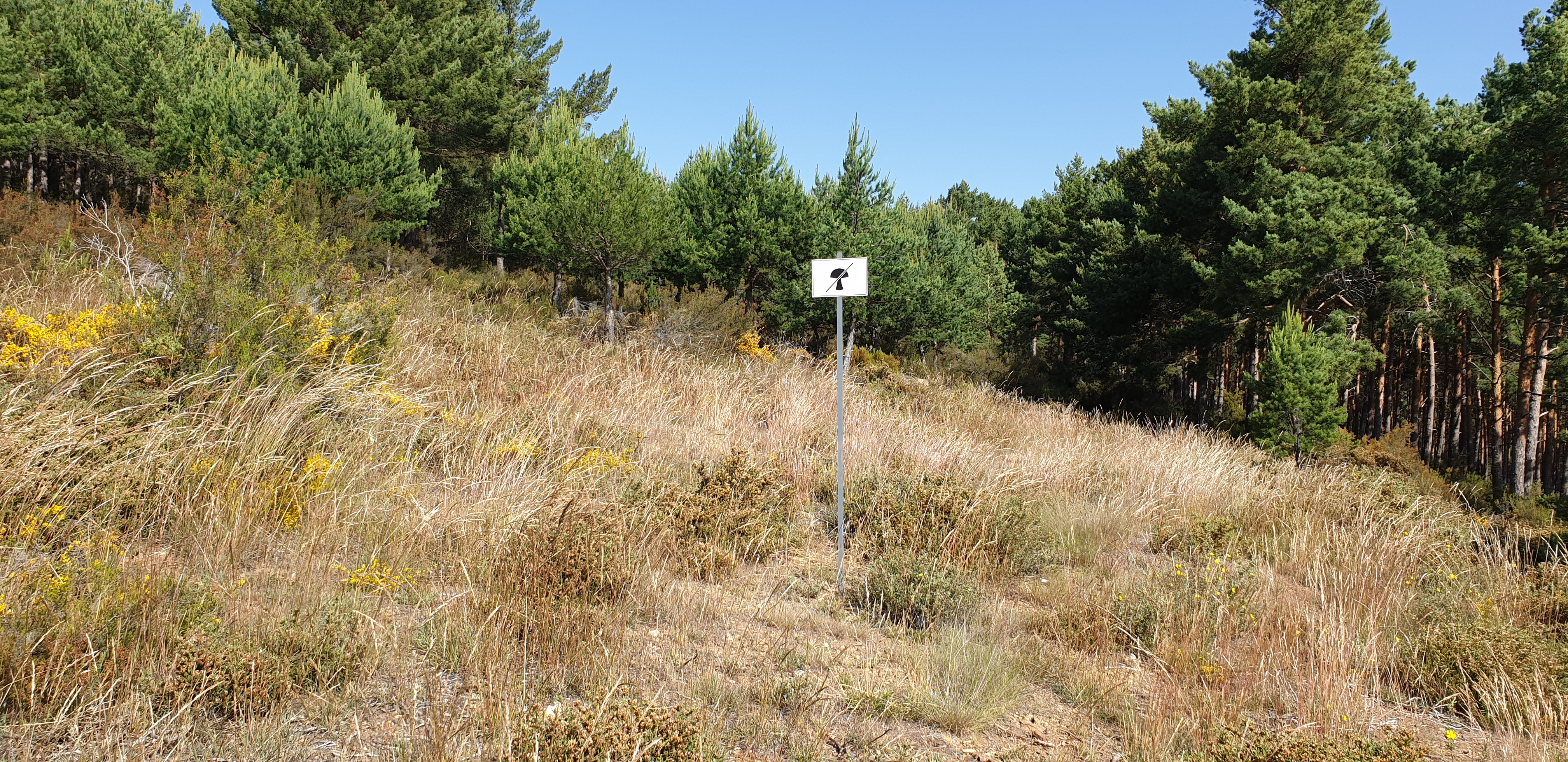
Acotado de setas tipo 2

## Actividades culturales y naturales
En los últimos años la Junta Vecinal apoyada por sus vecinos ha organizado una multitud de charlas, ponencias, actividades, etc, relacionadas con Valdavido, su entorno, tradiciones y cultura. Muchas de ellas en colaboración con asociaciones e instituciones de diversa índole.
Actividades 2013
Charla-coloquio: Naturaleza y medio rural: Reserva Ornitológica Palacios de Compludo
Charla-coloquio: El oso pardo: una oportunidad para el desarrollo sostenible
Actividades 2014
Curso de pesca con mosca y conservación de la trucha común
Charla-coloquio: Lobo y hombre en los montes de León
Charla: Ecología fluvial
Actividades 2015
Charla-coloquio: Convivencia entre humanos y osos
Charla-coloquio: La presencia del ejército romano en la provincia de León
Presentación del libro Beatriz y la loba
Actividades 2016
Exposición fotografías de Cabrera
El Cabreirés
Charla-coloquio: Geoparque Valle del Eria
Charla-coloquio: Aves trogloditas en Valdavido
Actividades 2017
Charla-coloquio:  Proyectos medioambientales en Cabrera
Charla coloquio: Recuperación de los pueblos y sus espacios públicos a través de sus infraestructuras, y cómo integrarlos en el paisaje
Jornada de plantación de árboles
Recuperación de presa tradicional
Charla coloquio: Conservando las aves y sus hábitats
Charla coloquio:  Osos, buitres y cabras: fauna y seducción ambiental
Taller didáctico de caligrafía e iluminación
Cuentos de siempre para la gente de ahora
Actividades 2018
Proyección del programa "El Arcón": Mascaradas en la Cabrera leonesa
Jornada de plantación de árboles
Recuperación de presa tradicional
Taller de pintura en espacios públicos
León Film Rural  IV Sesión
Charla-coloquio: Castillo e Iglesia de Valdavido
Charla-coloquio:  El lobo en el noroeste de Zamora
Taller-exhibición: Conociendo al lobo de cerca
Taller de ecología y reciclado
Magosto ambulante
Actividades 2019
Jornada de plantación de árboles
Recuperación de presa tradicional
Seprona: quiénes son y cómo trabajan
Música que rima
Charla-coloquio: Montañas humanizadas, montañas con lobos
Seguridad ciudadana para personas mayores en zonas poco pobladas
Actividades 2020
Jornada de anillamiento de aves. 
El resto de actividades de suspenden por la pandemia de COVID-19
Actividades 2021
Jornada de juegos tradicionales cabreireses. 

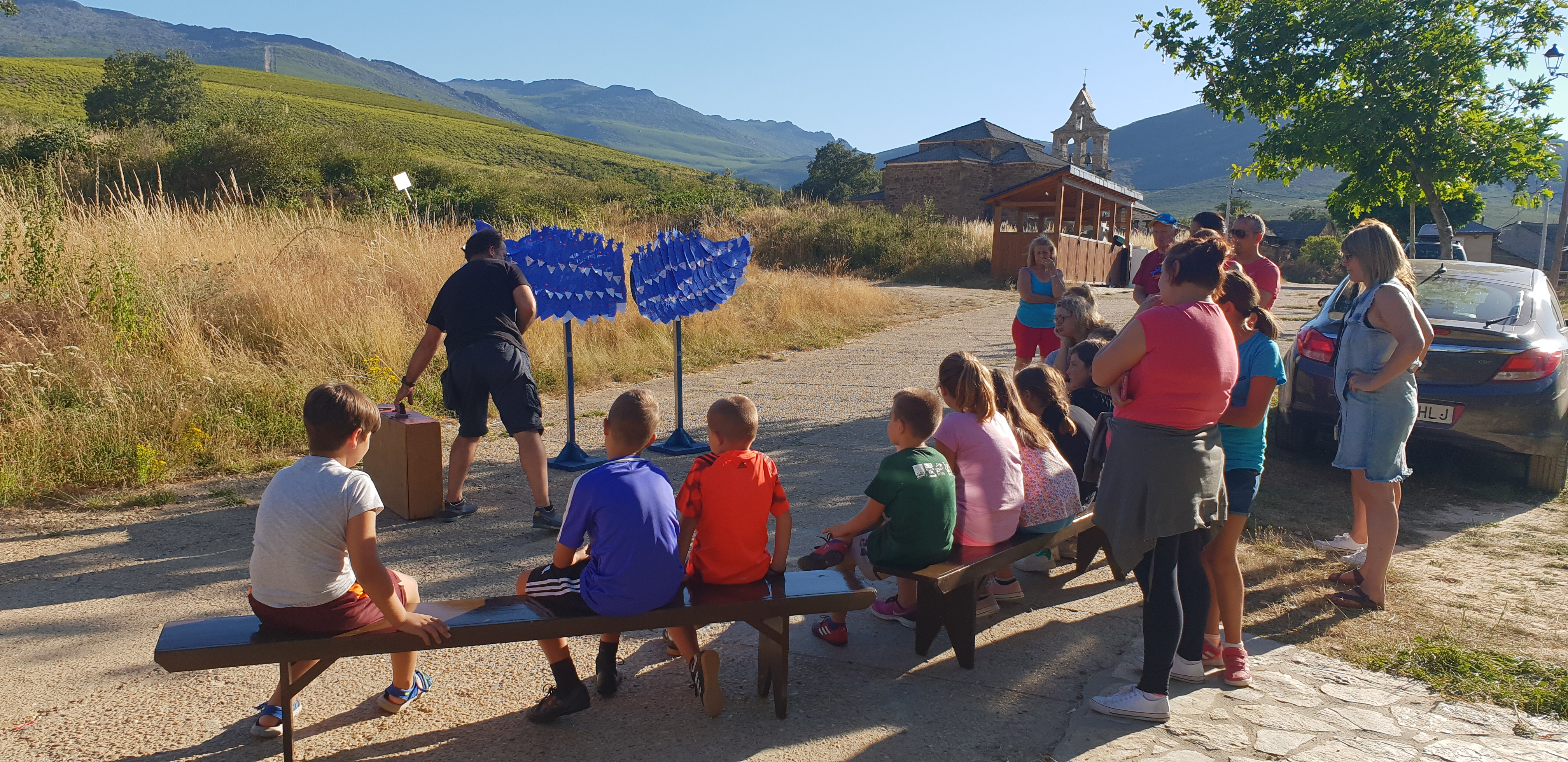
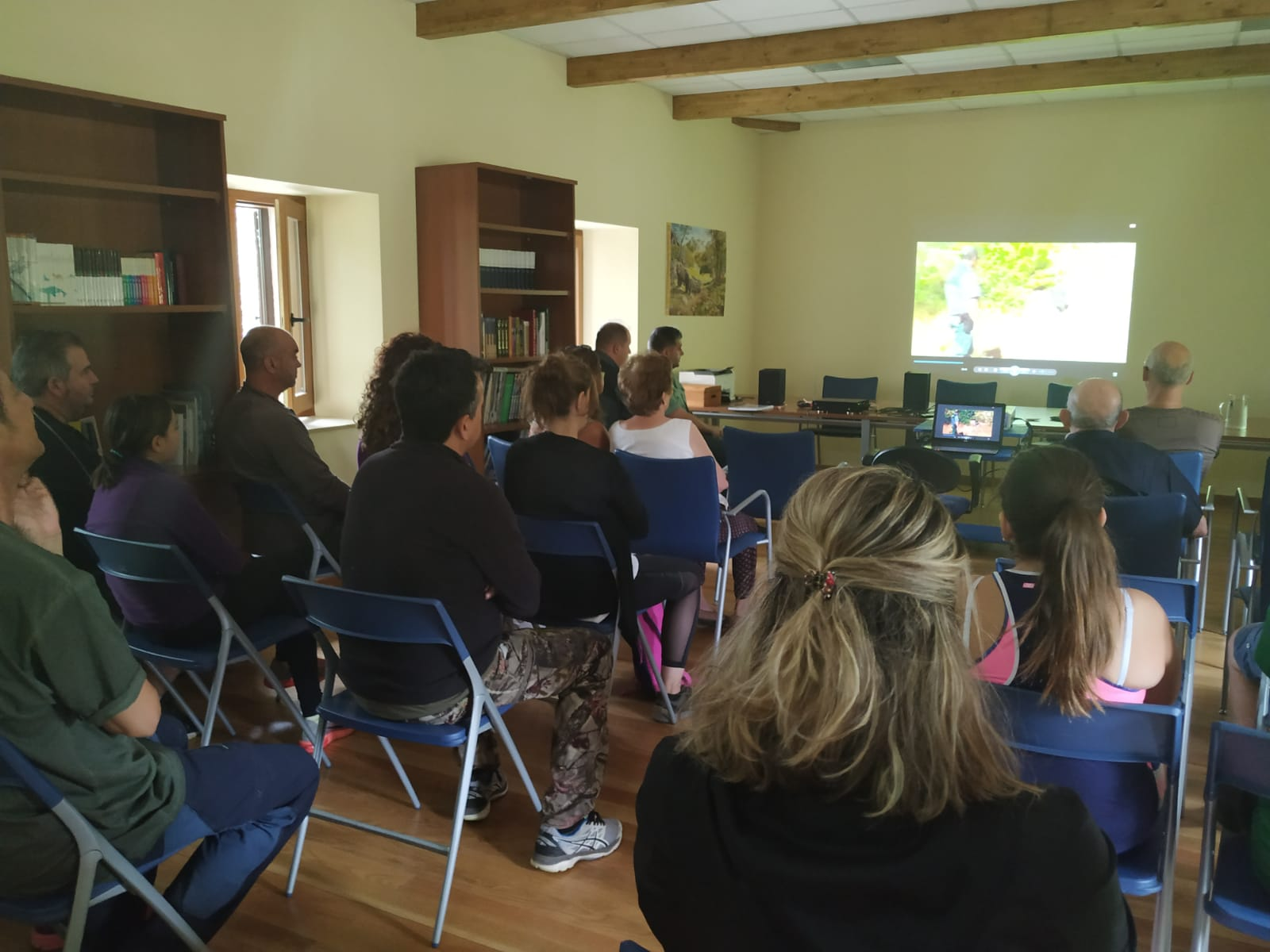

## Convenios y entidades colaboradoras
Actualmente Valdavido mantiene una estrecha colaboración y convenios de colaboración y custodia del territorio con las siguientes asociaciones y organizaciones:

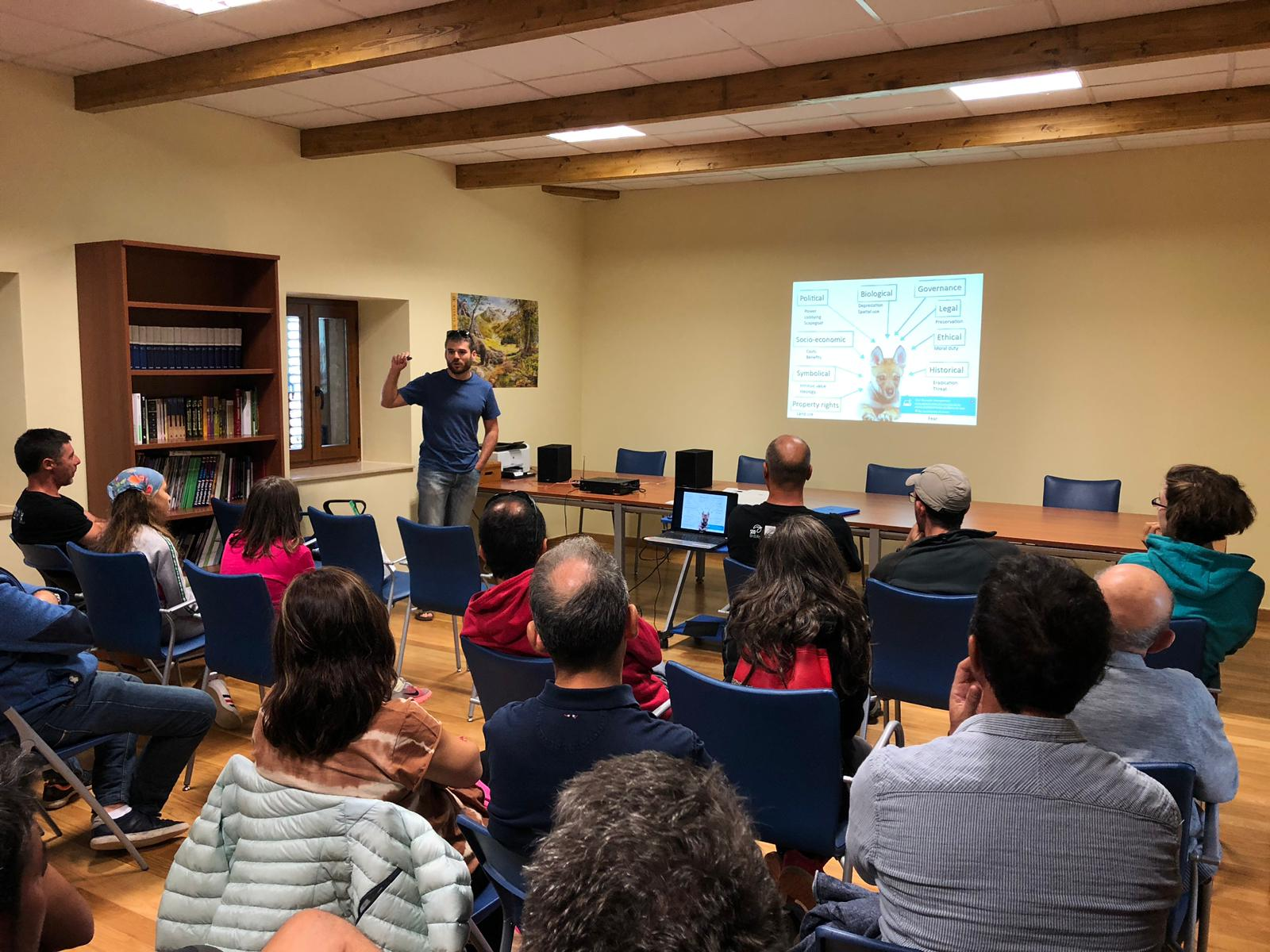
Charla organizada por Cabrera Natural

- Asociación Cabrera Natural Charla organizada por Cabrera Natural

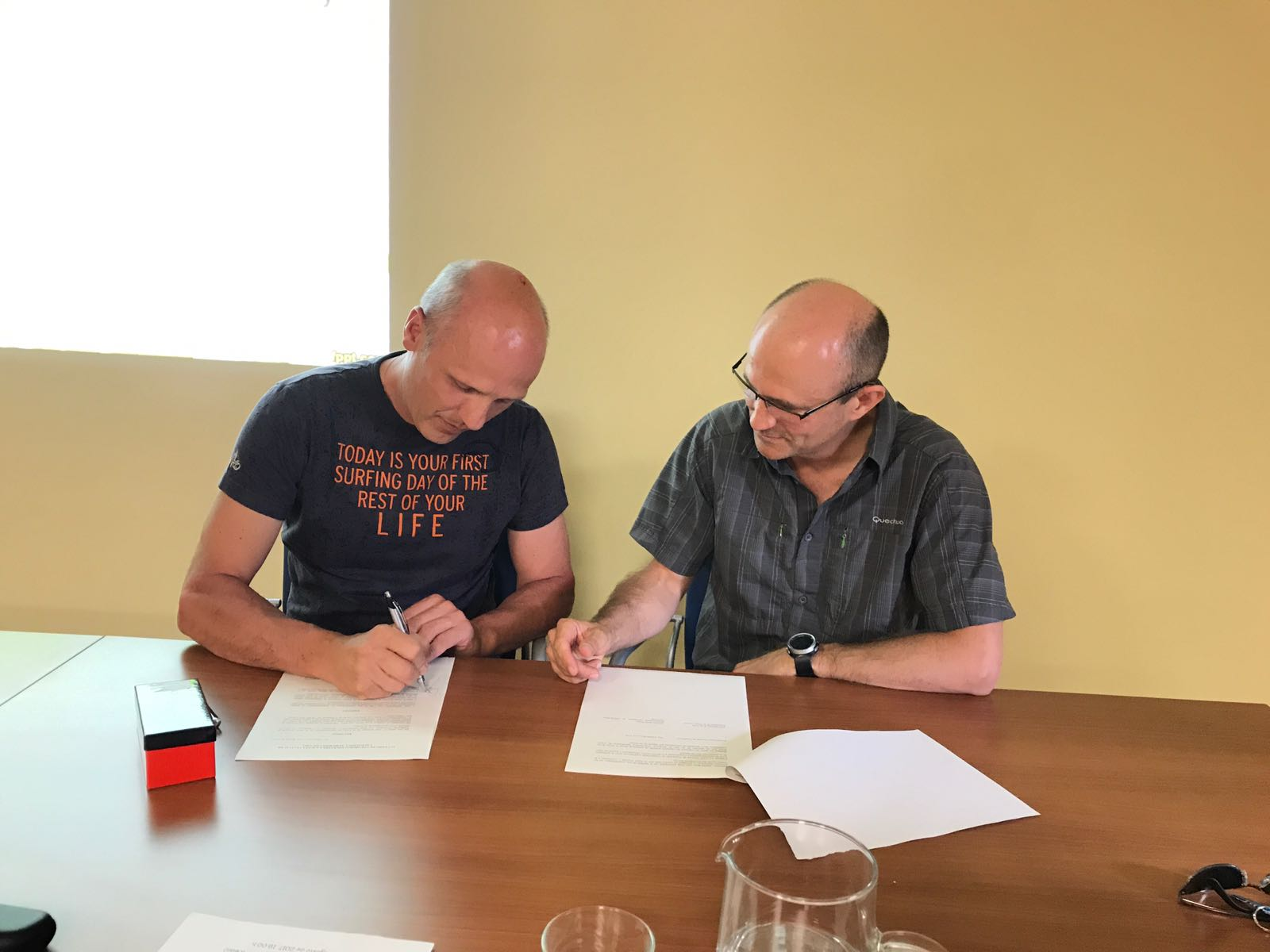
Firma del convenio de la Junta Vecinal de Valdavido con AEMS Ríos con Vida

- Fundación Oso Pardo[12]

- SEO Birdlife[13]

- AEMS Ríos con vida[14] Firma del convenio de la Junta Vecinal de Valdavido con AEMS Ríos con Vida

- Montañas del Teleno

- Ayuntamiento de Truchas

- Instituto de Estudios Cabreireses

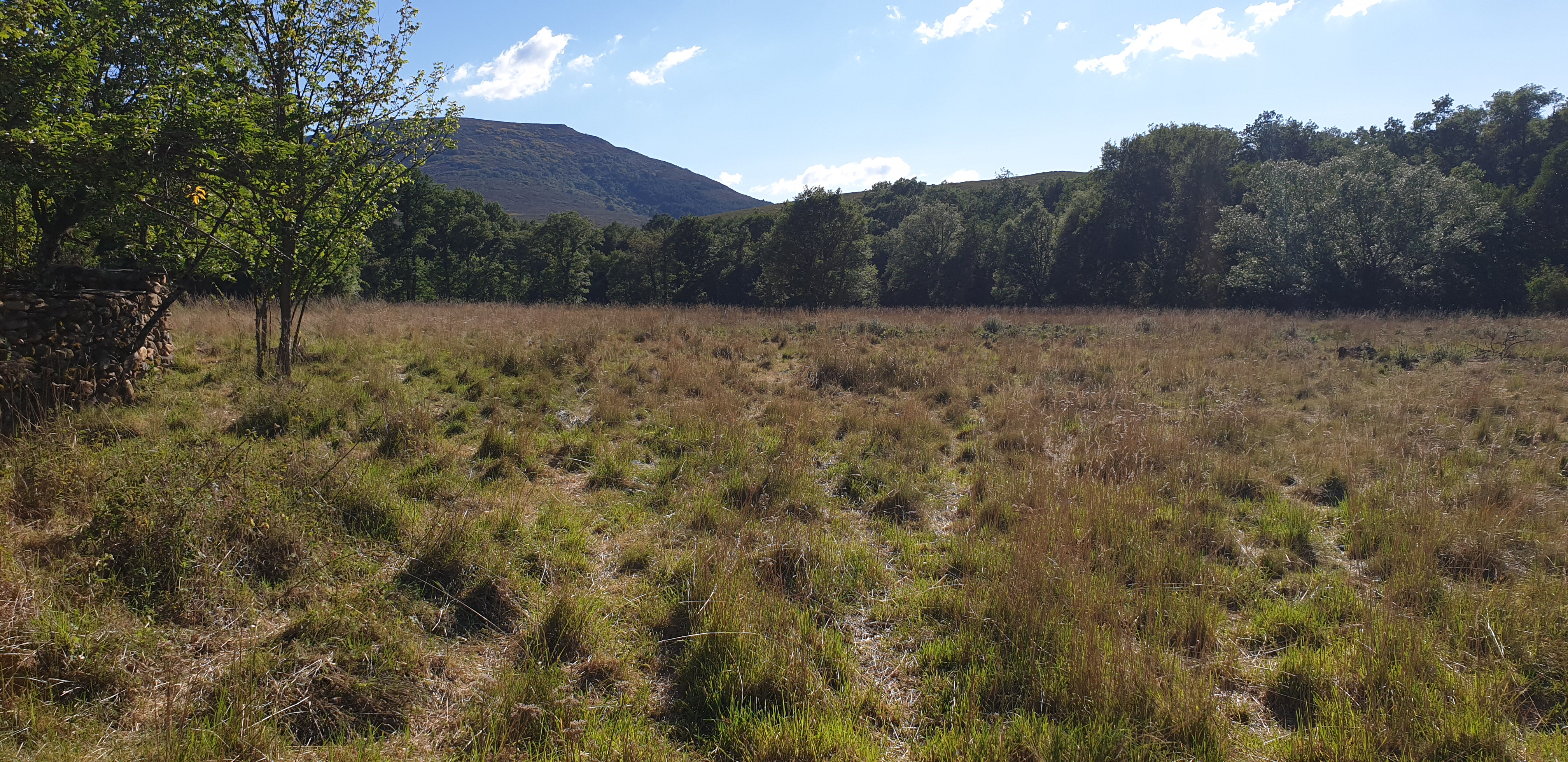
La Veiga de Valdavido
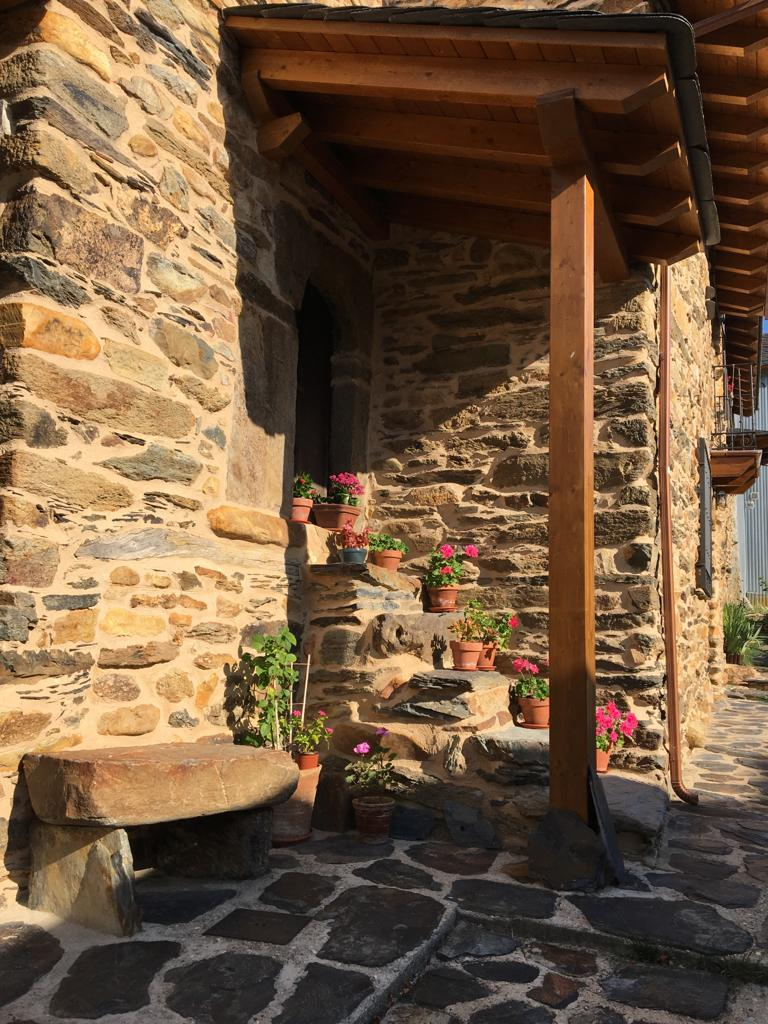
Rincón de Valdavido
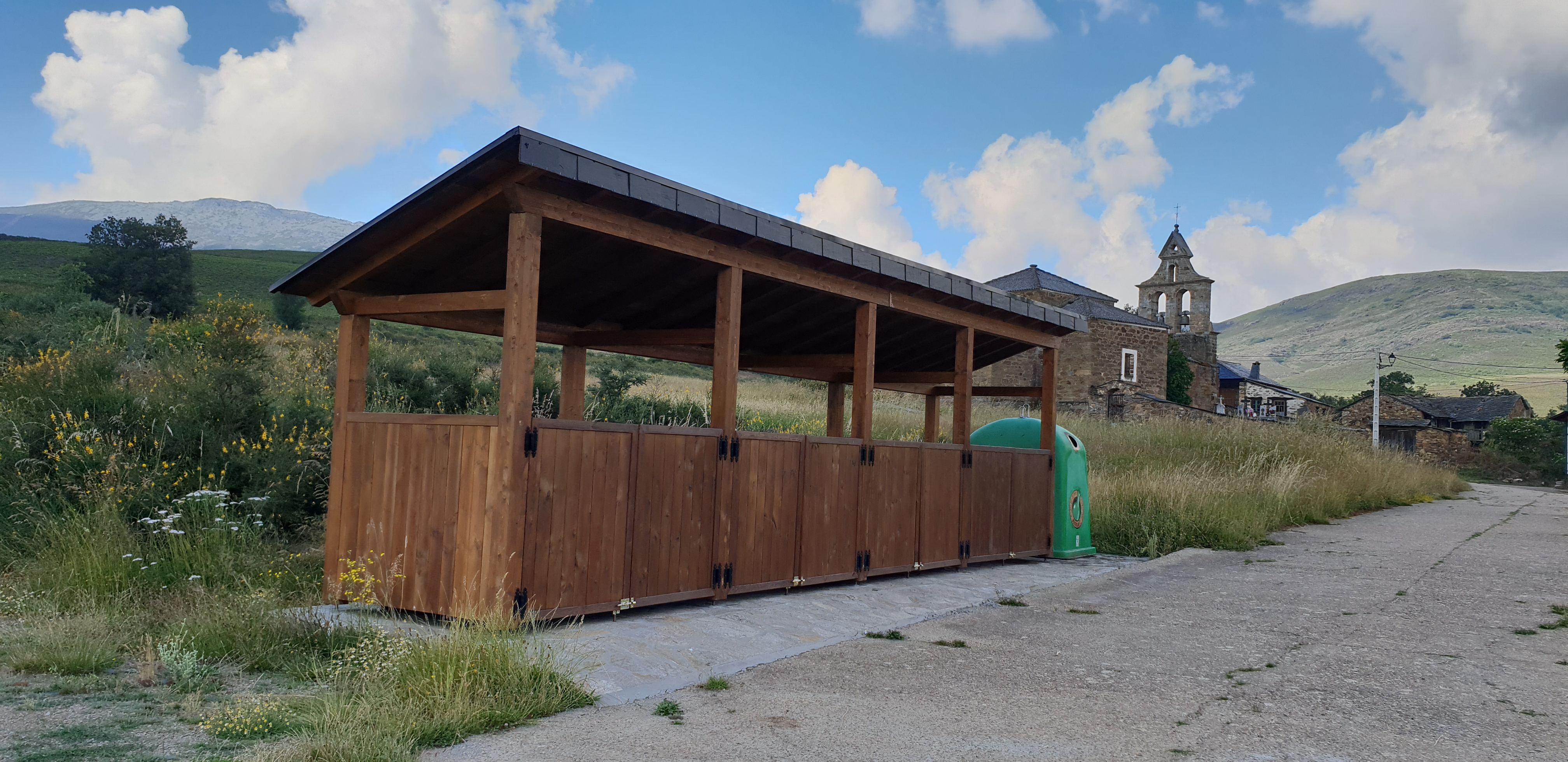
Recinto cubrecontenedores en Valdavido
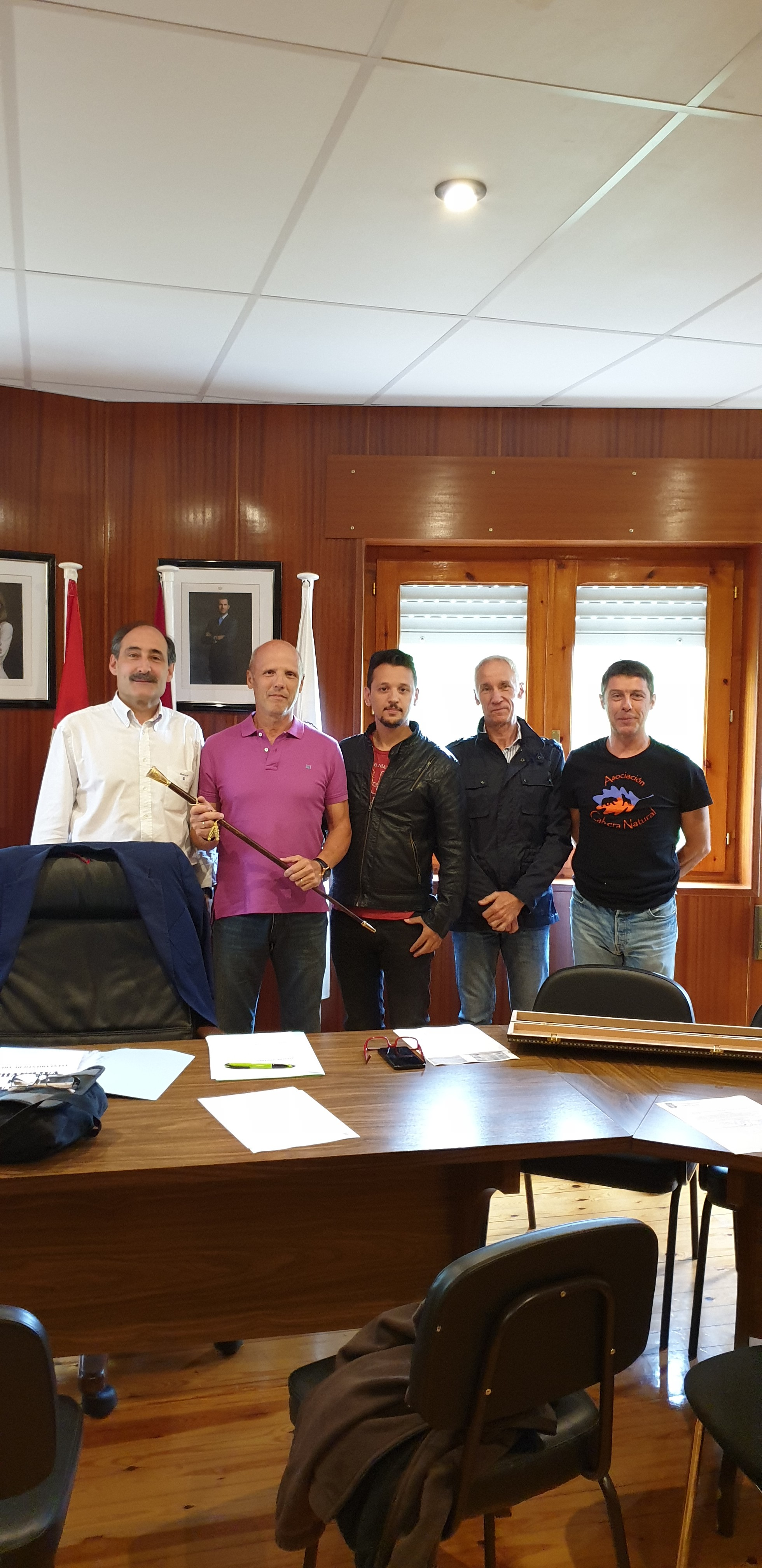
Constitución Junta Vecinal de Valdavido 2019
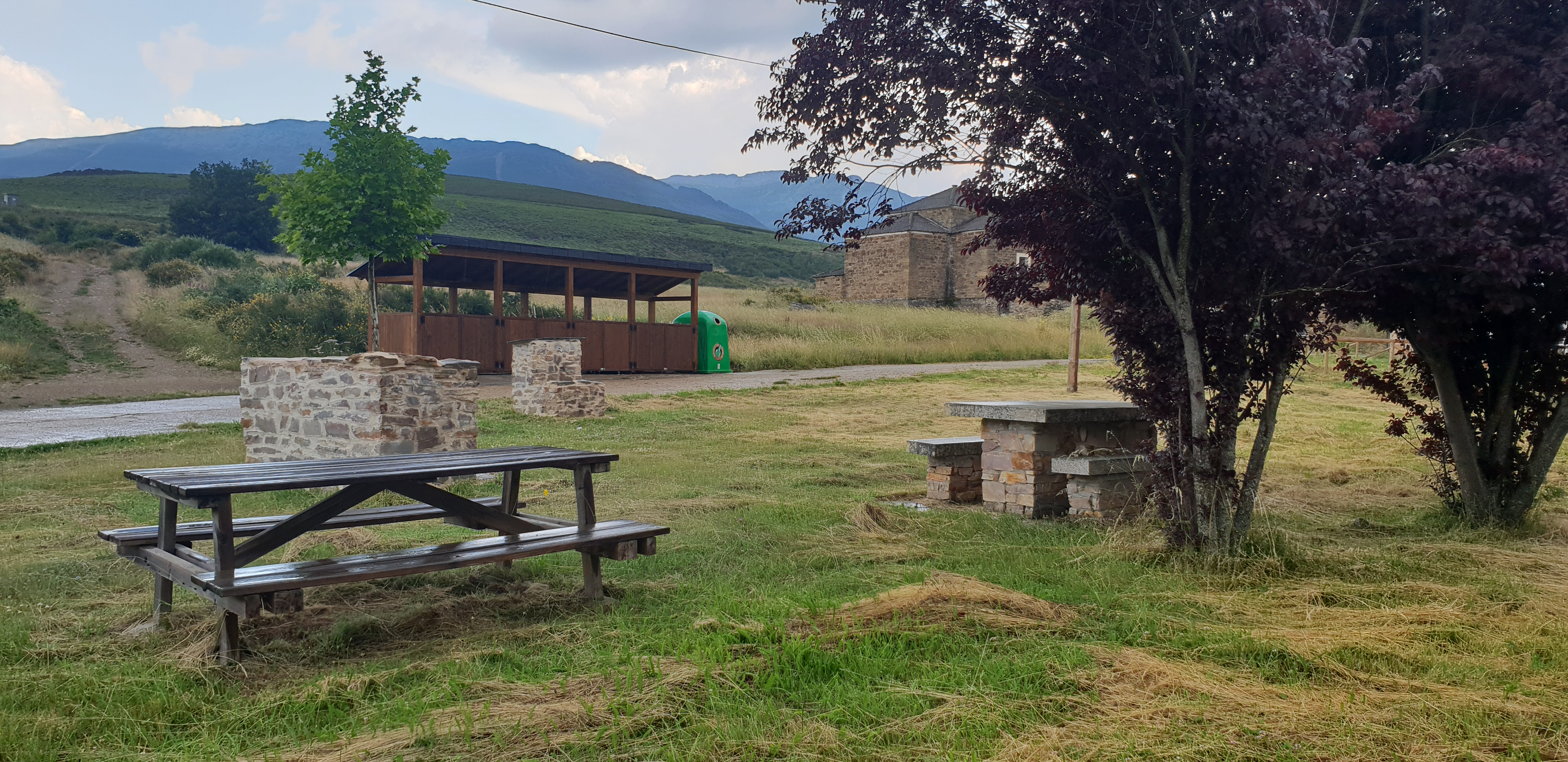
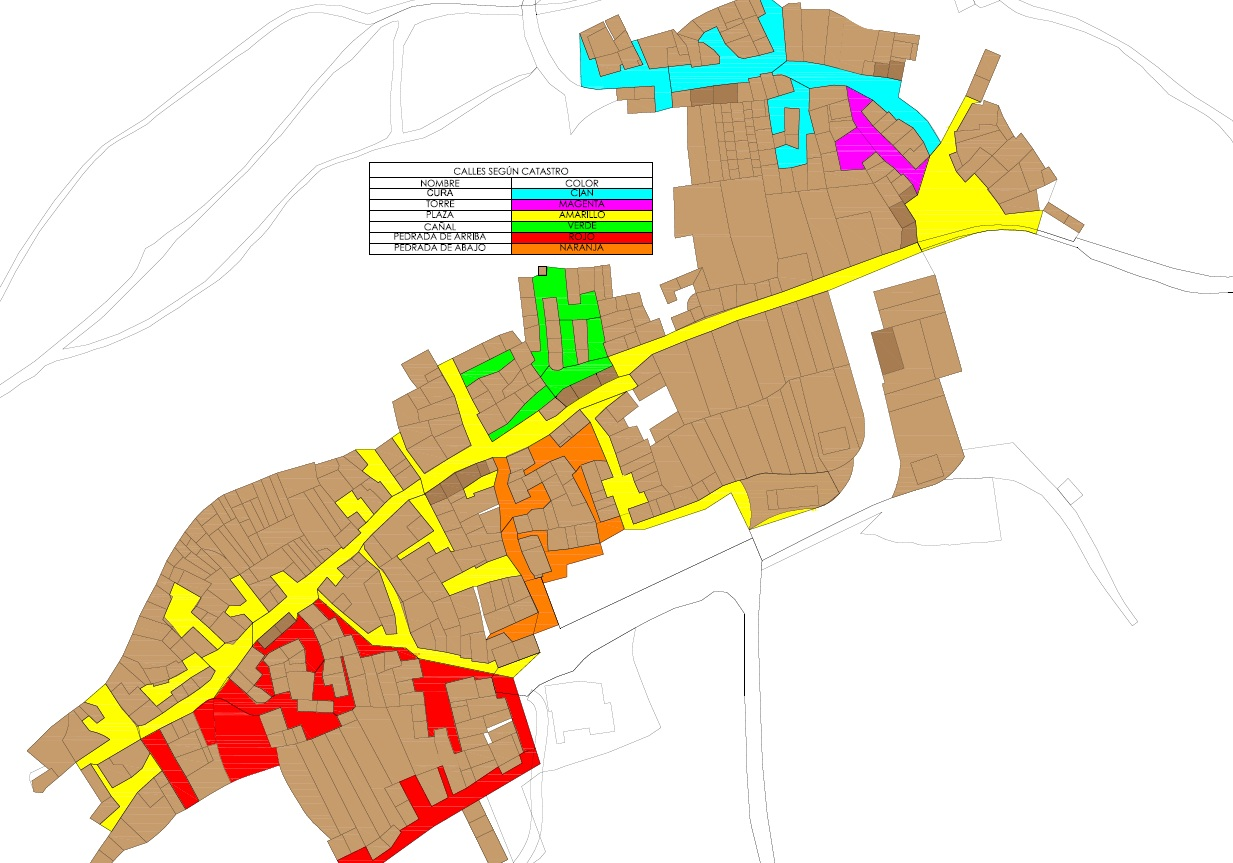
Calles de Valdavido según Catastro